# Église Saint-Pierre-et-Saint-Paul de Silly-le-Long
L'église Saint-Pierre-et-Saint-Paul est une église catholique paroissiale située à Silly-le-Long, dans l'Oise, en France. Excepté son abside de la fin du XIIe siècle et son clocher-porche du second quart du XIIIe siècle, c'est un édifice de style gothique flamboyant achevé au second quart du XVIe siècle. Ses trois vaisseaux communiquent entre eux par des grandes arcades d'une qualité exceptionnelle, qui furent entreprises entre la fin du XIVe et le début XIVe siècle, et constituent l'un des très rares témoignages de l'architecture de cette époque trouble dans le nord de l'Île-de-France. Elles reflètent le passage successif du style rayonnant vers le style flamboyant. Leurs piliers, à mi-chemin entre piliers fasciculés et piliers ondulés, portent des frise d'une iconographie en partie très originale, avec des personnages grotesques, une scène de chasse, des moutons et des poissons, mais aussi des pampres souvent mises à l'honneur par la suite. Le bas-côté nord est en partie contemporain des grandes arcades, mais les voûtes de la nef et des bas-côtés, et sans doute toute l'élévation méridionale, ne datent que de la période flamboyante finissante. Contrairement à l'abside, qui est d'une facture rustique, les bas-côtés sont construits avec grand soin, et sont de dimensions généreuses. La nef paraît moins réussie, car sans jours, et recouverte de deux voûtes sexpartites qui ne concordent pas avec les supports prévus plus d'un siècle plus tôt. Cependant, des voûtes sexpartites au XVIe siècle constituent elles aussi une curiosité. Inscrite aux monuments historiques par arrêté du 11 juin 2001, l'église Saint-Pierre-et-Saint-Paul a été restaurée à partir de 2009. Sa nef et son bas-côté nord attendent encore une restauration intérieure. L'église dépend aujourd'hui de la paroisse Notre-Dame de la Visitation du Haudouin, et des messes dominicales anticipées y sont célébrées tous les deux mois, le samedi à 18 h 30.

## Localisation
L'église Saint-Pierre-et-Saint-Paul est située en France, en région Hauts-de-France et dans le département de l'Oise, dans le Multien, aux confins de l'Île-de-France et de la Seine-et-Marne, sur la commune de Silly-le-Long, près de la limite est du village, Grande-Rue. Elle est bâtie parallèlement à la rue, du côté sud, et l'élévation septentrionale borde immédiatement la chaussée. La façade occidentale donne sur un petit parvis, qui accueille le monument aux morts, et dessert également le cimetière communal faisant face au portail, ainsi que l'ancien presbytère. L'abside donne sur une courte impasse desservant une exploitation agricole. L'élévation méridionale est enclavée dans le jardin de l'ancien presbytère, aujourd'hui propriété privée, et n'est presque pas visible depuis le domaine public.

## Historique
L'église de Silly fut donnée en 1157 au prieuré de Nanteuil-le-Haudouin par Manassé II (ou Manasses), évêque de Meaux. Le prieur de Nanteuil devient ainsi le collateur de la cure. Il nomme aussi le chapelain d'une chapelle de fondation au sein de l'église. La construction de l'église actuelle est attribuée, en ce qui concerne ses parties les plus anciennes, à Jean de Silly. Elle est dédiée aux saints Pierre et Paul. Sous l'Ancien régime, la paroisse relève du doyenné de Nanteuil-le-Haudouin du diocèse de Meaux. Les différentes campagnes de construction de l'église ne sont pas documentées par des textes. Seule l'analyse du monument peut fournir des indices. D'après Dominique Vermand, qui a étudié toutes les églises des environs, le clocher-porche date du second quart du XIIIe siècle. Selon le même auteur, les grandes arcades de la nef et les bas-côtés ont été reconstruits entièrement à la fin du XIVe ou au début du XVe siècle, période de répit pendant la guerre de Cent Ans. Ainsi s'explique le style transitoire entre gothique rayonnant et gothique flamboyant, qui se manifeste, notamment, à travers les grandes arcades et leurs supports. Très peu de témoignages de l'architecture de cette époque trouble restent dans la région. Les voûtes sont toutefois plus récentes. Dans la nef et le bas-côté nord, le profil prismatique aigu est caractéristique de l'architecture flamboyante à son apogée, entre 1480 et 1530 environ. Dans le bas-côté sud, le profil a coin émoussé annonce le style gothique finissant des années 1530 / 1540, et les clés de voûte se rattachent au style de la Renaissance. Dans la nef, les voûtes sexpartites ne correspondent pas à la disposition des supports, conçus pour des voûtes quadripartites ordinaires. L'on peut supposer, avec Dominique Vermand, un revoûtement de la nef, ou bien son voûtement tardif, la guerre de Cent Ans n'étant pas une période propice à un chantier de cette envergure. L'édifice est inscrit aux monuments historiques par arrêté du 11 juin 2001, et fait l'objet d'une restauration presque intégrale entre 2009 et 2016. Seul l'intérieur de la nef et du bas-côté nord sont encore en attente de travaux. L'église Saint-Pierre-et-Saint-Paul est  aujourd'hui affiliée à la paroisse Notre-Dame de la Visitation du Haudouin, et des messes dominicales anticipées y sont célébrées tous les deux mois, le samedi à 18 h 30.

## Description

### Aperçu général

Plan de l'église.

Orientée avec une parfaite régularité, l'église répond à un plan assez simple à trois vaisseaux, qui est presque symétrique le long de son axe. Elle se compose d'un clocher-porche accompagné d'une travée de bas-côté au nord seulement ; d'une nef aveugle de quatre travées, flanquée de deux bas-côtés ; et d'une abside à cinq pans, dont la partie droite est également munie de bas-côtés. Une tourelle d'escalier cylindrique occupe l'angle entre clocher et bas-côté sud. La sacristie se situe devant le chevet du bas-côté sud. Des sanitaires sont proposés dans un annexe au chevet du bas-côté nord. Il n'y a pas de transept, ni de déambulatoire. Si le vaisseau central comporte trois parties distinctes issues de campagnes différentes, narthex, nef et abside, les bas-côtés sont homogènes d'un bout à l'autre. La nef et la partie droite de l'abside sont à deux niveaux d'élévation, avec un important étage de murs hauts au-dessus des grandes arcades. Les autres parties de l'église sont à un seul niveau d'élévation. L'ensemble de l'église est voûté d'ogives. Deux voûtes à six branches d'ogives recouvrent les quatre travées de la nef. La dernière travée du bas-côté sud présente une voûte à liernes et tiercerons. L'on accède à l'église par le portail occidental dans la base du clocher, ou par une petite porte dans le mur occidental du bas-côté sud. Le clocher est coiffé d'une pyramide en charpente couverte d'ardoise. Nef et bas-côtés sont munis d'une toiture unique à deux rampants, avec des demi-pignons aux deux extrémités des bas-côtés.

### Intérieur

#### Narthex

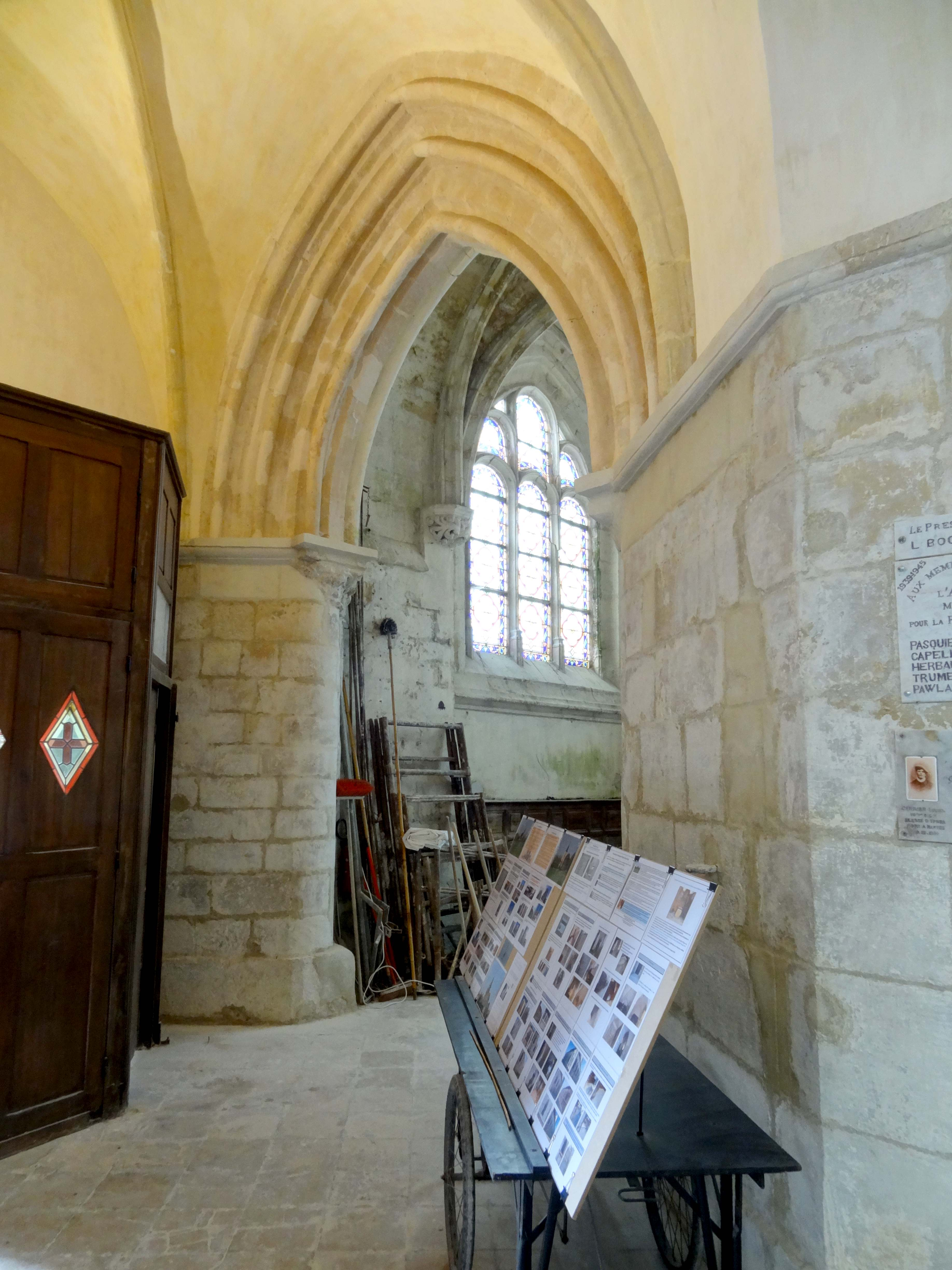
Vue vers le nord-ouest.

Le narthex, qui correspond à la base du clocher, est une travée carrée, qui ne dépasse pas en hauteur les bas-côtés. Pourtant, l'étage n'abrite pas de tribune, dont l'église est du reste dépourvue. La travée conserve sa voûte d'origine, dont les ogives un profil en tore aminci en forme d'amande, dégagé d'un bandeau placé en arrière-plan. D'un tracé en tiers-point assez aigu, cette voûte est dépourvue de formerets. Au nord et au sud, elle est délimitée par des arcades à triple rouleau, ce qui est relativement rare. Le rang de claveaux inférieur est mouluré d'un méplat entre deux tores dégagés, et les rangs de claveaux supérieurs sont moulurés d'un tore chacun. Avec les ogives, ils sont reçus sur les tailloirs, profilés d'une plate-bande et d'un quart-de-rond, de quatre massifs de maçonnerie obliques occupant les angles. Après le milieu du XVIe siècle, ces tailloirs et massifs ont pris le relais des piliers fasciculés d'origine. En effet, des chapiteaux de crochets et de feuilles polylobées typiquement gothiques émergent des massifs en haut des piédroits de l'arcade septentrionale, et prouvent que la disposition actuelle résulte d'un remaniement, motivé sans aucun doute par la nécessité de stabiliser le clocher. Au revers de la même arcade, vers le bas-côté, les colonnettes à chapiteaux sont encore complètes. Du côté est, elles sont relativement bien conservées. L'on voit que les tailloirs d'origine se composent d'un filet, d'une baguette et d'un cavet. L'arcade méridionale est, bien entendu, bouchée, car le bas-côté sud ne commence qu'au niveau de la première travée de la nef. Côté nef, il n'y a qu'une arcade fruste, qui retombe sur les tailloirs des deux massifs de maçonnerie nord-est et sud-est. Selon Dominique Vermand, le clocher n'aurait primitivement pas été accosté de bas-côtés, et sa base aurait été ouverte sur trois côtés. L'arcade vers la nef remplacerait ainsi l'ancien portail, et le portail actuel serait en fait une arcade bouchée.

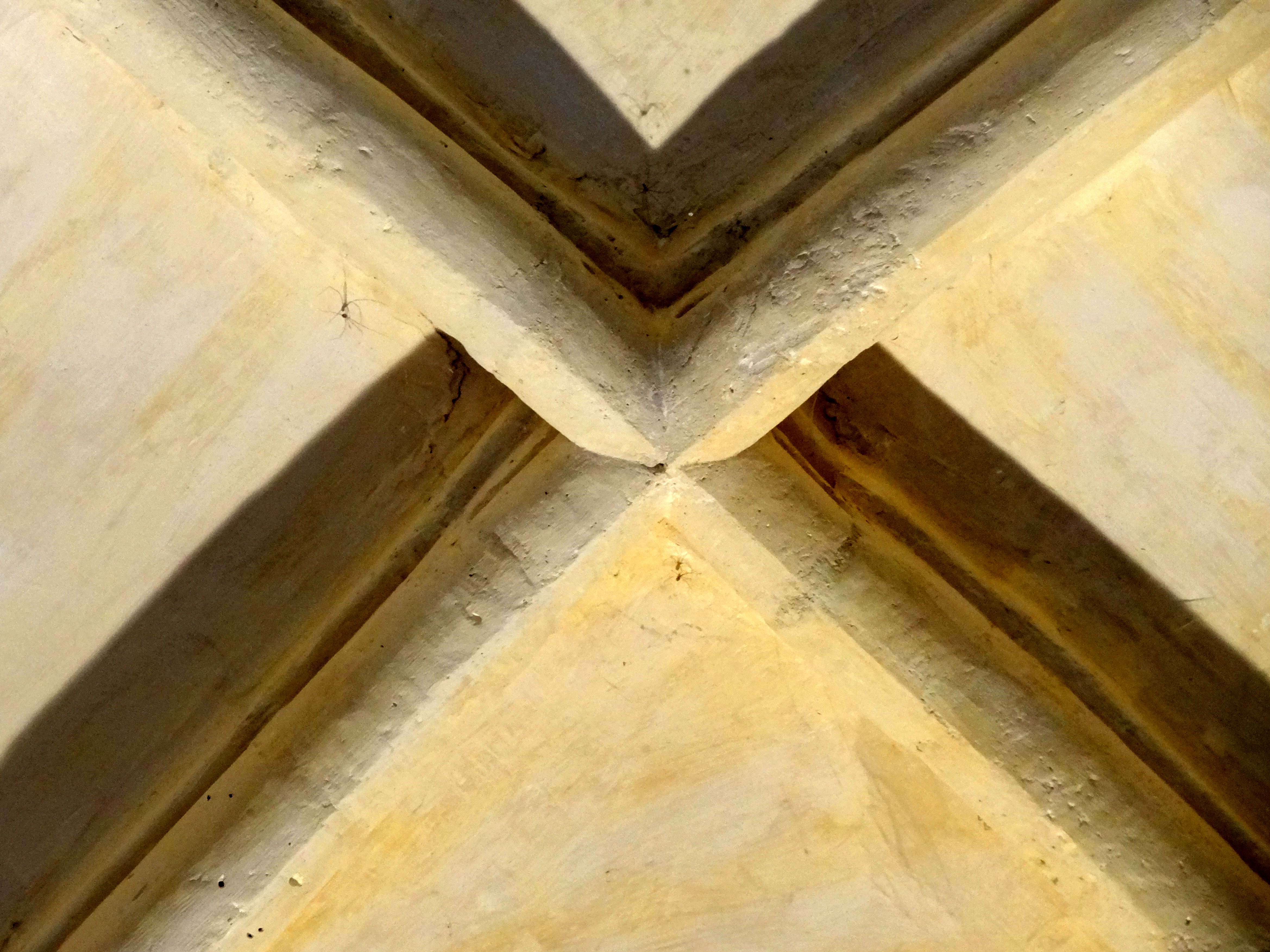
Clé de voûte.
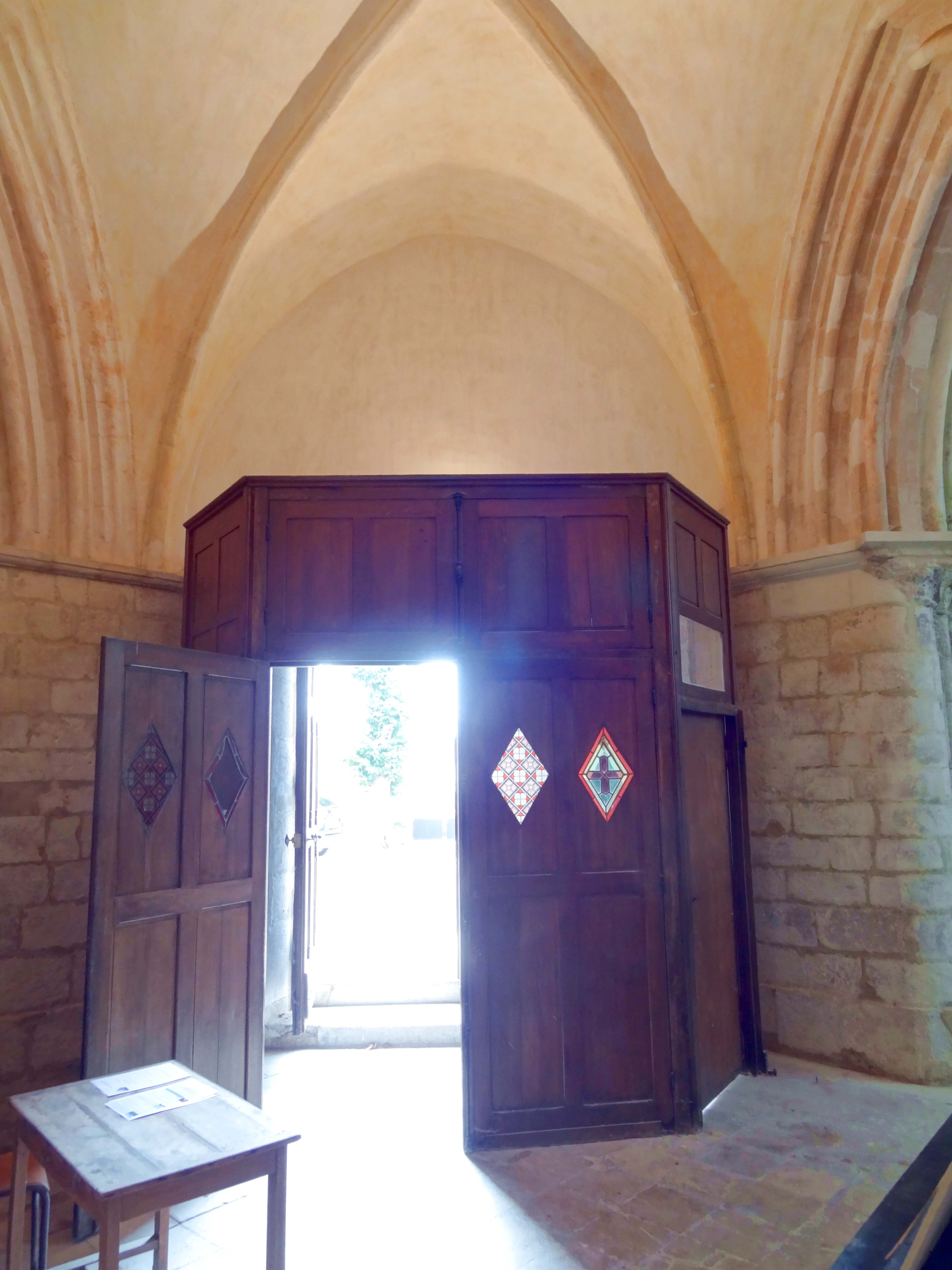
Vue vers l'ouest sur le portail.
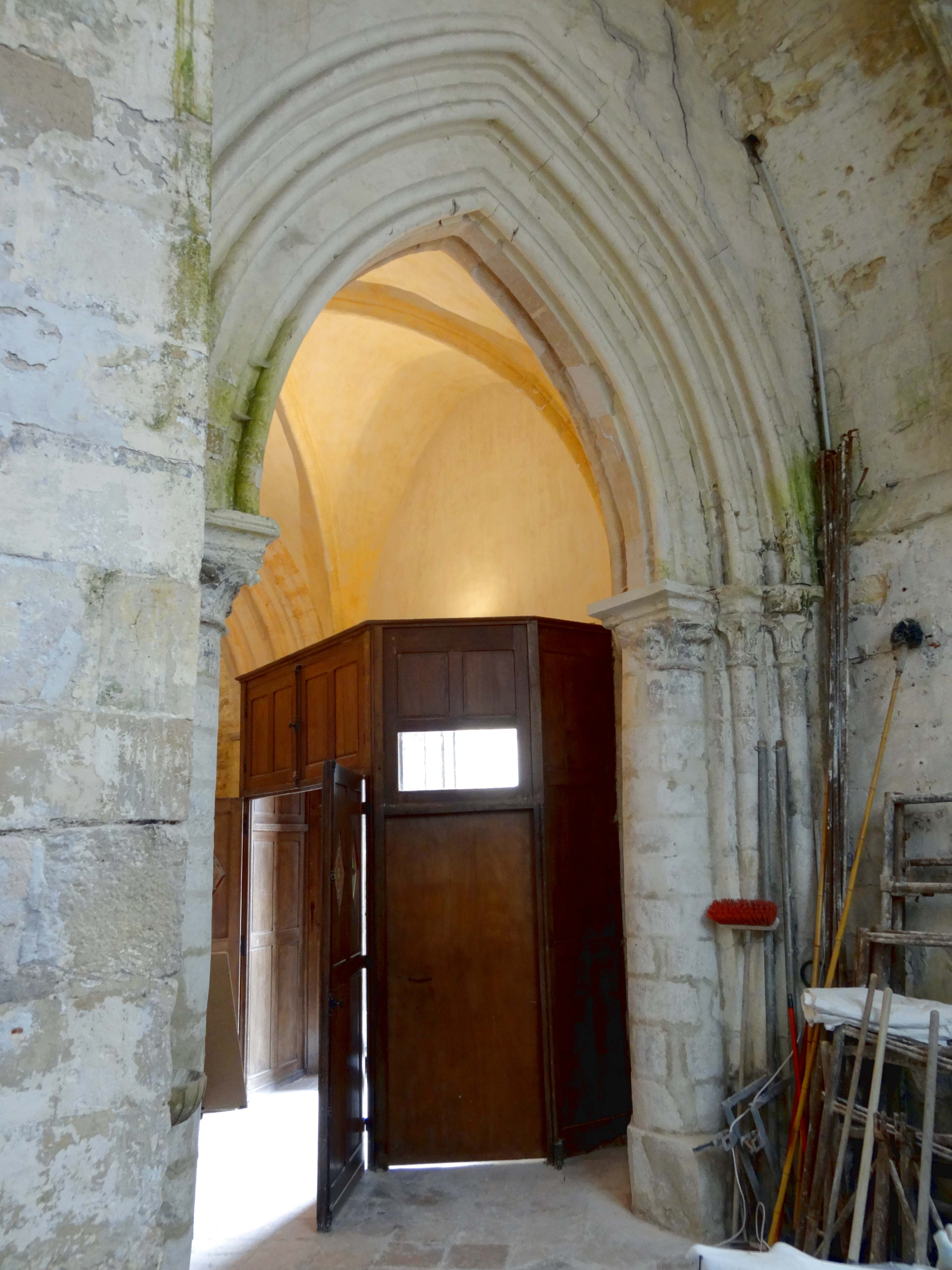
Vue depuis le bas-côté nord.
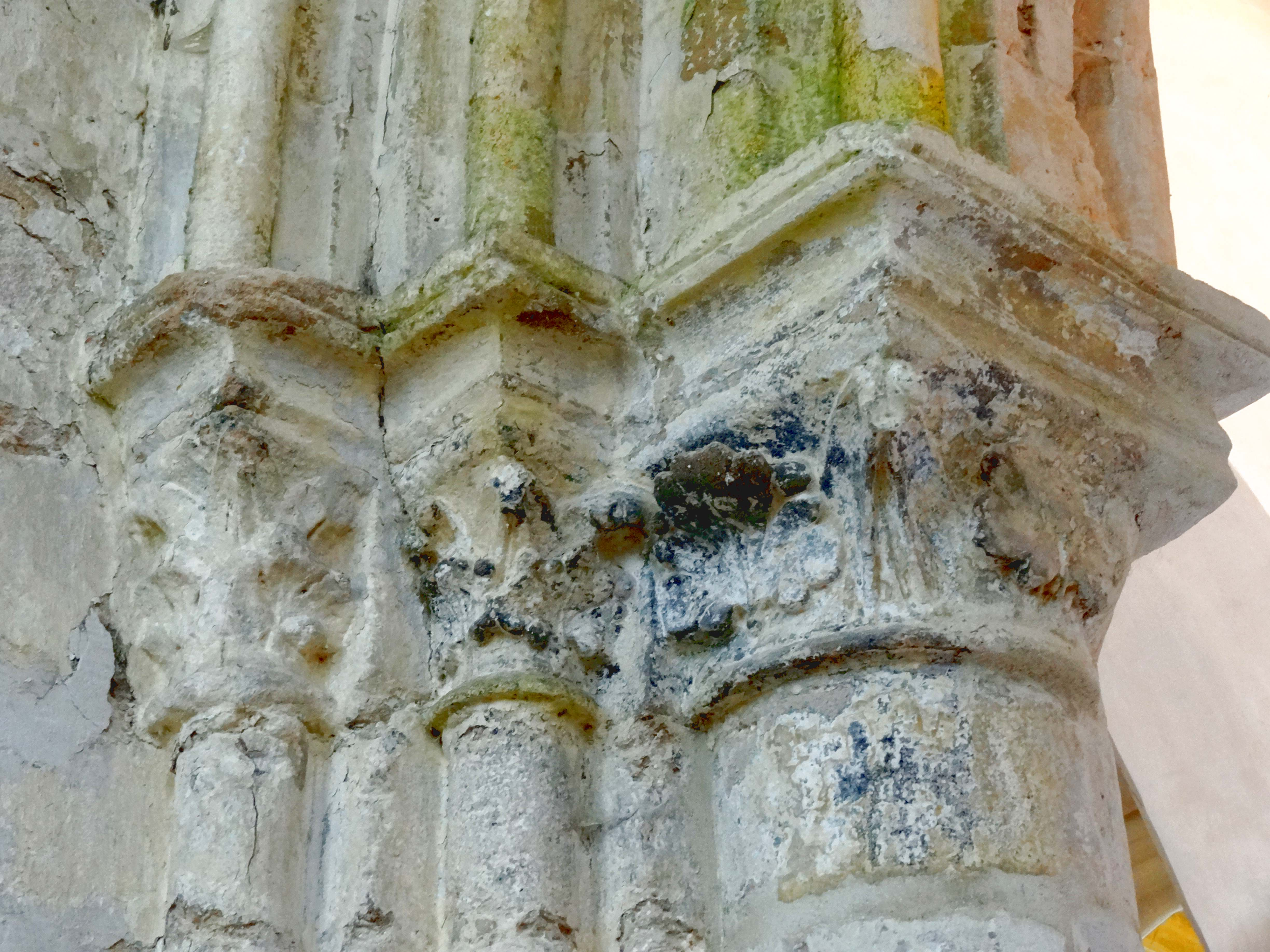
Arcade septentrionale, chapiteaux côté est.
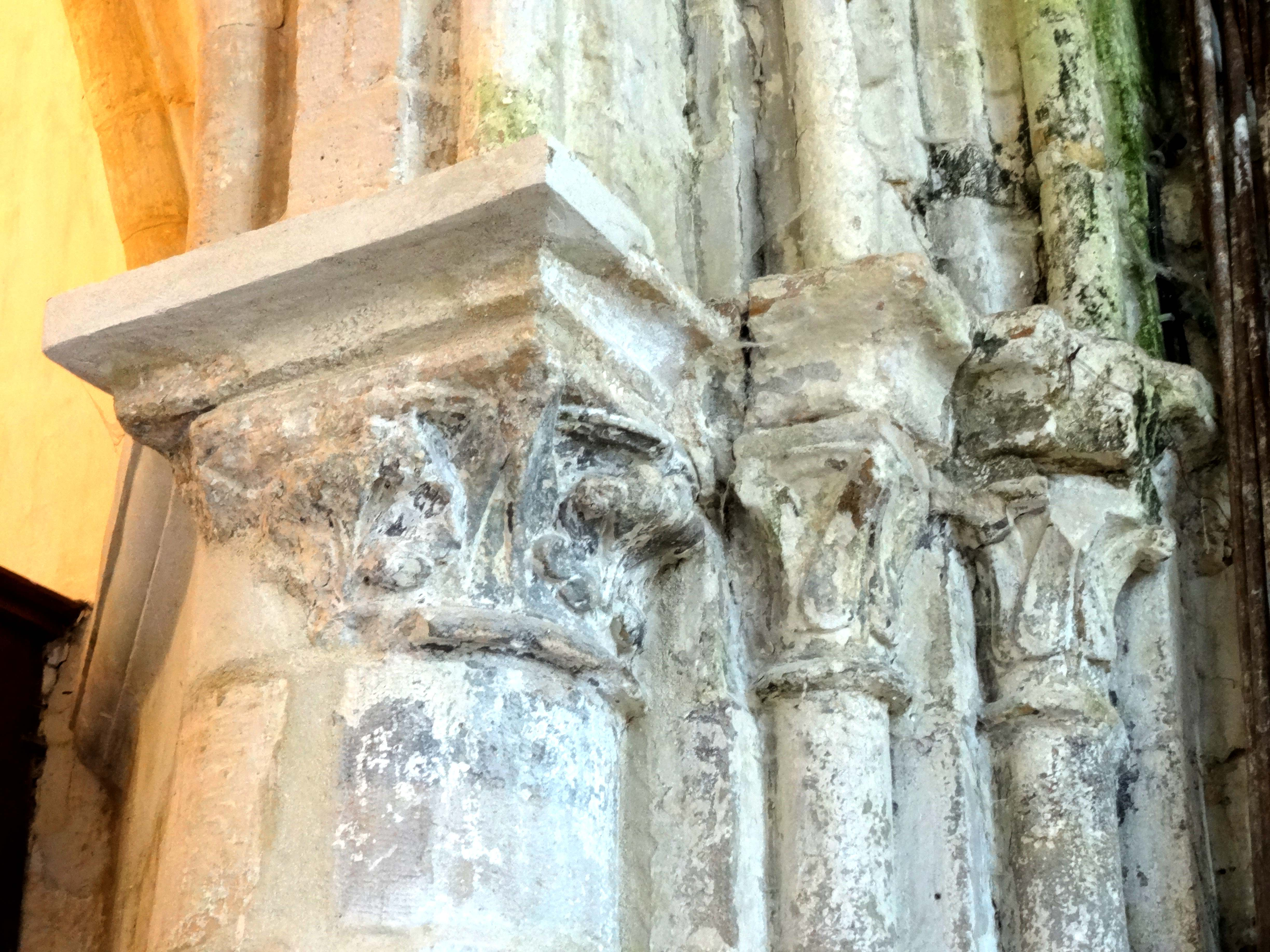
Arcade septentrionale, chapiteaux côté ouest.

#### Nef

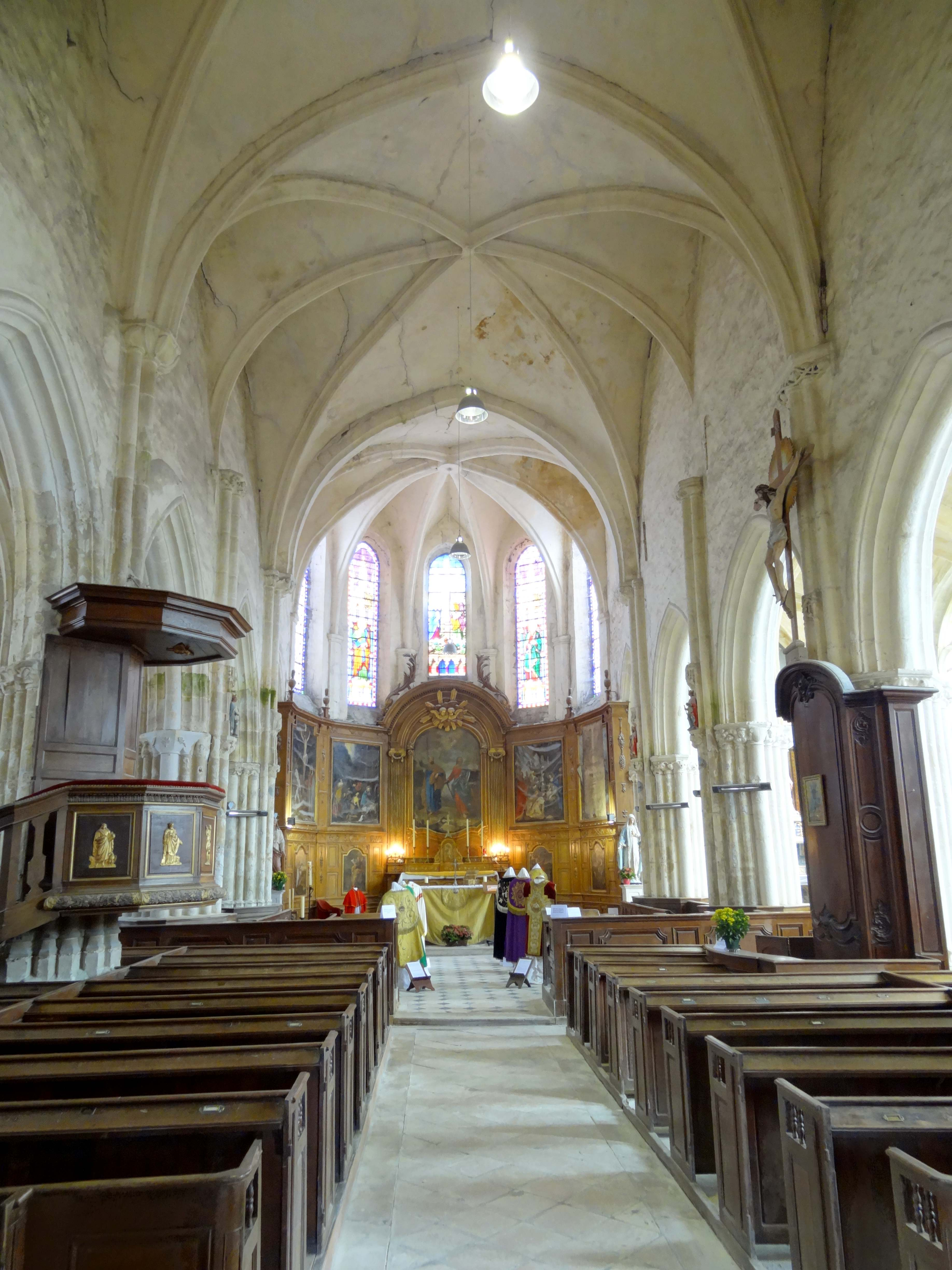
Nef, vue vers l'est.

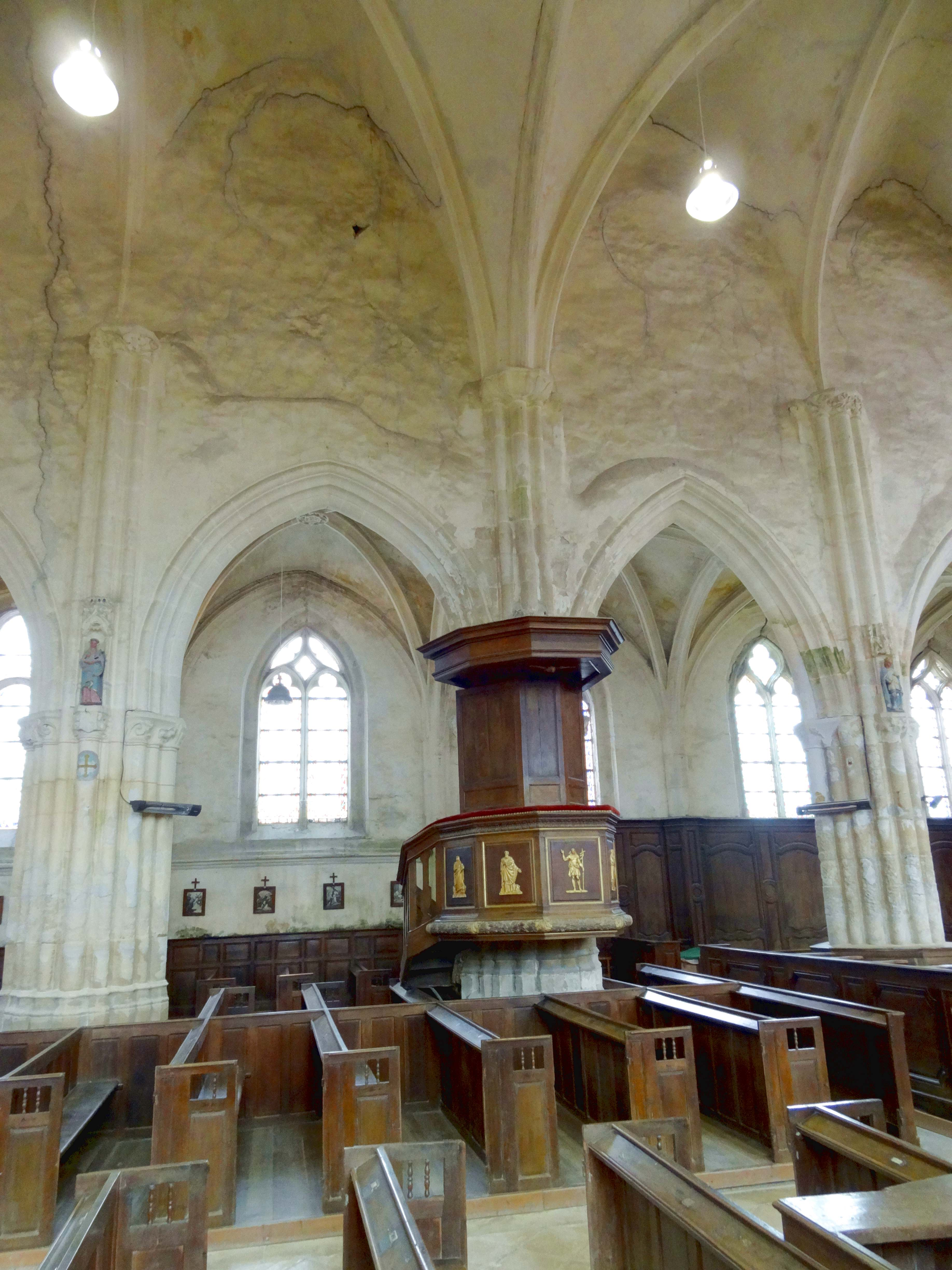
2e et 3e travée, élévation nord.

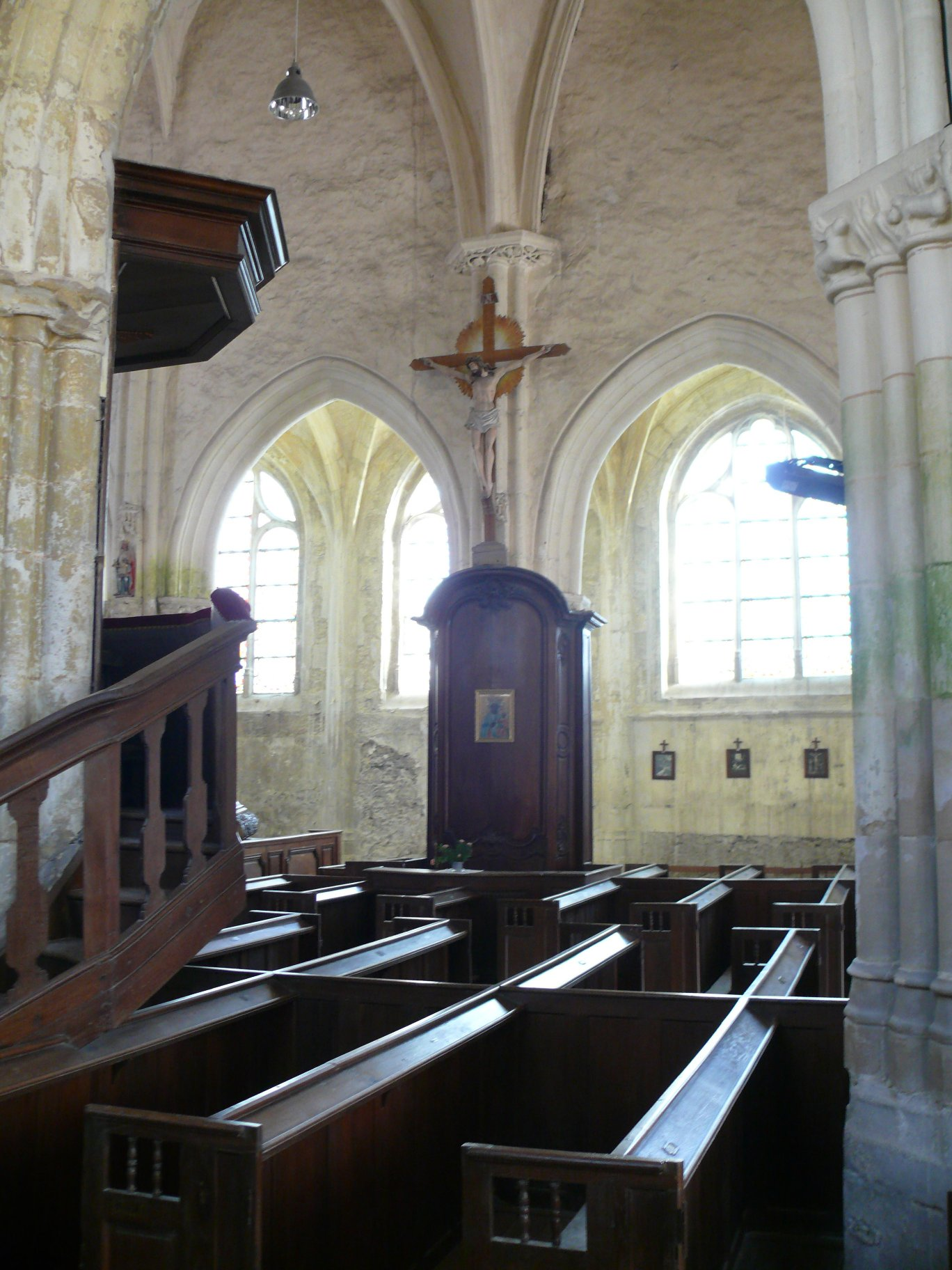
Vue vers le sud.

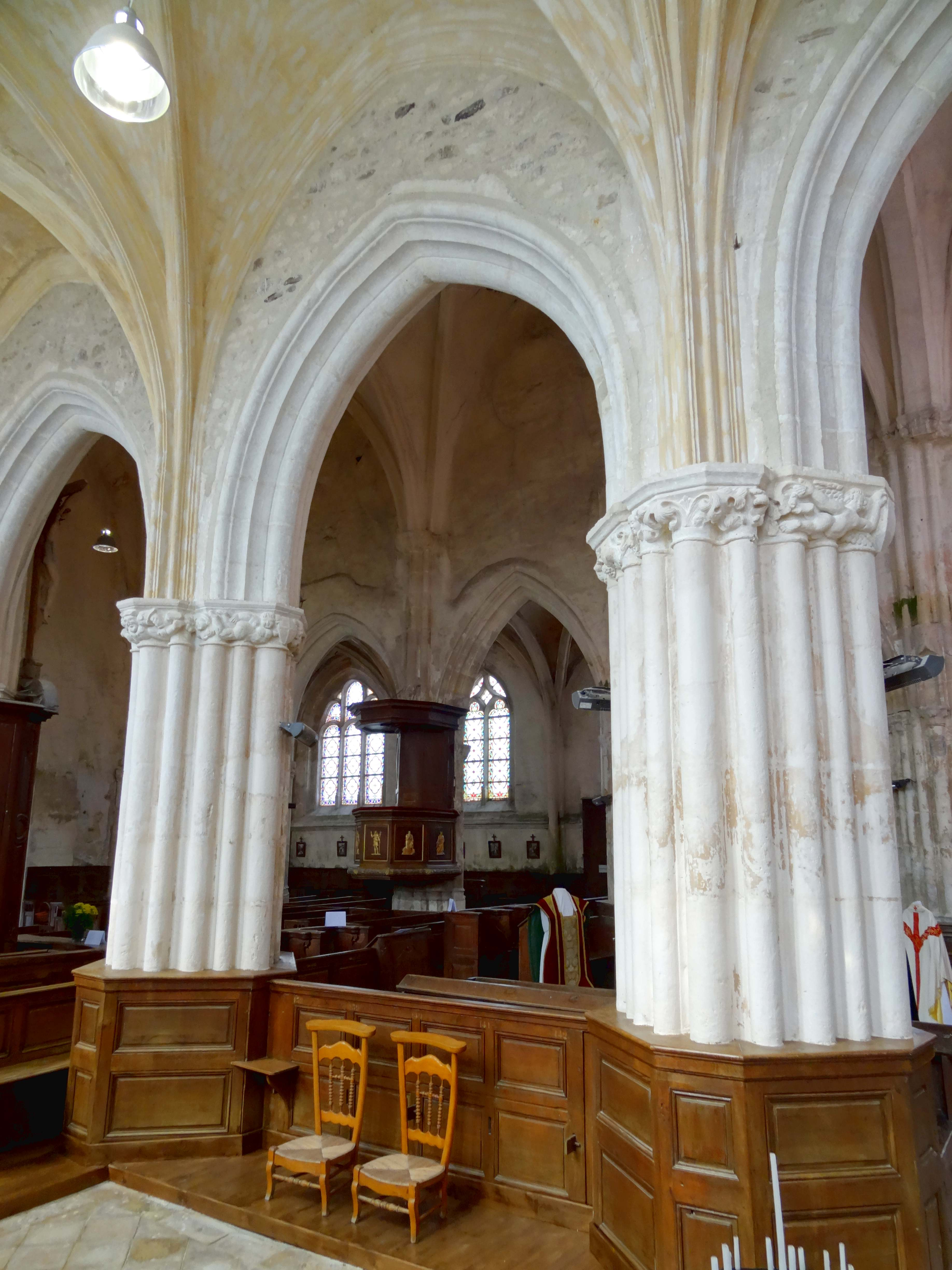
Dernière arcade du sud (vue depuis le bas-côté).

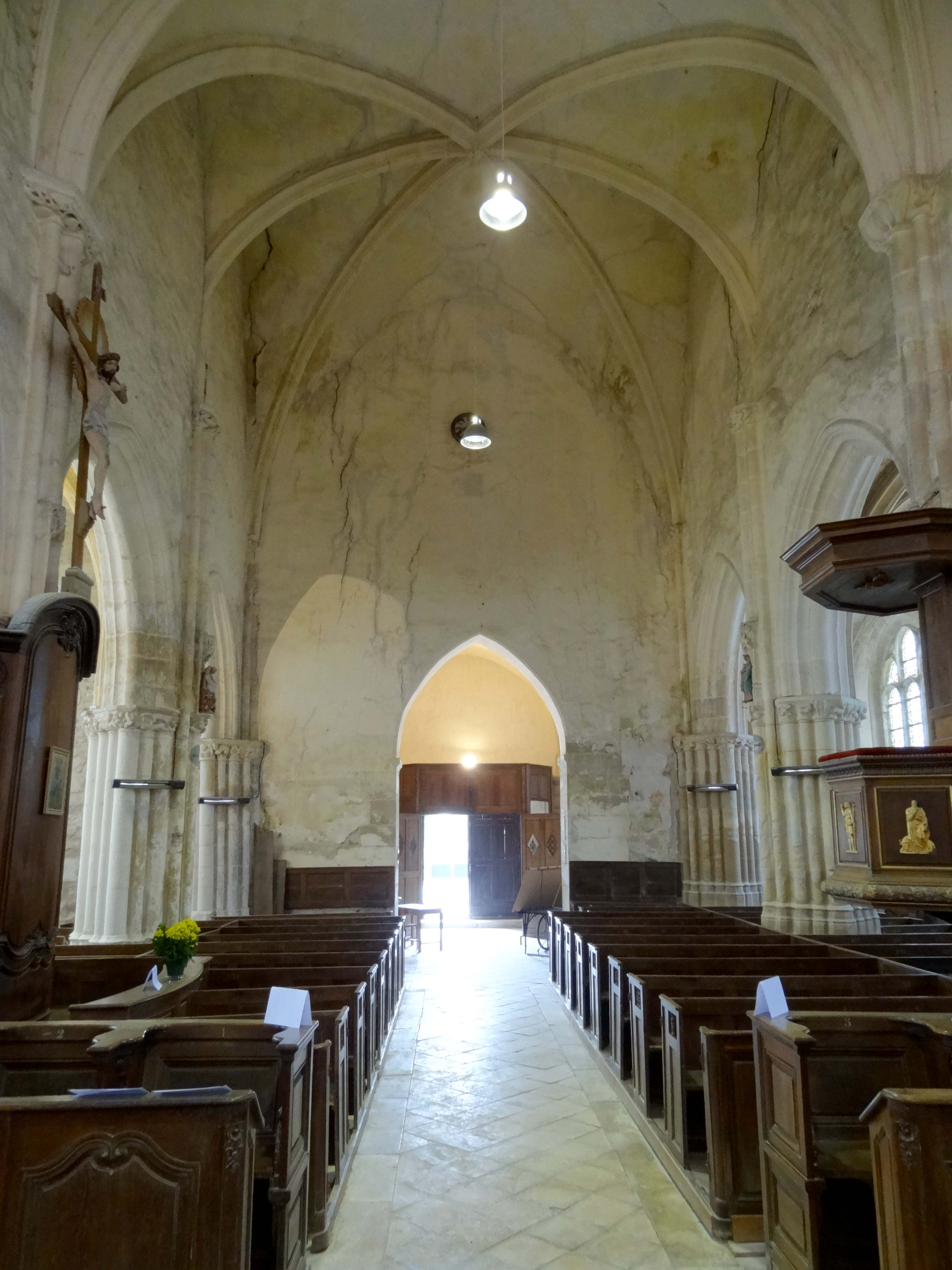
Nef, vue vers l'ouest.

La nef présente les proportions habituelles pour les églises rurales à la période flamboyante, qui réserve l'élancement et la luminosité aux édifices les plus importants, et revient sinon vers une hauteur sous le sommet des voûtes plus modeste. Celle-ci est le plus souvent équivalente à une fois et demi la largeur du vaisseau, comme à Silly-le-Long. Un tiers de la hauteur correspond aux piliers des grandes arcades, un autre tiers aux arcades elles-mêmes et un dernier tiers aux voûtes. La révision à la baisse des ambitions a pour avantage de permettre le voûtement d'ogives d'une large majorité des nefs alors construites et d'aligner leur architecture sur celle, plus solennelle, du sanctuaire, ce qui était loin d'être acquis au XIIIe siècle, pourtant prospère. Le renoncement à un éclairage direct par des fenêtres hautes est également la règle à partir du XVe siècle, ce qui permet de réaliser des économies, avec une charpente unique recouvrant les trois vaisseaux et un recours à des murs-boutants dissimulés dans les combles, en lieu et place d'arcs-boutants exposés aux intempéries. Mais les nefs aveugles, éclairées seulement indirectement par les bas-côtés et l'abside, et plongées dans une pénombre permanente, reflètent aussi davantage l'état d'esprit des fidèles à l'époque, décimés par la guerre et les épidémies. Après ces lourdes épreuves, la lumière de Dieu n'est plus autant mise en avant que dans l'architecture religieuse du XIIIe siècle. L'heure est au recueillement et à la méditation sur l'existence, et l'incertitude pesant sur l'au-delà est symbolisée par l'espace sombre au-dessus des fidèles. À la Renaissance, les symboles de la mort sont par ailleurs omniprésents sur les calvaires, monuments funéraires, miséricordes des stalles, boiseries, etc. Cela dit, le résultat n'est pas des plus heureux à Silly-le-Long, car l'absence de fenêtre occidentale et de baies latérales dans l'abside, réduisent en deçà du raisonnable l'entrée du jour, et les voûtes se raccordent mal à leurs supports. En effet, les branches d'ogives supplémentaires des voûtes sexpartites se fondent dans les murs avant d'atteindre les tailloirs initialement réservés à des arcs-doubleaux, et les arcs formerets font défaut, si bien que deux piliers engagés de chaque côté de la nef restent sans emploi. Le parti des voûtes sexpartites est par ailleurs insolite au XIXe siècle. En vogue à la première période gothique, elles sont déjà généralement réservées aux chœurs, avec l'exception des nefs d'Angicourt, Nesles-la-Vallée, Saint-Frambourg de Senlis et anciennement, Gouvieux (dernière travée). Les rares voûtes sexpartites du XVIe siècle semblent résulter de la reconstitution de l'état ancien (première travée du chœur de Montagny-Sainte-Félicité et chœur de Raray). Le profil des ogives et doubleaux est analogue au bas-côté nord (voir le chapitre ci-dessous).
Si l'on fait abstraction des parties hautes et regarde seulement les grandes arcades, la nef de Silly-le-Long est d'une élégance exquise. Les grandes arcades sont à triple rouleau, comme dans la base du clocher, mais leur profil ne permet pas d'envisager qu'elles ont été retaillées, comme par exemple à Clermont, Remy et Saint-Clair-sur-Epte. Dans les nefs, les arcades à triple rouleau sont encore plus rares que dans les bases de clocher. On en trouve à Gilocourt, mais les supports y correspondent à des arcades à double rouleau ordinaires. Contrairement à ce que l'on pourrait penser, ces arcades sont d'un aspect léger, car les trois rangs de claveaux sont très rapprochés. Le rang de claveaux inférieur est en forme d'un gros boudin. Le rang de claveaux médian affiche deux moulures concaves de largeur analogue, et le rang de claveaux supérieur est un tore dégagé, comme au XIIIe siècle. On peut signaler, dans ce même contexte des profils transitoires entre modénature torique et modénature prismatique, les grandes arcades de Verberie et Verneuil-en-Halatte, où il n'est toutefois pas exclues qu'elles aient été retaillées, et Belloy-en-France. Il y a cinq fûts engagés pour chaque retombée d'une arcade. Le plus gros est celui réservé au rang de claveaux inférieur. Les plus petits sont ceux dédiés au rang de claveaux médians. En outre, deux groupes de trois fûts sont engagés dans les piliers au nord et au sud. Côté nef, les fûts montent le haut des murs jusqu'au niveau de la retombée des hautes-voûtes. Une niche à statue pourvue d'un petit dais architecturé vient intercepter le fût central, comme à Serans, ou, avec des panneaux jadis peints des Évangélistes, à Trumilly, sans insister sur les exemples de la Renaissance. L'on y trouve le diamètre le plus important, correspondant aux arcs-doubleaux, et le diamètre le plus petit, pour les ogives. Ainsi, les trois piliers libres de chaque côté de la nef sont accostés de seize fûts de trois diamètres différents, qui sont toujours employés en alternance. Il est à noter que la différence des diamètres est nettement moins accentuée qu'à la première période gothique, ce qui démontre également qu'il ne devrait pas s'agir des piliers contemporains de la base du clocher, qui auraient seulement été remaniés. Avant et surtout, les fûts ne sont pas logés dans des angles rentrants du pilier et n'apparaissent pas comme des colonnettes indépendantes, ce qui est toujours le cas au premier tiers du XIIIe siècle. Au contraire, les fûts sont reliés les uns aux autres par des gorges, et les piliers préfigurent ici les piliers ondulés flamboyants. Un autre exemple, probablement plus ancien, est la chapelle de la Vierge de Seraincourt. Les bases sont déjà de type flamboyant. Elles se composent, du haut vers le bas, d'un tore en forme de talon, d'une section octogonale dont le diamètre augmente successivement et d'un tore. Chaque base dispose de son propre socle octogonal. Les seize bases d'un pilier reposent sur un socle commun qui est de plan losangé, aux angles abattus. Devant la partie haute du socle, une arête à l'aplomb de chaque fût assure la continuité des lignes.
Les arcades et les nervures des voûtes ne pénètrent pas encore directement dans les fûts, ce qui est déjà le cas dans les années 1330 dans le chartrier de l'abbaye du Montcel à Pontpoint, édifice précurseur du style flamboyant au nord de l'Île-de-France. Elles sont reçues sur des tailloirs, qui sont communs à l'ensemble des fûts du même niveau, sauf au sud, où ils sont propres à chaque groupe de fûts détaillé ci-dessus. Le plan des tailloirs est analogue au niveau inférieur des socles, soit un losange aux angles abattus (ou un octogone avec alternance de cotes longues et courtes). Les tailloirs sont très plats et ne forment qu'un seul bloc avec les chapiteaux, qui prennent la forme d'une frise continue. La plupart des tailloirs ne sont pas moulurés, comme souvent au XIVe siècle. Au sud, certains sont profilés d'un tore. Les deux formes de tailloir peuvent coexister sur un même pilier. Étant donné le mauvais état de nombreux chapiteaux et les ragréages au plâtre que ceux-ci ont en partie connus, l'on peut penser que le tore soit devenue victime d'un grattage abusif lors d'une restauration anciennes. Sur la forme des chapiteaux, il est à remarquer que leur partie haute est constituée par un biseau en continuité avec le tailloir, et que leurs corbeilles ne deviennent distinctes que sur leur partie basse, à l'approche des astragales.
Si des frises en lieu et place de chapiteaux proprement dits apparaissent dès la période rayonnante tardive, les motifs sont en l'occurrence caractéristiques du style flamboyant, sauf quelques-uns, qui sont assez originaux. Le motif de base de la plupart des frises est ainsi des pampres. Sur le premier pilier libre du nord, des glands prennent la place des grappes de raisin, mais les feuilles ne sont pas celles d'un chêne. Il y a aussi une scène de châsse avec un homme armé d'un bâton, un chien et un cerf. Ici, l'épaisse couche de badigeon donne l'impression d'une sculpture naïve, car gommant les détails. Sur le troisième pilier, il y a tout un troupeau de moutons et un homme chevauchant un mouton, ainsi que des poissons. Sur le quatrième pilier, le tailloir est exceptionnellement sculpté d'une frise de grandes et de petites feuilles en alternance. Sur le pilier engagé à la fin des grandes arcades du nord, des personnages nus d'une physionomie grotesque se mêlent aux pampres. Au sud, les grandes arcades commencent par une frise au mélange de motifs curieux. L'on voit un gros homme jovial se tenant le ventre ; un ange aux ailes déployées représenté en buste, avec de gros seins ; la seule chimère présente à l'intérieur de l'église (il y en a beaucoup à l'extérieur) ; un homme couché ; et même des fleurs et des rubans. Les personnages grotesques dominent la sculpture des frises du premier et du troisième pilier du sud. Tantôt nus, tantôt habillés, ils prennent des postures dont seuls des contorsionnistes sont capables, afin de permettre un étalement en longueur et s'accommoder de la faible hauteur des frises. Il y a aussi des têtes humaines seules. Sur le troisième pilier, des hommes tendent un écusson chargé d'une croix. Sur le deuxième et le quatrième pilier, des têtes d'angelots et des génies nus d'un type plus amène se mêlent aux pampres. Quelques autres motifs interviennent sur les chapiteaux du second ordre, dont une chauve-souris sur la colonnette unique dans l'angle nord-ouest, des feuilles de chou frisées emblématiques du style flamboyant, une cordelière, trois animaux se pourchassant, des feuilles de châtaignier. Une sculpture d'un genre assez proche se trouve aussi sur les chapiteaux et culs-de-lampe de Bessancourt (nef), Cormeilles-en-Parisis (collatéral sud du chœur), Viarmes (collatéral sud du chœur), et surtout à Presles (chapelle latérale sud). Par leur facture générale, les chapiteaux évoquent surtout ceux que l'on voit à la fin du bas-côté nord de l'église Saint-Pierre de Senlis, datables de 1463. Globalement, la nef dont l'architecture se rapproche le plus de Silly-le-Long est celle de Belloy-en-France. Elle a été entamée au XIVe siècle, et ses voûtes ont été jetées après la guerre de Cent Ans, comme à Silly-le-Long. Les principales différences sont le nombre de douze fûts par pilier et une sculpture puisant une partie de son inspiration dans l'Antiquité.

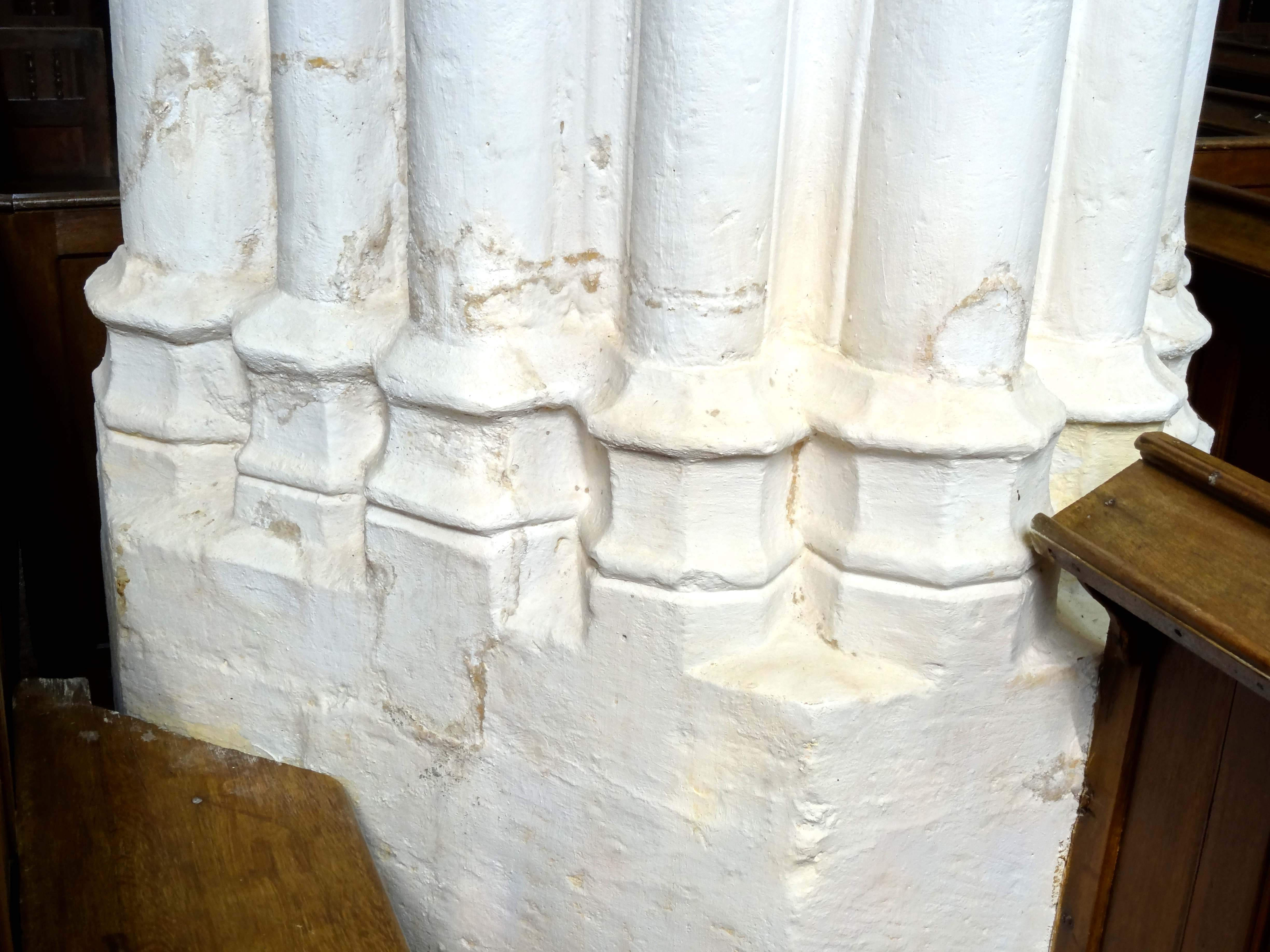
Bases des piliers.
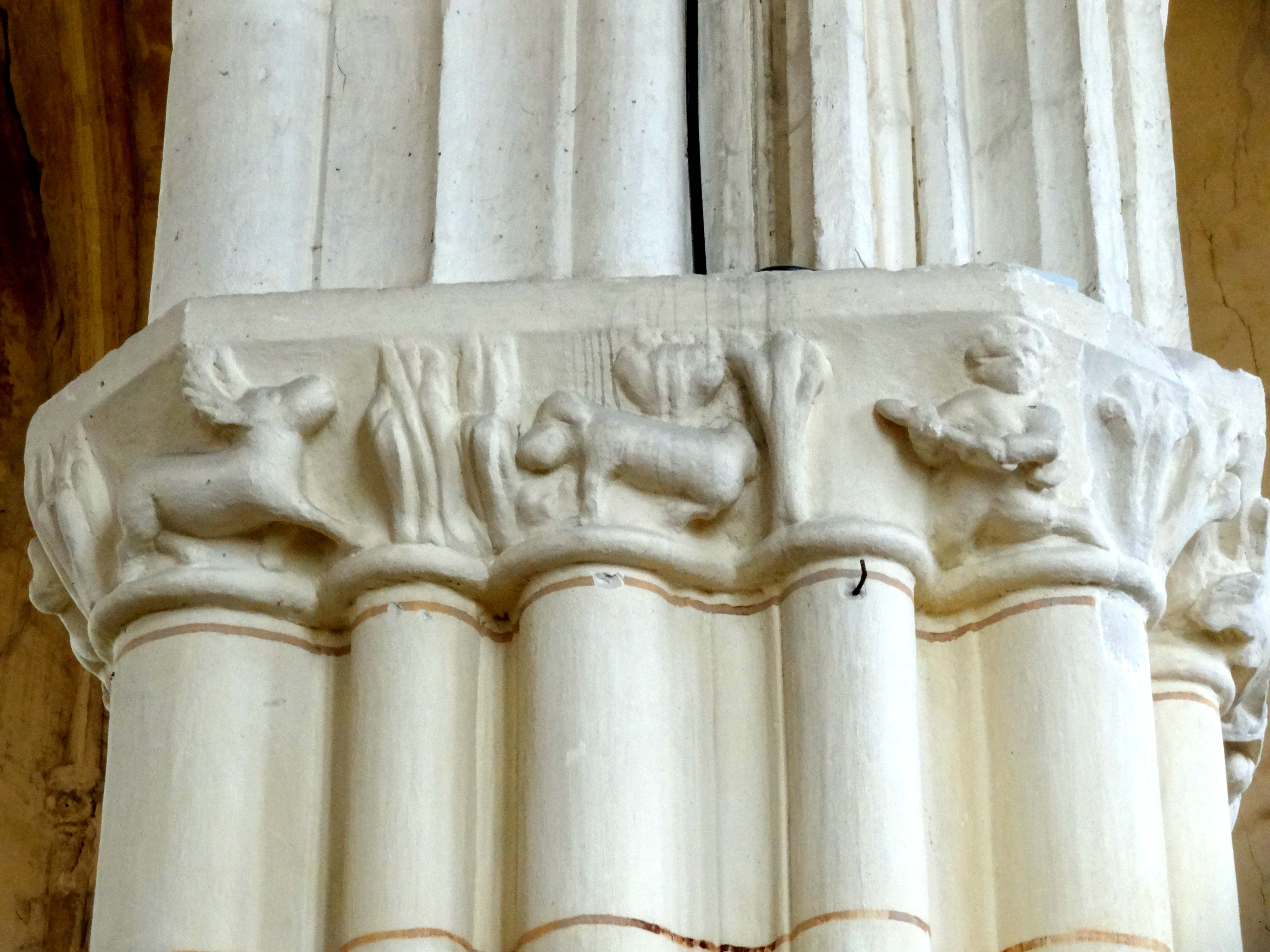
Frise du 1er pilier du nord.
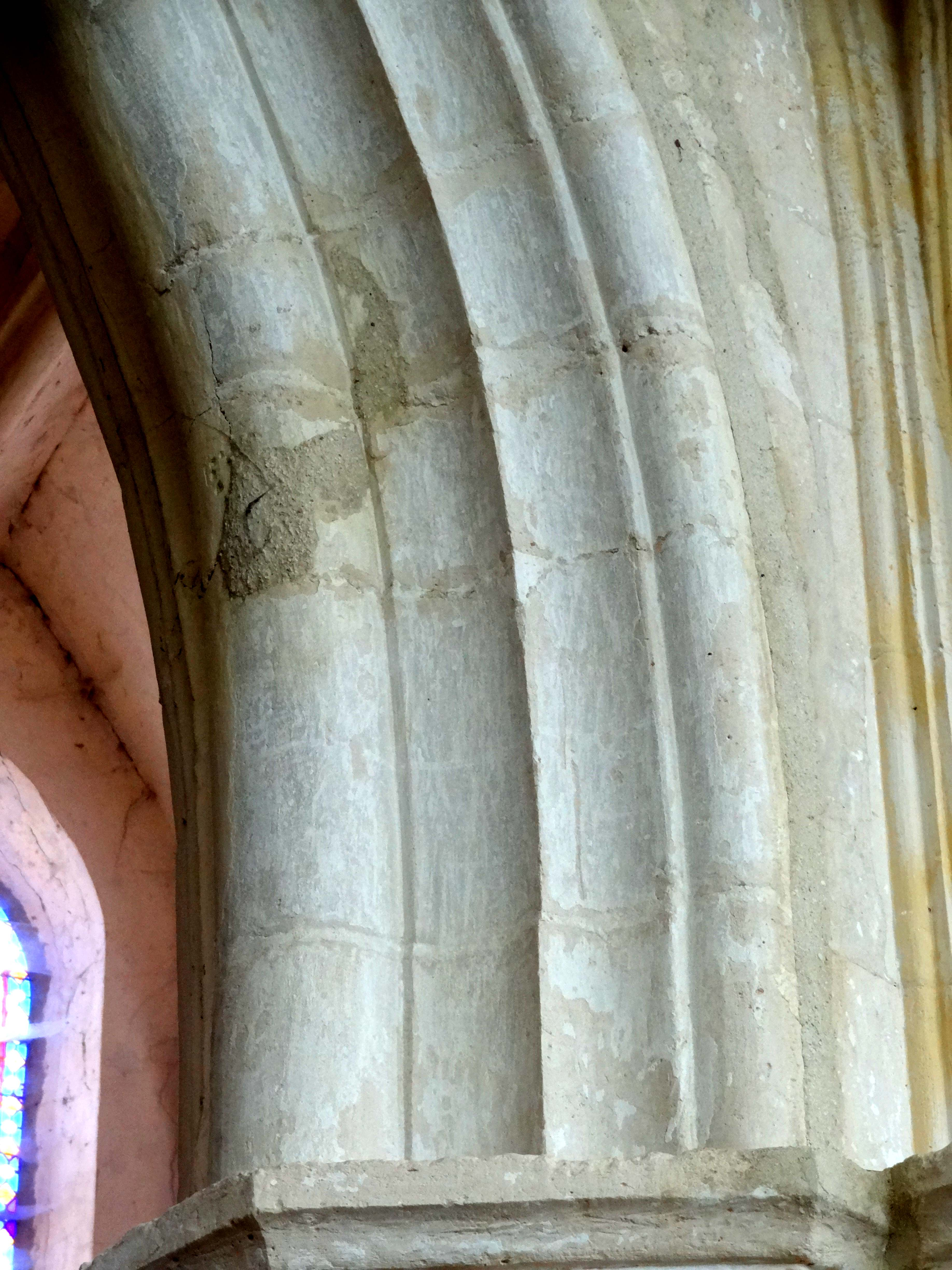
Profil des grandes arcades.
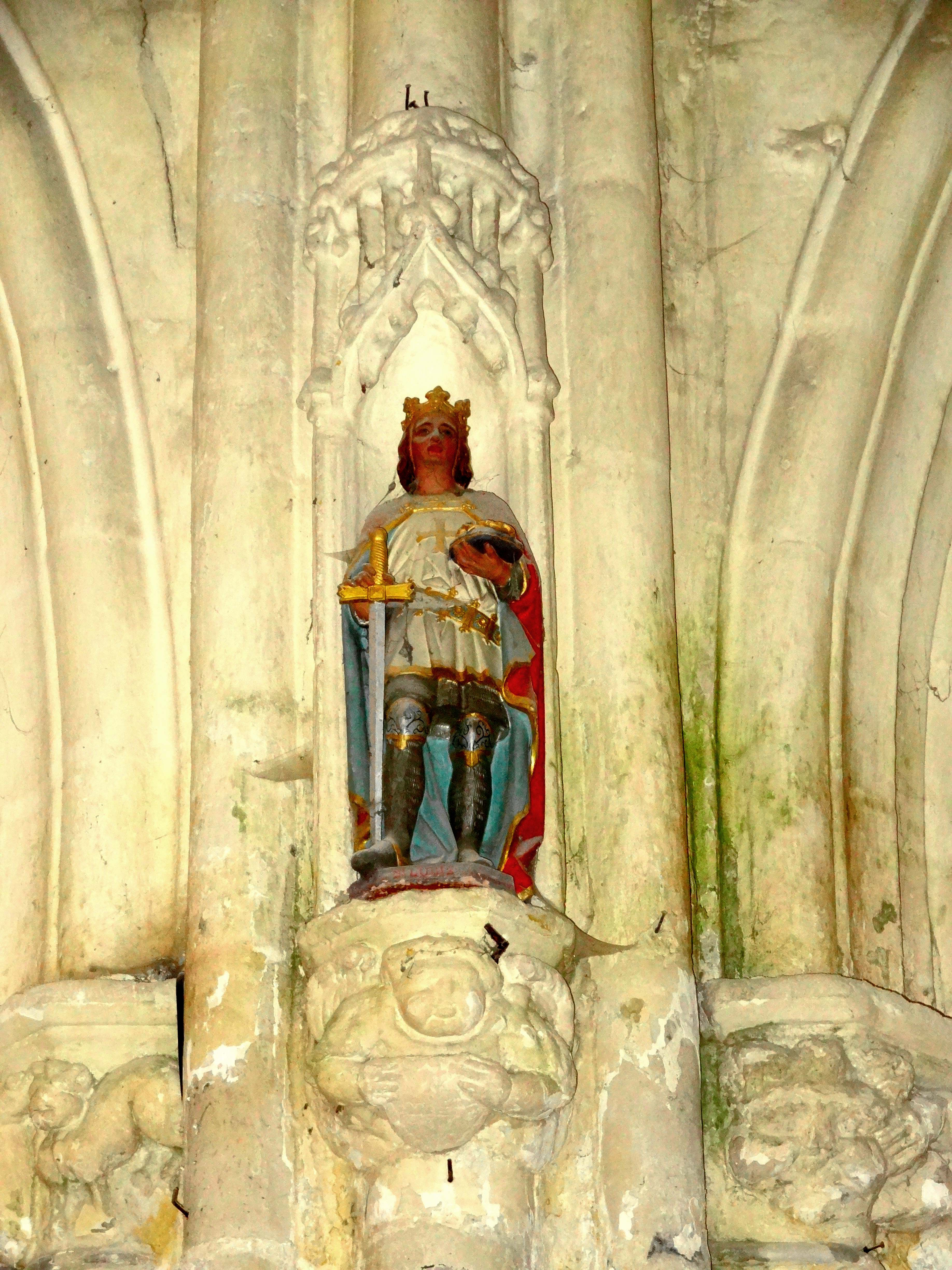
Niche à statue du fût médian côté nef.
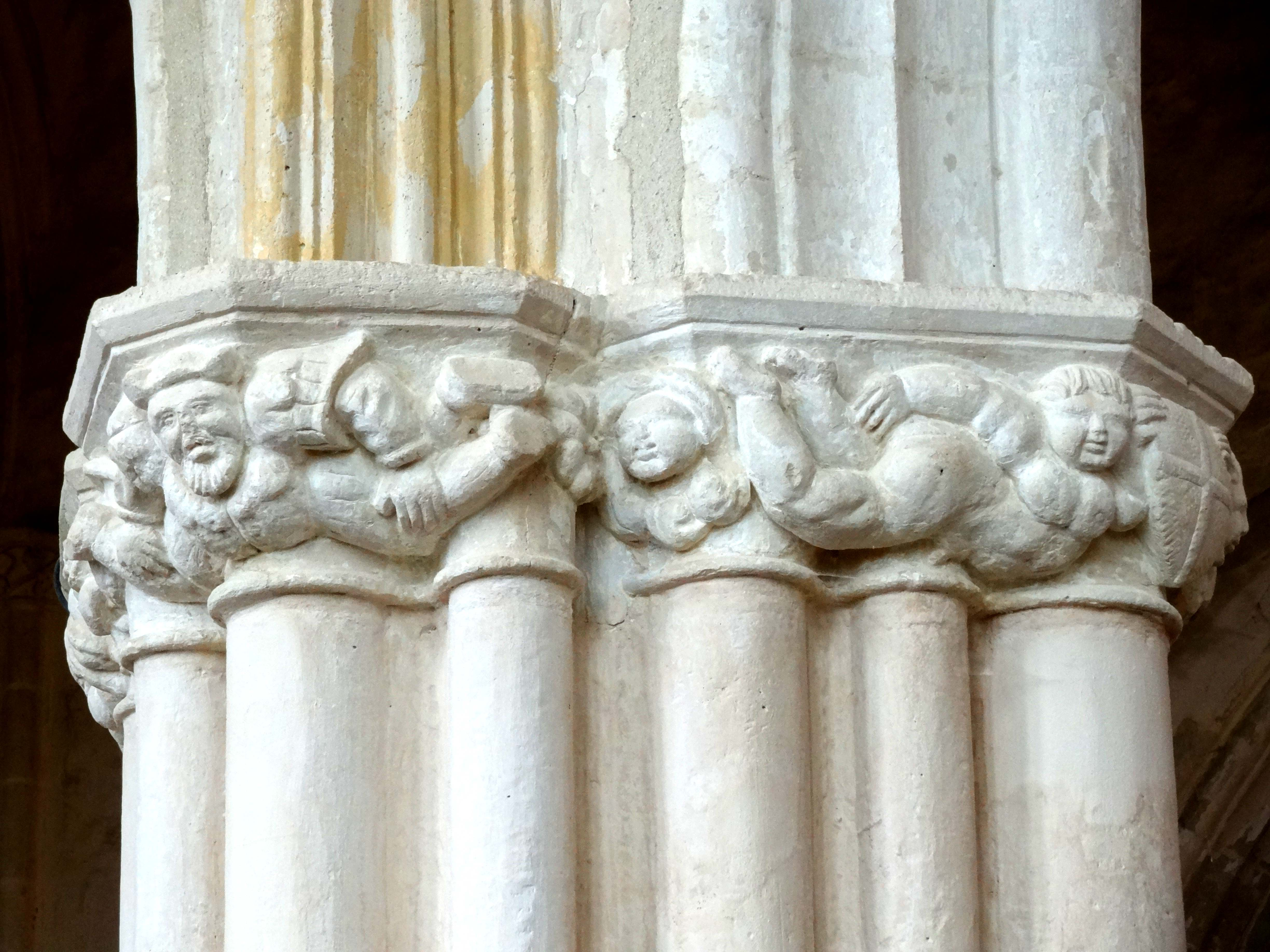
Frise du 3e pilier du sud.
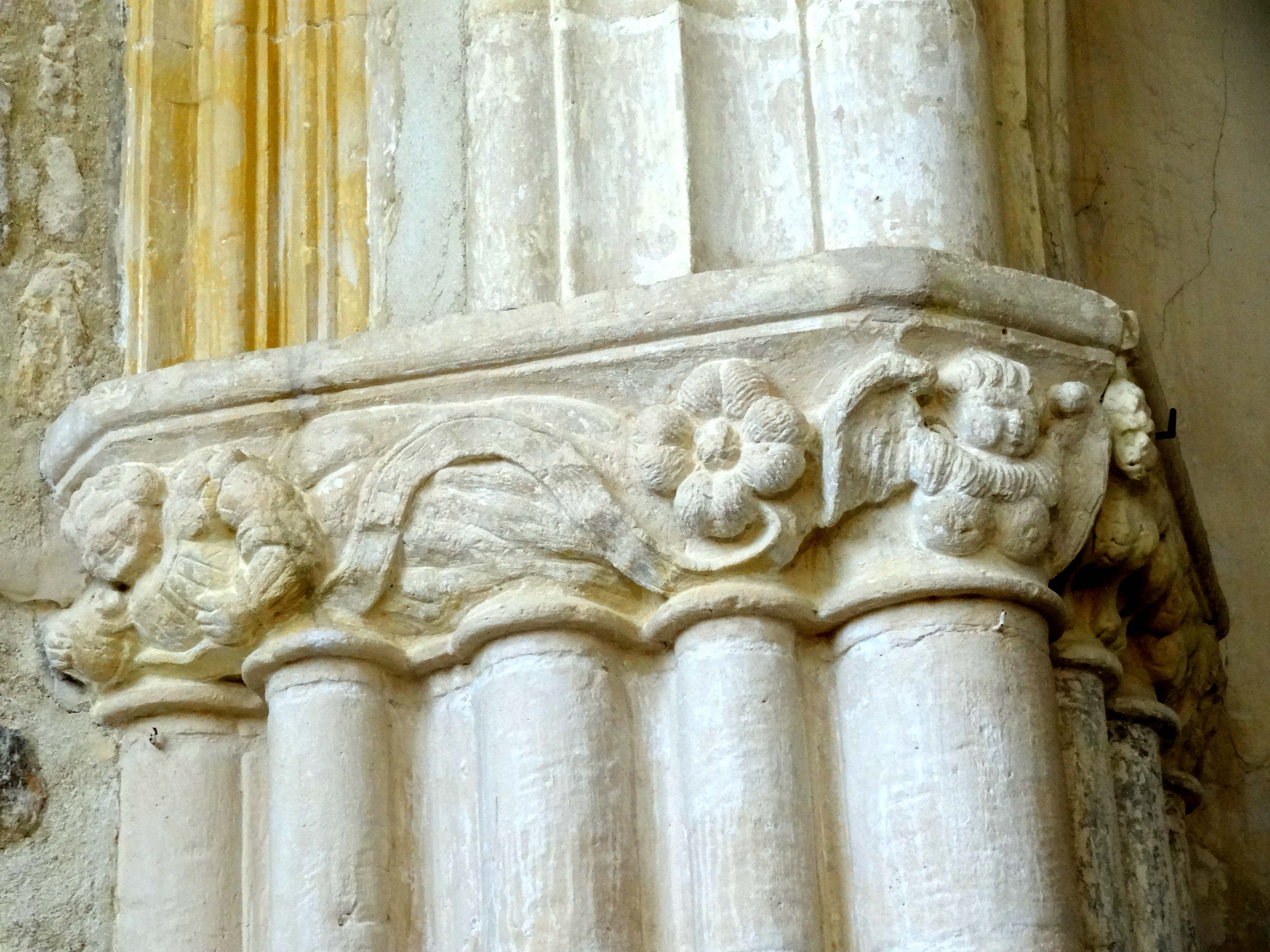
Frise au début des grandes arcades du sud.

#### Abside

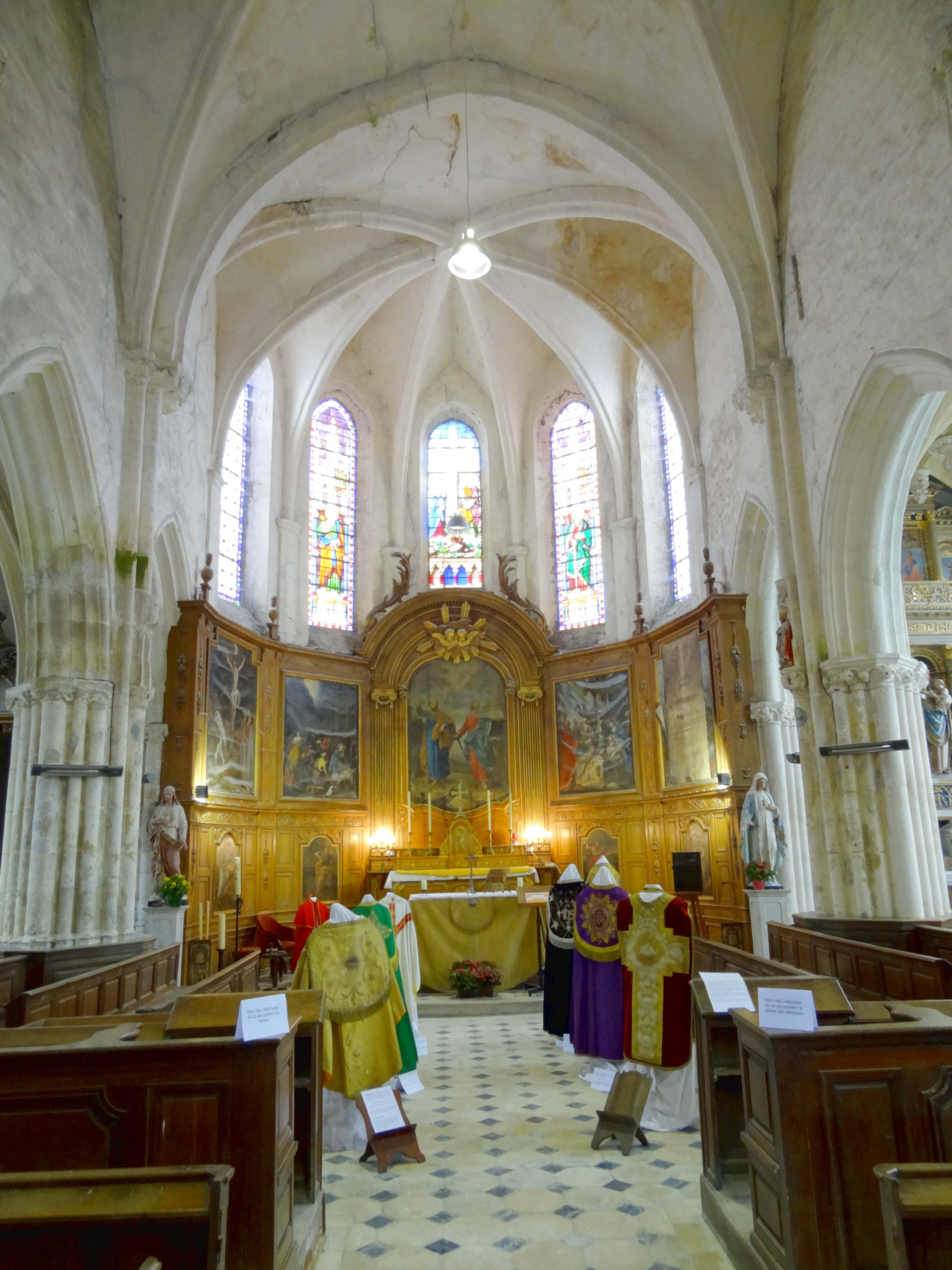
Nef, vue dans l'abside.

Dans un pays ou le chevet plat est largement répandu, les absides à sept pans sont rares. Dans le Beauvaisis, l'on peut signaler Heilles et Mouy, et dans le Vexin français, Gouzangrez, Vétheuil et Us. En l'absence de déambulatoire, il n'est également pas coutumier que la partie droite de l'abside soit flanquée de bas-côtés. À Groslay, c'est le cas au sud seulement, mais il s'agit du résultat d'un remaniement. Les grandes arcades au nord et au sud de l'abside sont moins larges que celles de la nef, mais sinon analogues, et tous leurs caractéristiques ont déjà été cités ci-dessus. Le doubleau à l'entrée de l'abside est décalé vers l'est par rapport aux fûts engagés des derniers piliers libres au nord et au sud du vaisseau central. Les ogives de la dernière travée de la nef ont ici des chapiteaux dédiés, et retombent correctement (contrairement aux branches d'ogives supplémentaires). En revanche, le doubleau à l'entrée de l'abside est beaucoup trop large pour les fûts relativement minces de la fin du XIVe siècle, et les frises habituelles, déjà décrites en ce qui concerne la sculpture, débordent ici largement vers l'est, et sont plus volumineuses. L'on obtient ainsi un mélange entre chapiteau et culs-de-lampe. Des culs-de-lampe réservés aux ogives de l'abside y sont accolées. Cette disposition, somme tout disgracieuse malgré l'intérêt de la sculpture, indique déjà que la voûte de l'abside n'est pas contemporaines de celles de la nef. Le fait que le doubleau affiche un large méplat entre deux moulures concaves peut être interprété dans le sens qu'il daterait de la première période gothique, et aurait été retaillée, les moulures concaves se substituant à des tores ou de simples biseaux. L'architecture de l'abside est en effet pratiquement fruste, et s'il n'y avait pas les ogives monotoriques, il serait bien difficile de dater, que ce soit approximativement, cette partie de l'église. La clé de voûte est un disque ayant perdu sa sculpture, et les colonnettes à chapiteaux dans les angles de l'abside ont été remplacées par des massifs de maçonnerie munis de tailloirs, dont le profil évoque des bases flamboyantes inversées. La voûte est dépourvue de formerets, et sans aucune particularité, mais on a néanmoins préféré sa reprise en sous-œuvre que sa reconstruction totale. Les fenêtres sont des lancettes simples sans remplage et sans aucune mouluration, tant à l'intérieur qu'à l'extérieur.

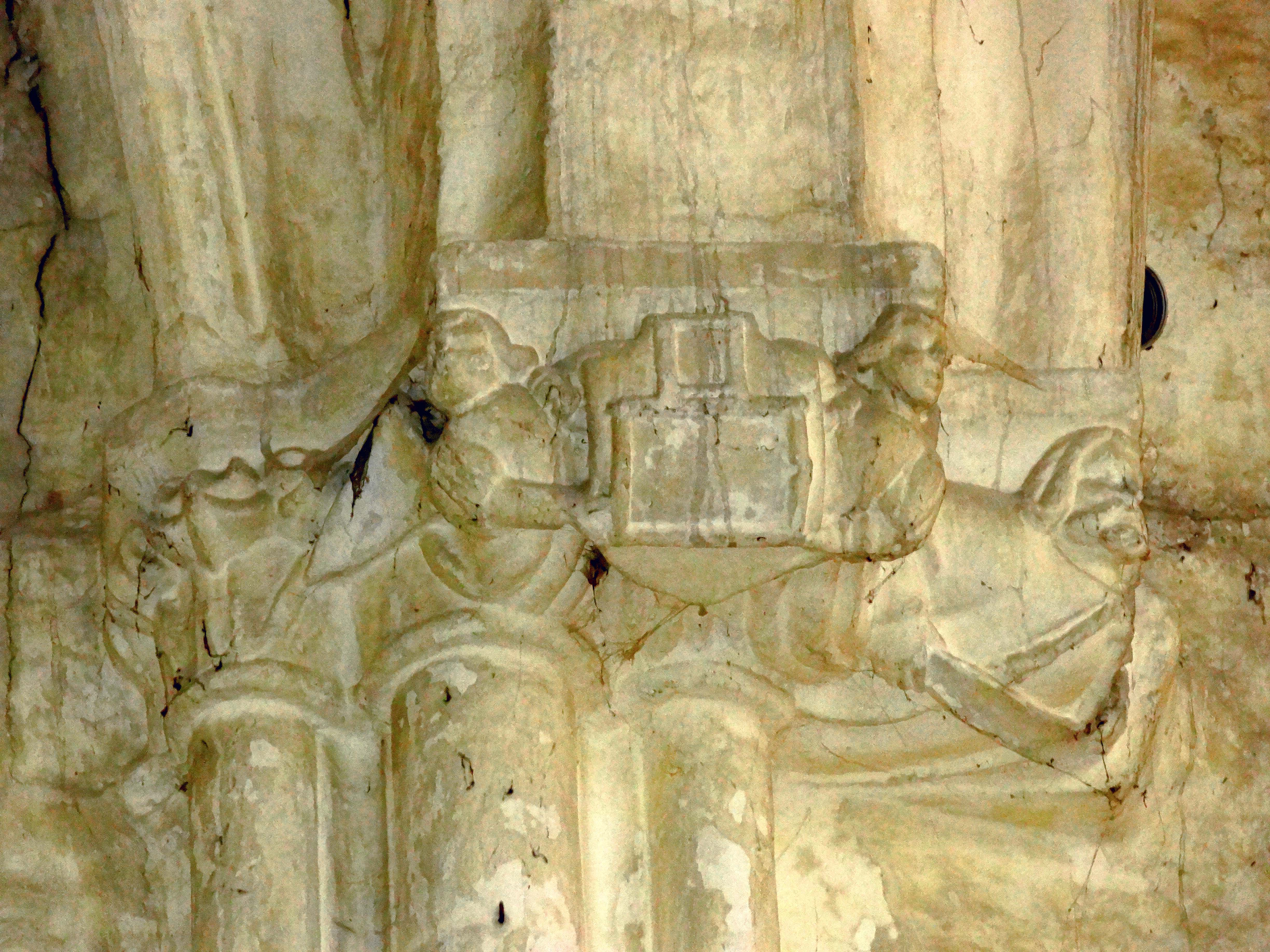
Cul-de-lampe au nord.
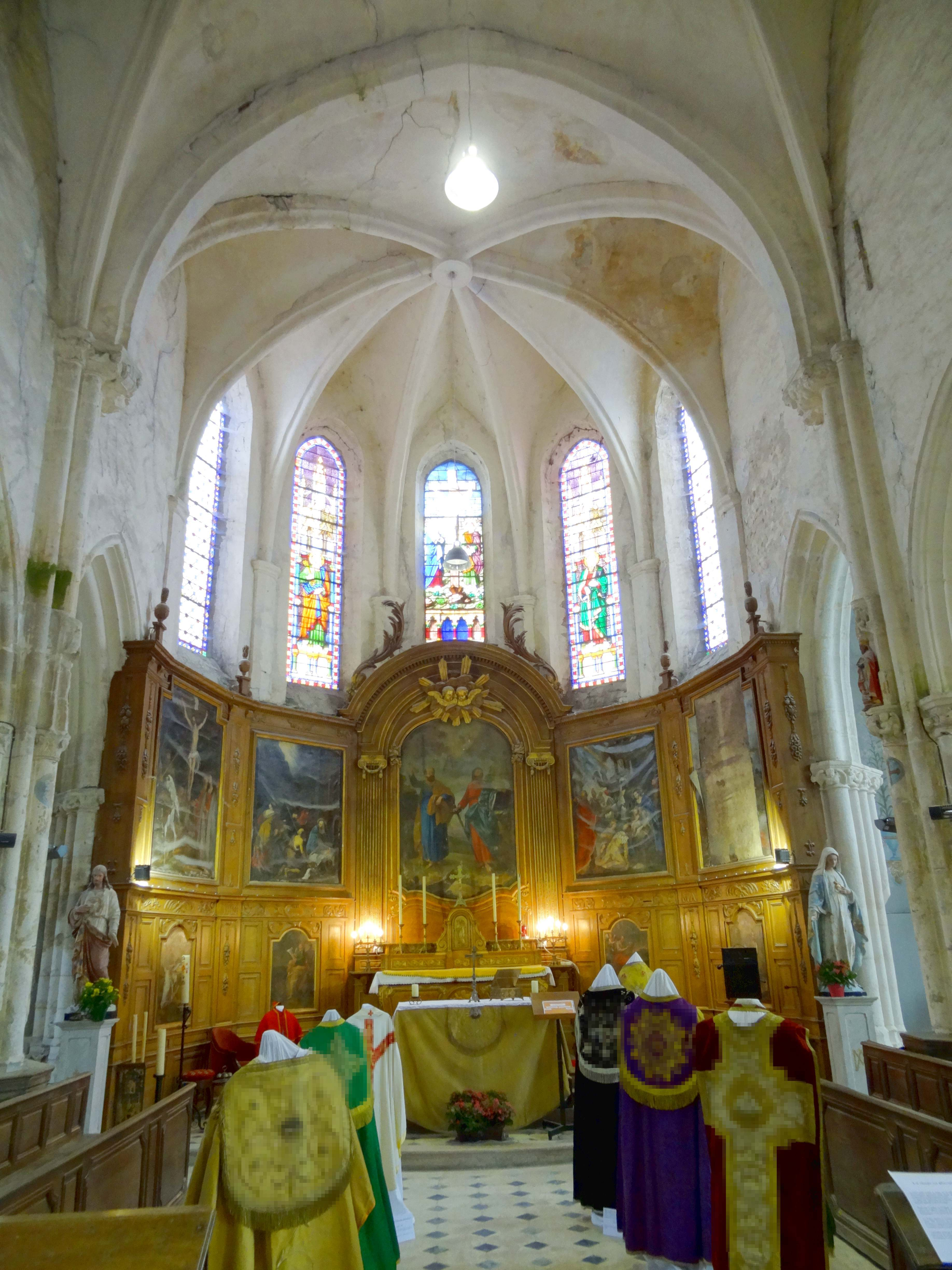
Vue vers l'est.
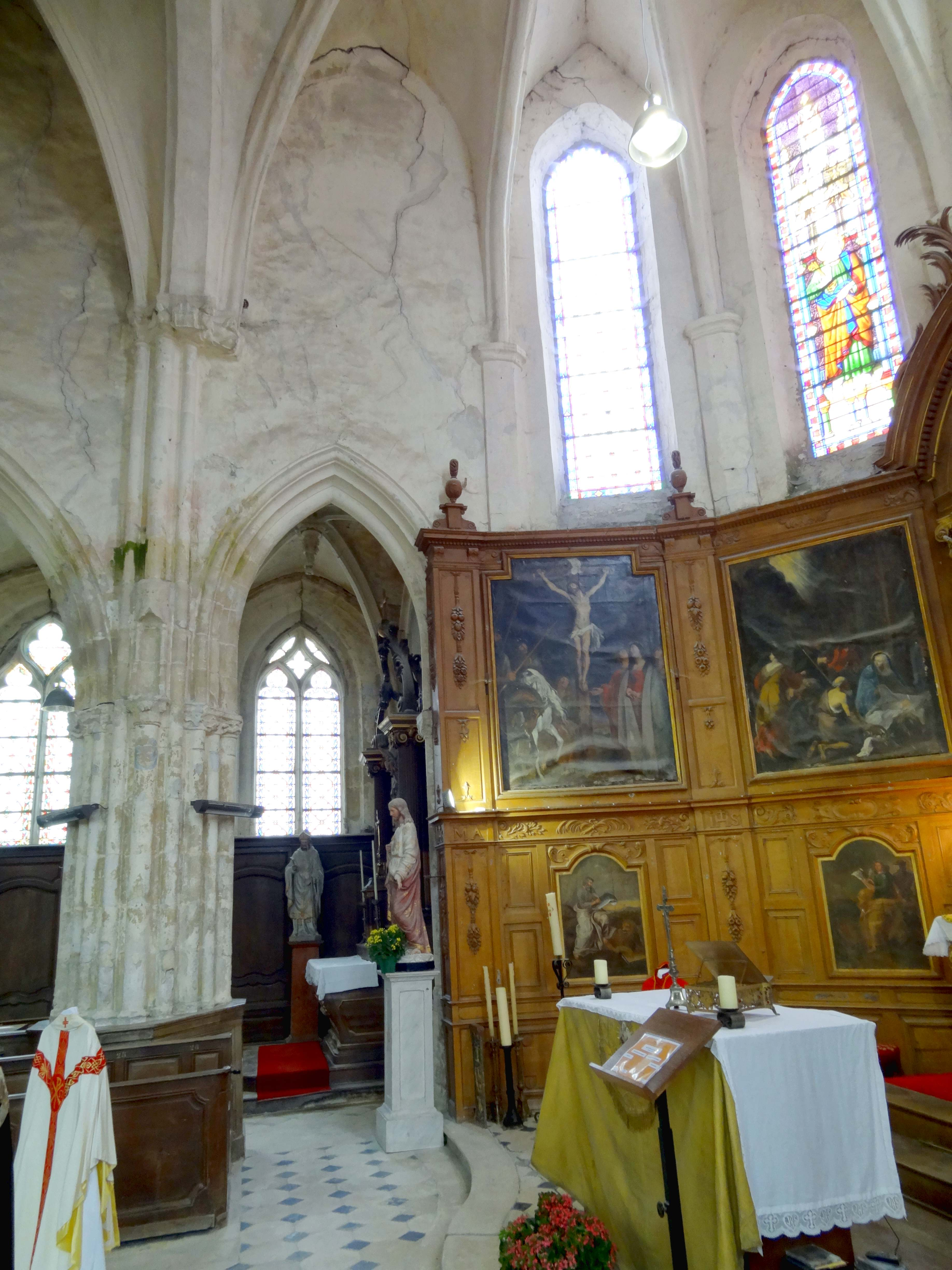
Vue vers le nord.
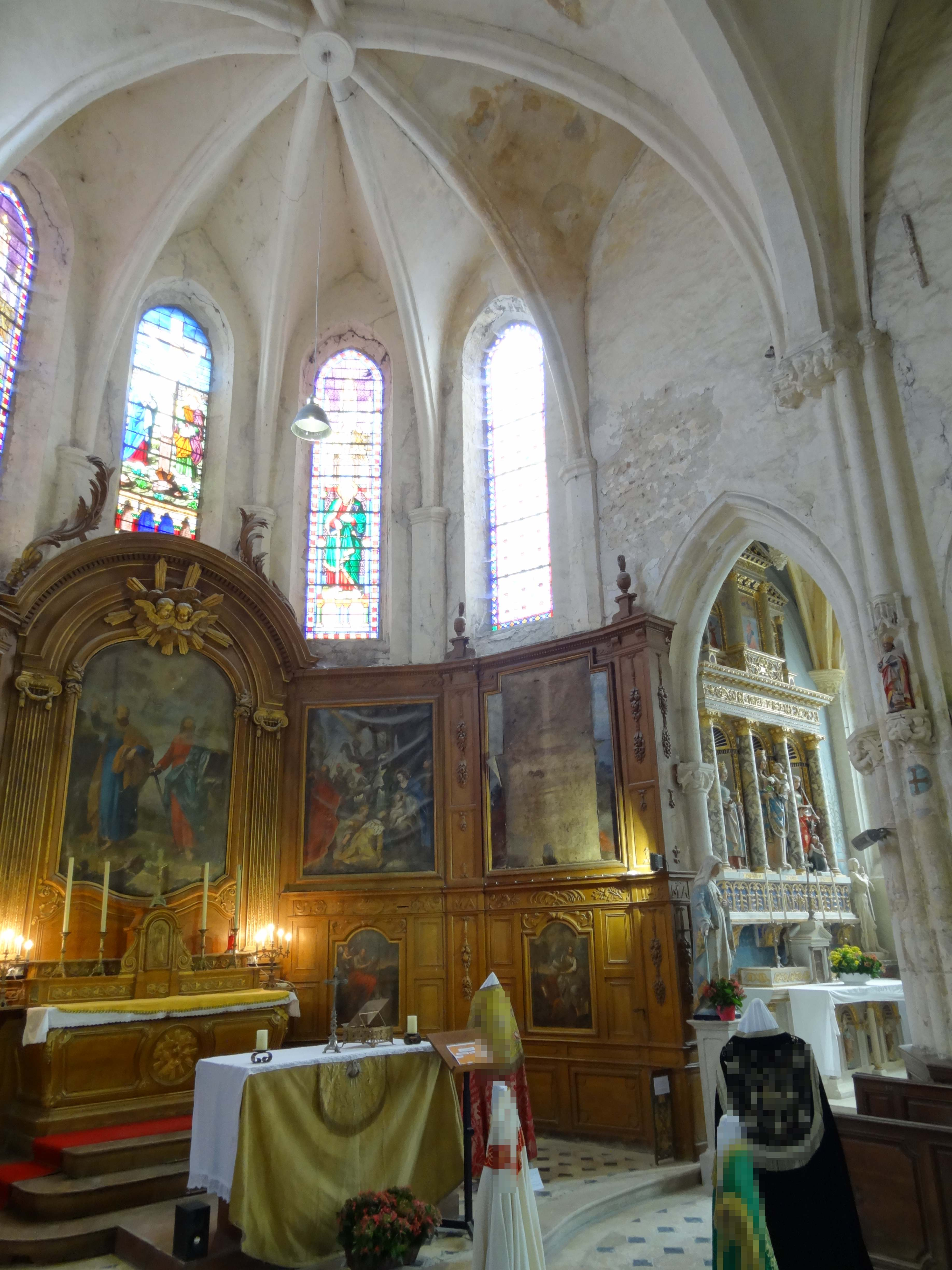
Vue vers le sud-est.
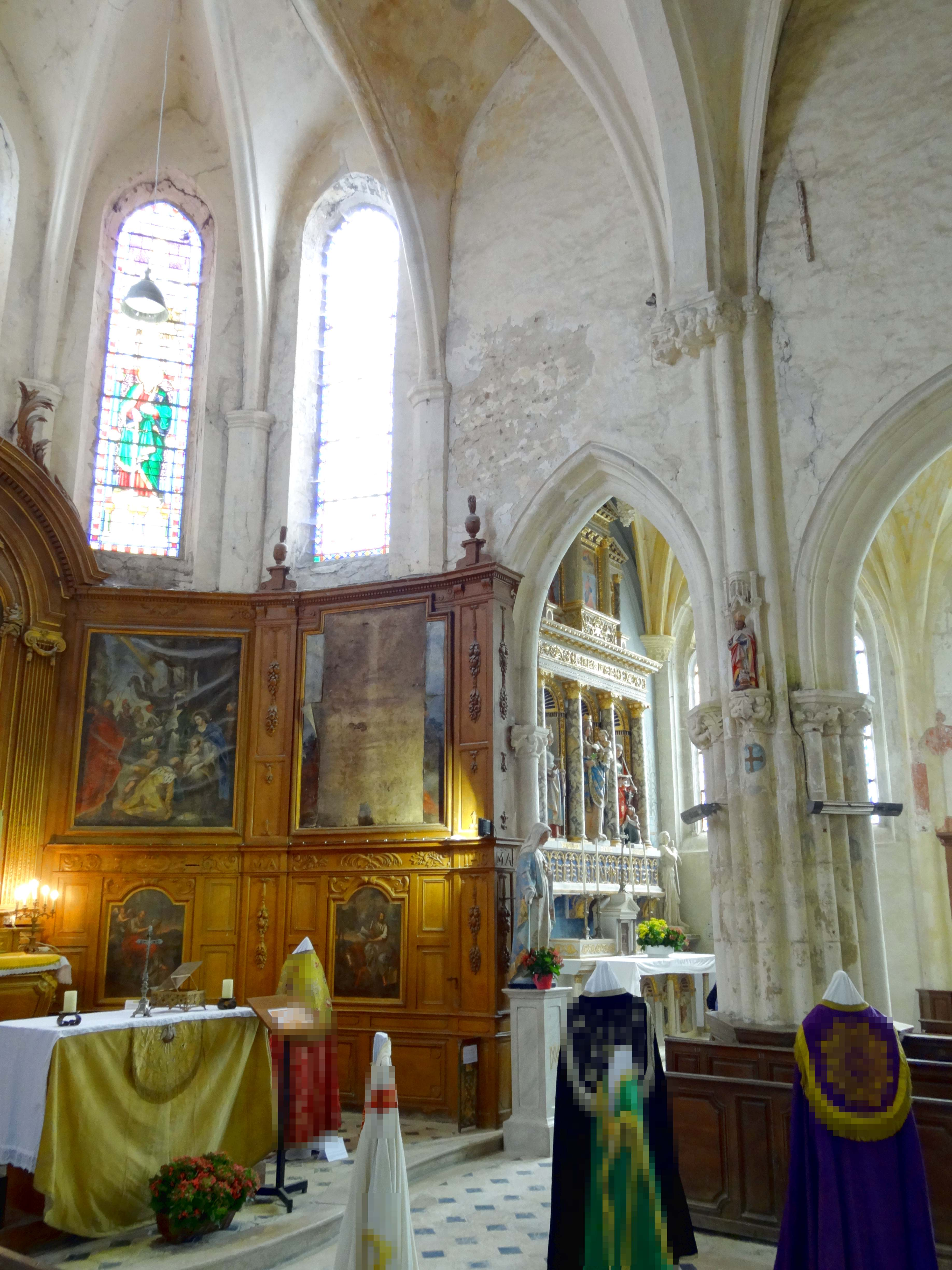
Vue vers le sud.
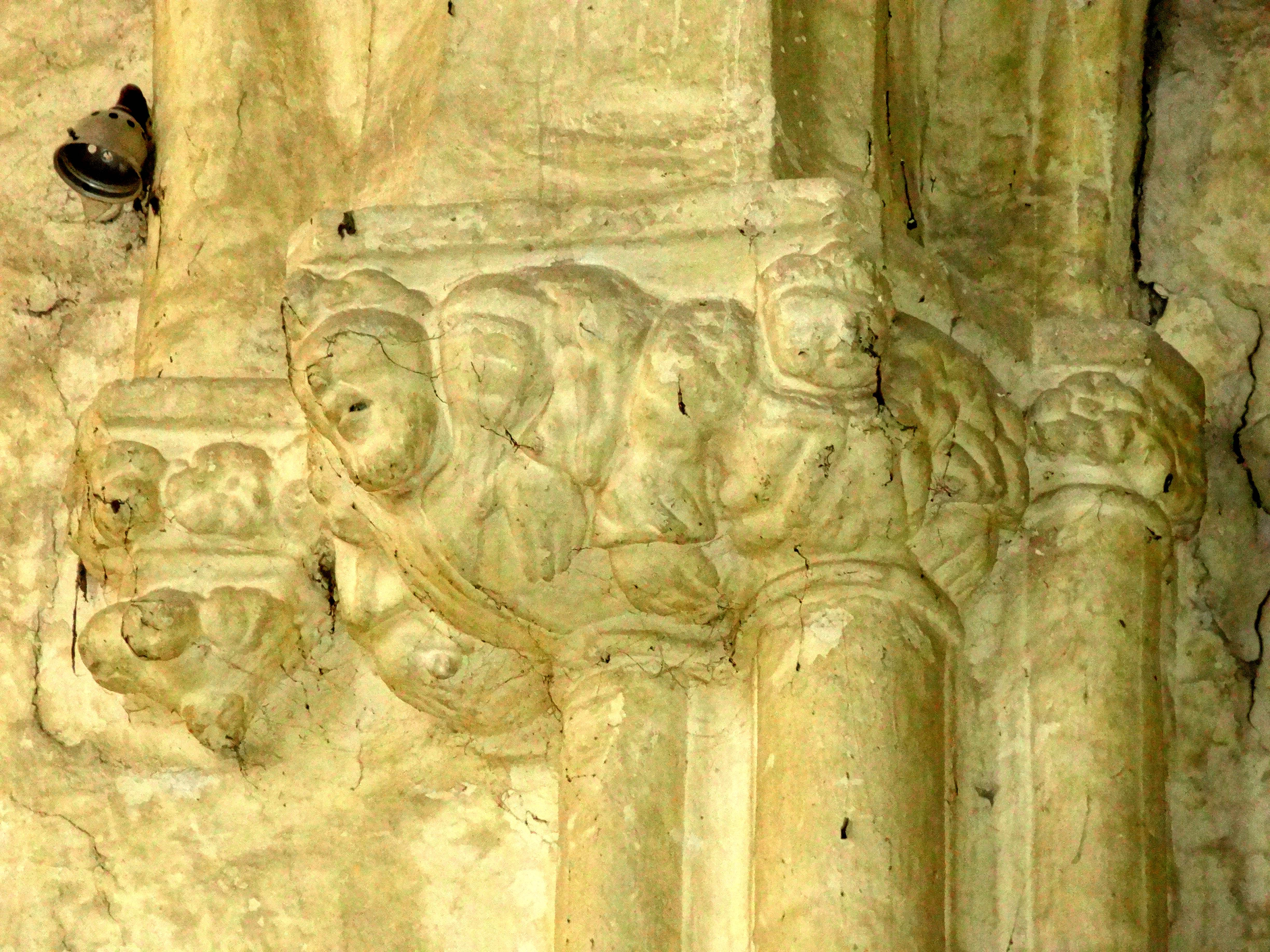
Cul-de-lampe au sud.

#### Bas-côté nord

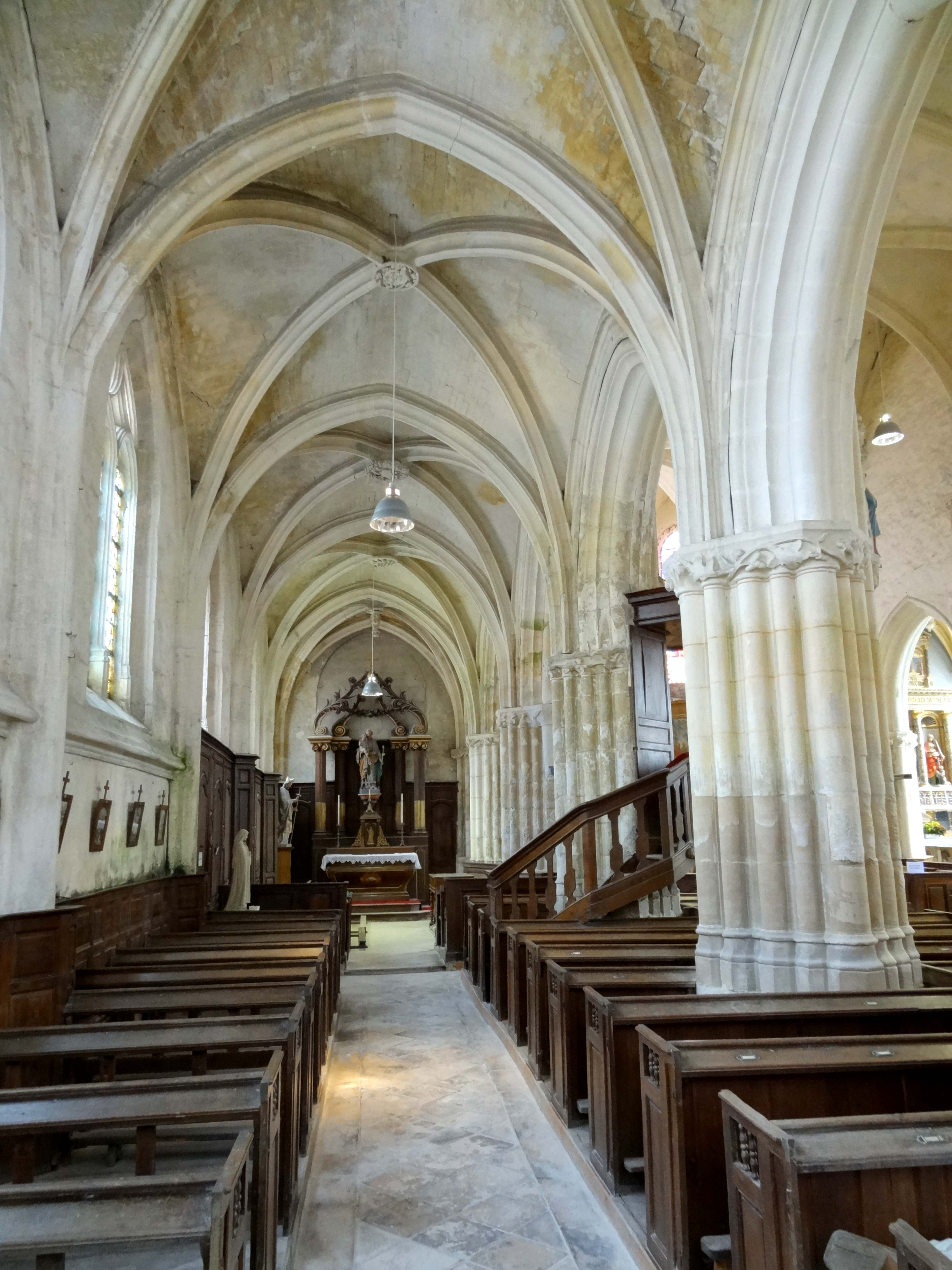
Vue vers l'est.

Les deux bas-côtés diffèrent par leur longueur (une travée de plus au nord), par le profil des nervures de leurs voûtes, et par leur hauteur. Elle est légèrement supérieure aux grandes arcades au nord, et encore plus importante au sud. Les deux bas-côtés sont de dimensions généreuses. Au nord, la largeur et la hauteur sont seulement réduites d'un tiers par rapport au vaisseau central. L'architecture est soignée, sans aucun compromis, et l'homogénéité est entière d'un bout à l'autre, si ce n'est que la première travée ne s'ouvre pas sur le vaisseau central par l'une des grandes arcades précédemment décrites, mais sur le narthex. Le clocher étant moins large que la nef, il y a un écart entre l'arcade septentrionale du narthex et la première voûte du bas-côté, qui est rattaché par une étroite voûte en berceau brisé. Hormis par les caractéristiques qui lui sont propres, nervures des voûtes et ordonnancement des élévations extérieures, les bas-côtés sont largement marqués par les grandes arcades de la nef et de l'abside, et les frises sculptées qui font le tour des piliers. Au profil des grandes arcades tel qu'observé dans le vaisseau central, s'ajoute dans le bas-côté nord un arc formeret. Comme à l'accoutumée à la période flamboyante, son profil correspond à la moitié du profil des ogives et doubleaux, qui est identique. C'est l'un des profils les plus courants à l'époque, qui est également appliqué aux voûtes sexpartites de la nef. Il se compose d'un filet entre deux fines moulures concaves de face, et une large gorge de chaque côté, séparée du voûtain par un filet saillant et une fine moulure concave.
Au revers de la façade occidentale, au début des grandes arcades, les nervures sont reçues sur un cul-de-lampe flamboyant conventionnel, le seul dans l'église. Sa corbeille est sculptée de feuilles de vigne, symétriques de part et d'autre de l'axe, qui est celle des grandes arcades. Cette symétrie est rare à l'époque. Dans les angles nord-ouest et nord-est, les ogives retombent sur un fût unique, et les formerets se fondent dans les murs. Sinon, les supports sont analogues au vaisseau central, mais sans les frises et les tailloirs. Ce sont des faisceaux de trois fûts reliés les uns aux autres par deux gorges, et dont le fût médian est d'un diamètre légèrement supérieur aux autres. Les doubleaux se fondent dans le fût médian, et les formerets dans les deux autres fûts, tandis que les ogives se fondent dans les angles entre deux fûts. Pour une raison qui reste à identifier, les fûts engagés dans le mur gouttereau sont d'un quart plus élevé que les fûts des piliers des grandes arcades, et les doubleaux ainsi que les voûtes ne sont donc pas symétriques. Les clés de voûte sont garnis d'un écusson dans les deux premières travées ; d'une composition végétale découpée à jour dans la troisième travée ; d'un écusson entouré d'un ruban et d'une guirlande dans la quatrième travée ; d'une rosette Renaissance dans la cinquième travée ; et d'un pendentif entouré de quatre trilobes, flanqué de consoles et terminé inférieurement par un bourgeon. Des fenêtres existent à l'ouest et au nord : la baie du chevet est bouchée. Elles sont entourées d'une fine moulure concave et d'une gorge, et la modénature des meneaux est calquée sur celle des ogives. Les meneaux sont munies de bases. Les trois fenêtres des deux premières travées sont plus larges que les autres, et affichent un remplage Renaissance à trois formes en plein cintre. Les quatre baies suivantes sont à deux lancettes surmontées d'un losange entre deux étroites mouchettes (troisième et sixième travée), ou deux lancettes terminées en accolade, surmontées d'un soufflet simplifié entre deux étroites mouchettes (quatrième et cinquième travée). À l'instar des églises flamboyantes les plus abouties, telles que Louvres, Le Mesnil-Amelot et Versigny, la limite des allèges est soulignée par un larmier mouluré, qui est dissimulée par les boiseries à partir de la quatrième travée.

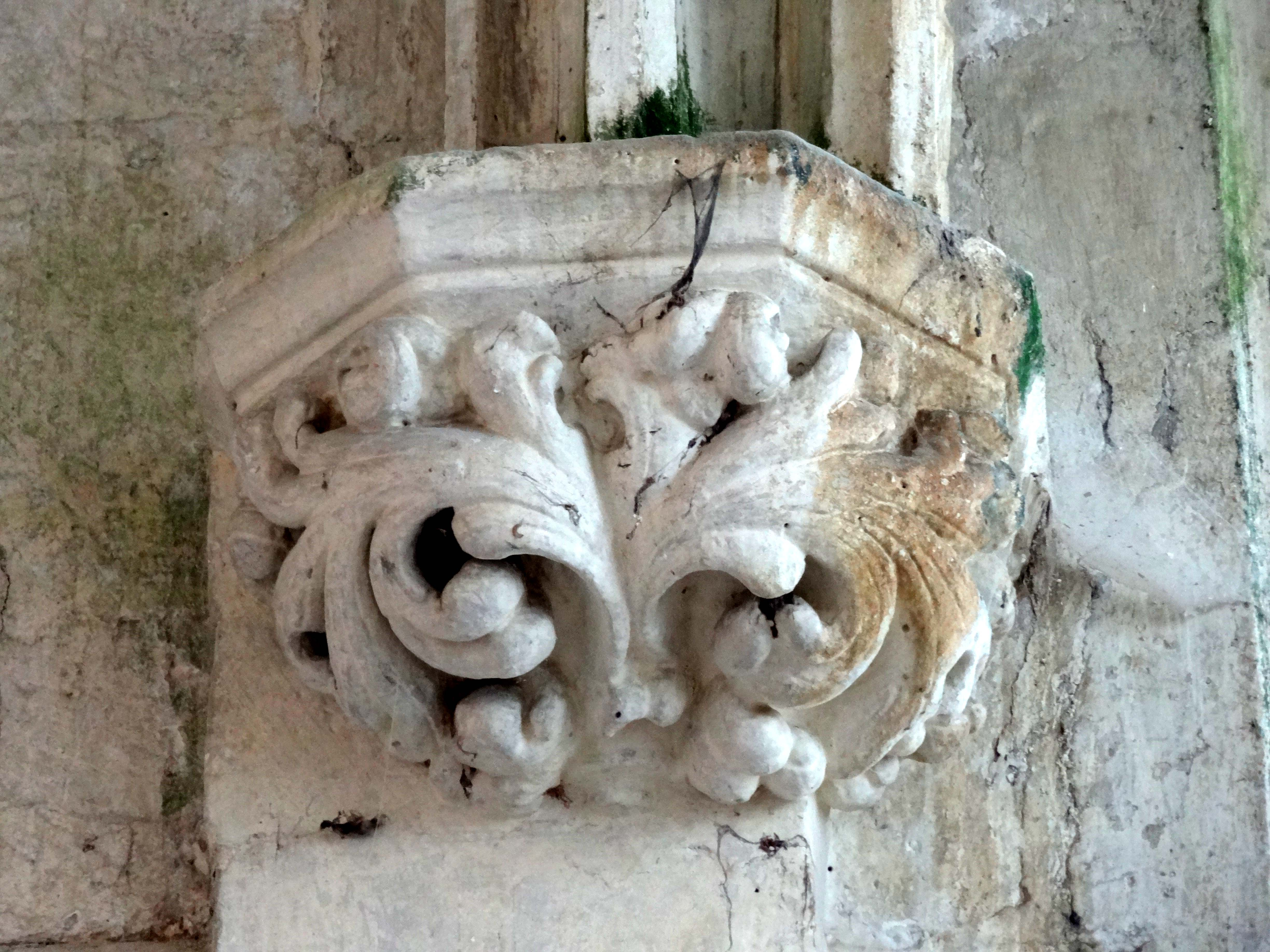
Cul-de-lampe au revers de la façade.
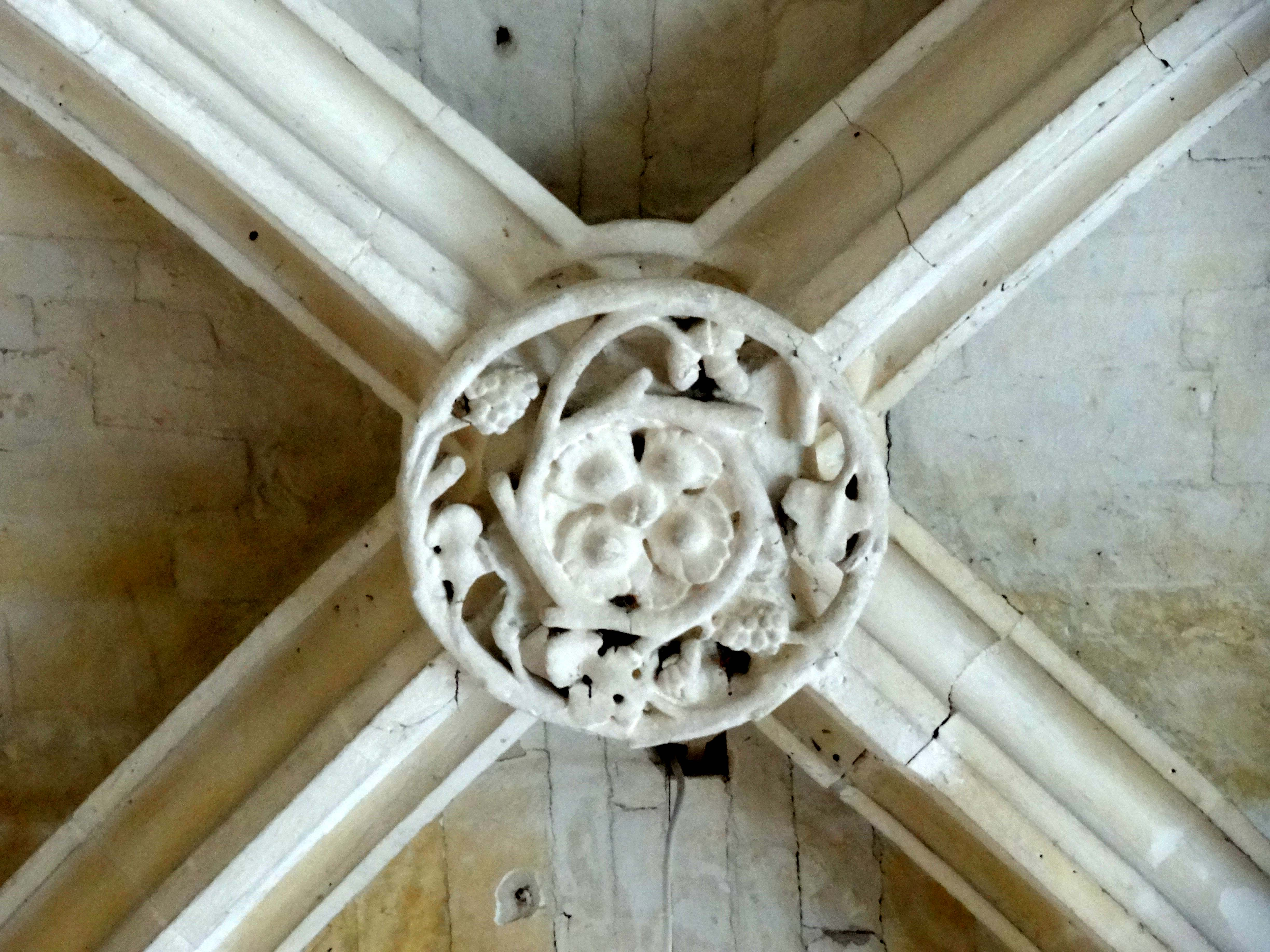
Clé de voûte de la 3e travée.
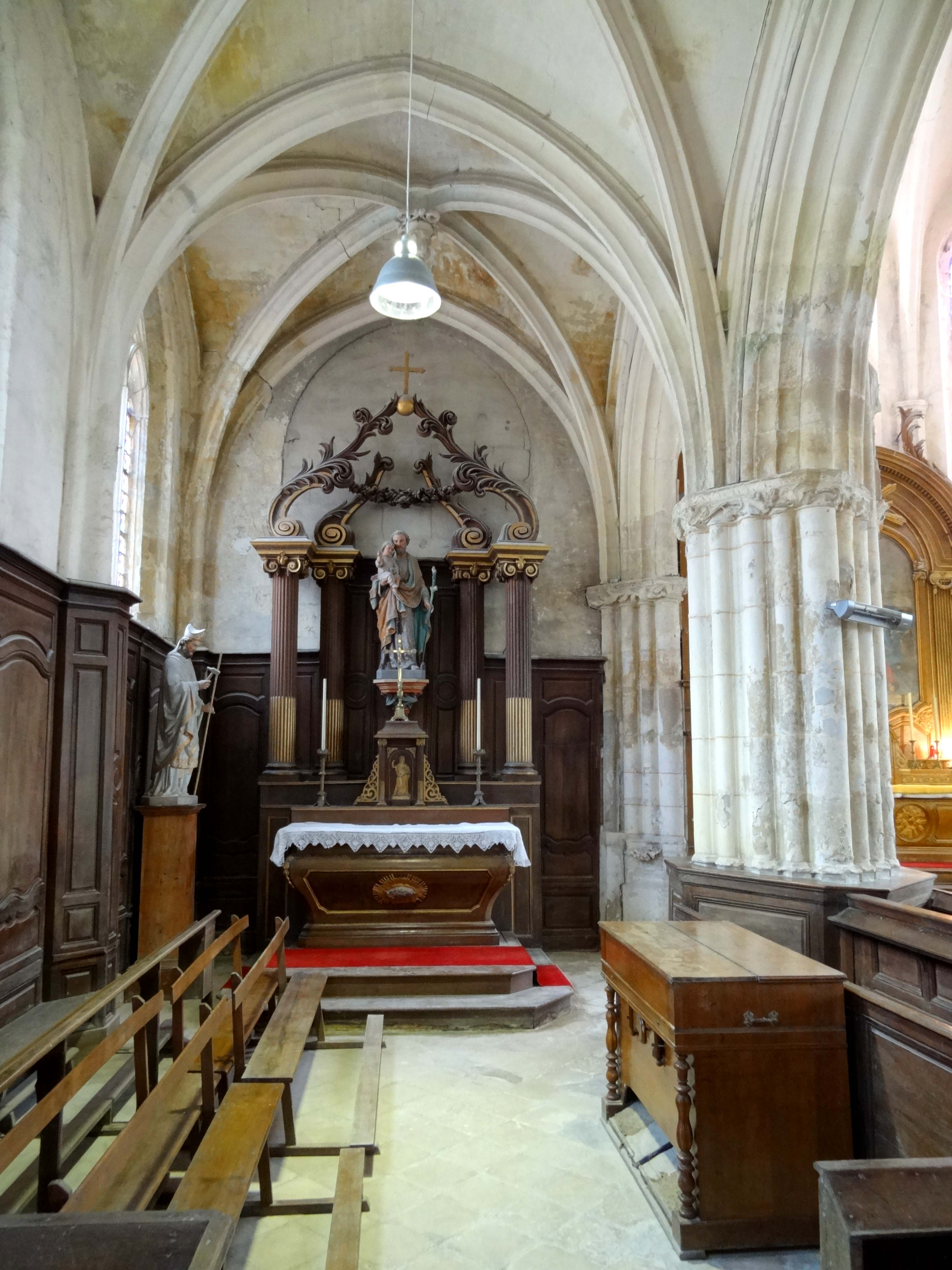
Vue vers l'est.
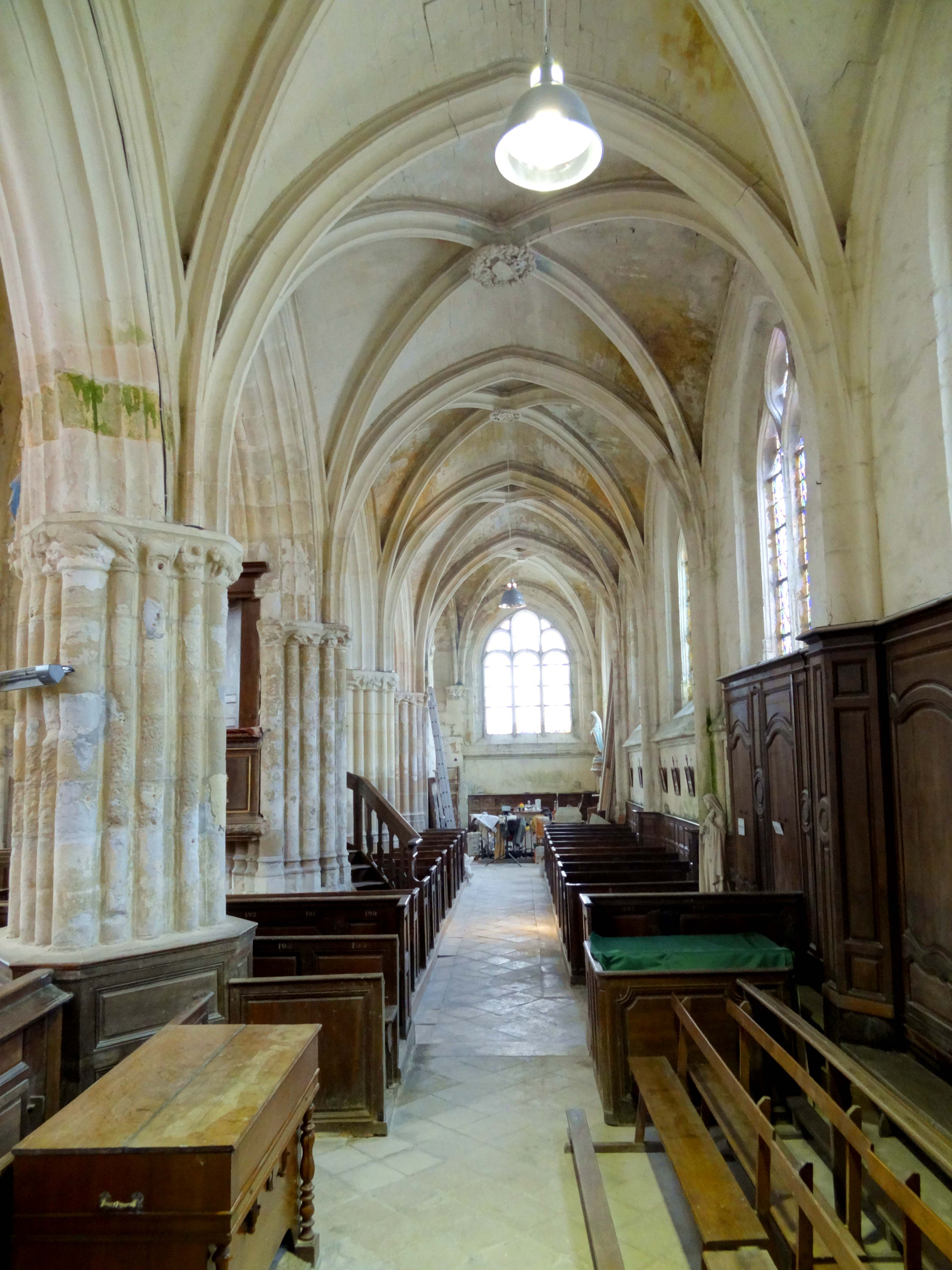
Vue vers l'ouest.
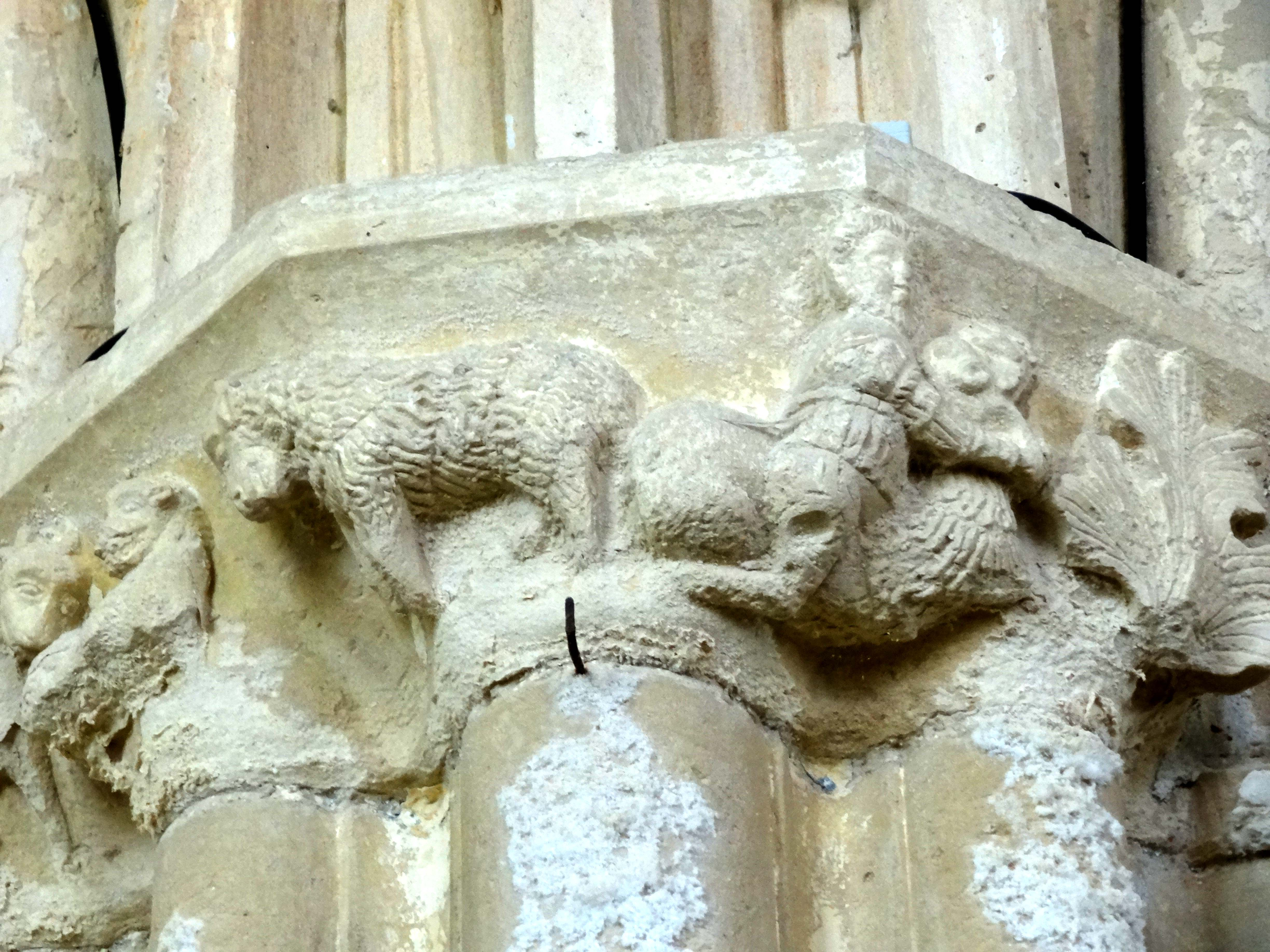
Frise du 3e pilier libre.
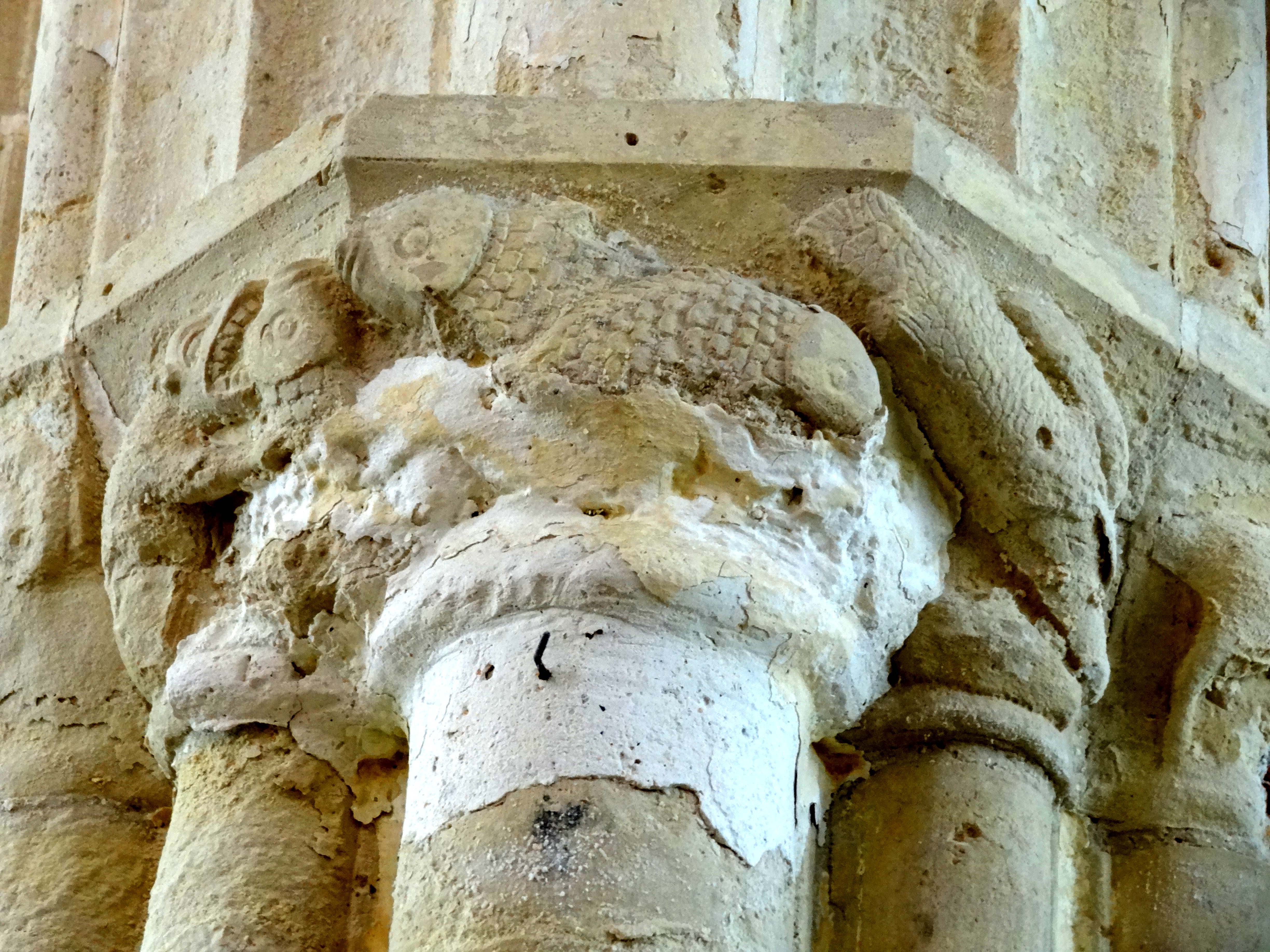
Frise du 3e pilier libre.

#### Bas-côté sud

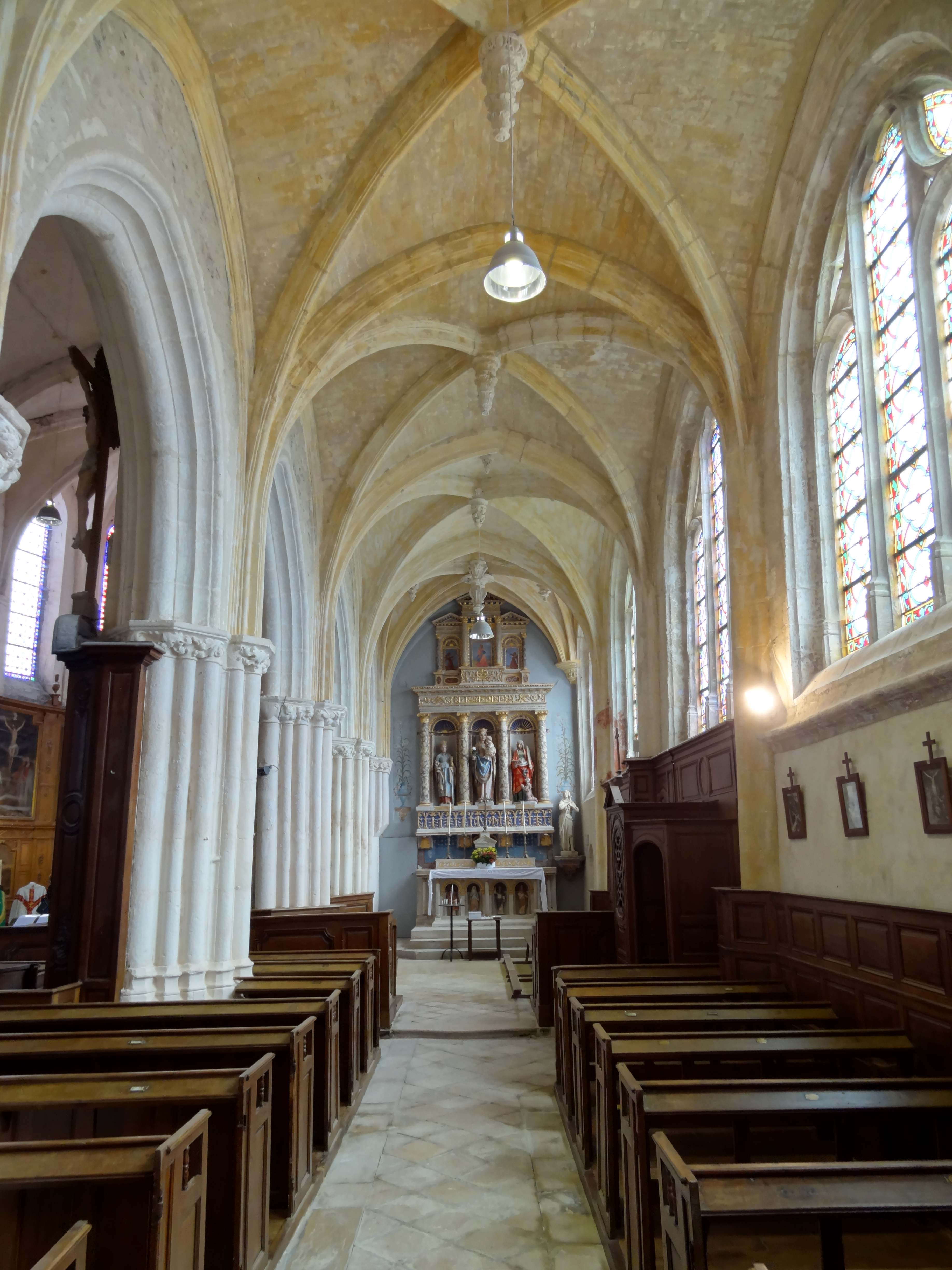
Vue vers l'est.

« Le bas-côté sud est d'une architecture particulièrement élégante et raffinée » (Dominique Vermand). Légèrement plus élevé que le bas-côté nord, et dépassant nettement en hauteur les grandes arcades, il pourrait suffire comme nef à une petite église villageoise : la nef de Belloy-en-France, dont les points communs avec Silly-le-Long ont été signalés, n'est pas plus large. Contrairement au bas-côté nord, les voûtes sont ici horizontales, ce qui donne une courte section de murs au-dessus des grandes arcades vers la nef, ce qui n'est pas un inconvénient sur le plan esthétique. Puisque les deux bas-côtés sont plus élevés que les grandes arcades, l'on peut seulement déplorer que celles-ci ne soient pas également plus élevées. C'est là encore un indice que le voûtement n'a été entrepris que longtemps après l'achèvement des grandes arcades. Mais la date plus tardive des voûtes se traduit surtout à travers le profil des nervures, qui sont des arêtes saillantes à coin émoussé, séparés des voûtains par un quart-de-rond de chaque côté. Ce profil ne comporte donc plus les moulures concaves, ni les filets saillants des nervures flamboyantes avant les années 1530 environ. Les clés de voûte pendantes intègrent par ailleurs le vocabulaire ornemental de la Renaissance, dont notamment des denticules, des oves et des feuilles d'acanthe. Elles sont de bon niveau, en évitant tout excès, et toutes différentes. Dans la dernière travée, l'on note la voûte à liernes et tiercerons, la seule que possède l'église. La retombée des nervures le long du mur gouttereau s'effectue sur des piliers ondulés à trois renflements, comme dans la quasi-totalité des églises flamboyantes de la région, quelle que soit la forme des piliers du vaisseau central. On a donc toujours les trois fûts, comme au nord, mais ils fusionnent tout à fait. Ces piliers ondulés n'ont pas pu être exécutés en même temps que les grandes arcades. Dans l'angle sud-est, l'on trouve, à titre exceptionnel, un cul-de-lampe orné de motifs de la Renaissance. L'éclairage est particulièrement généreux, car toutes les travées ont des baies presque aussi larges que l'espace entre les piliers engagés le permet. Assez semblables aux baies des deux premières travées du nord, elles sont à trois formes en plein cintre, dont celle du milieu monte jusqu'au sommet, tandis que les deux autres sont surmontées d'une demi-accolade flanquant la lancette médiane. La modénature des fenêtres est analogue au bas-côté nord, mais il est évident que ces fenêtres ne sont pas antérieures au second quart du XVIe siècle. On peut s'interroger comment la situation était entre l'achèvement des grandes arcades, au premier quart du XVe siècle, et la création de ces fenêtres, sans doute sous la même campagne que les voûtes. La baie occidentale est située au-dessus du petit portail latéral. Elle est en anse de panier, et dépourvue de remplage. Dans le même mur, se situe la porte de la cage d'escalier hors-œuvre. Le formeret manque de ce côté. La baie orientale est bouchée, pour le même motif que dans le bas-côté nord.

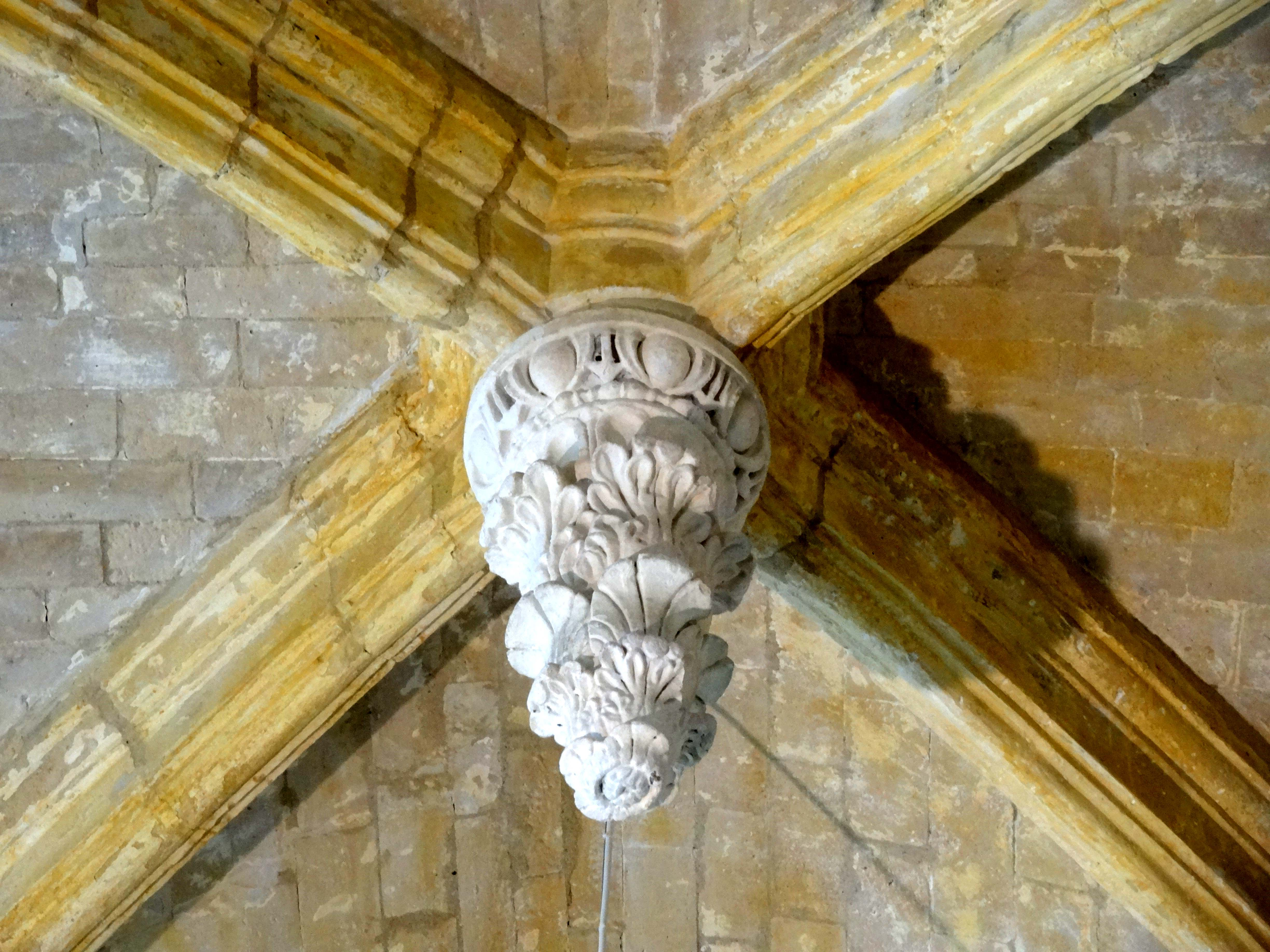
Clé de voûte de la 2e travée.
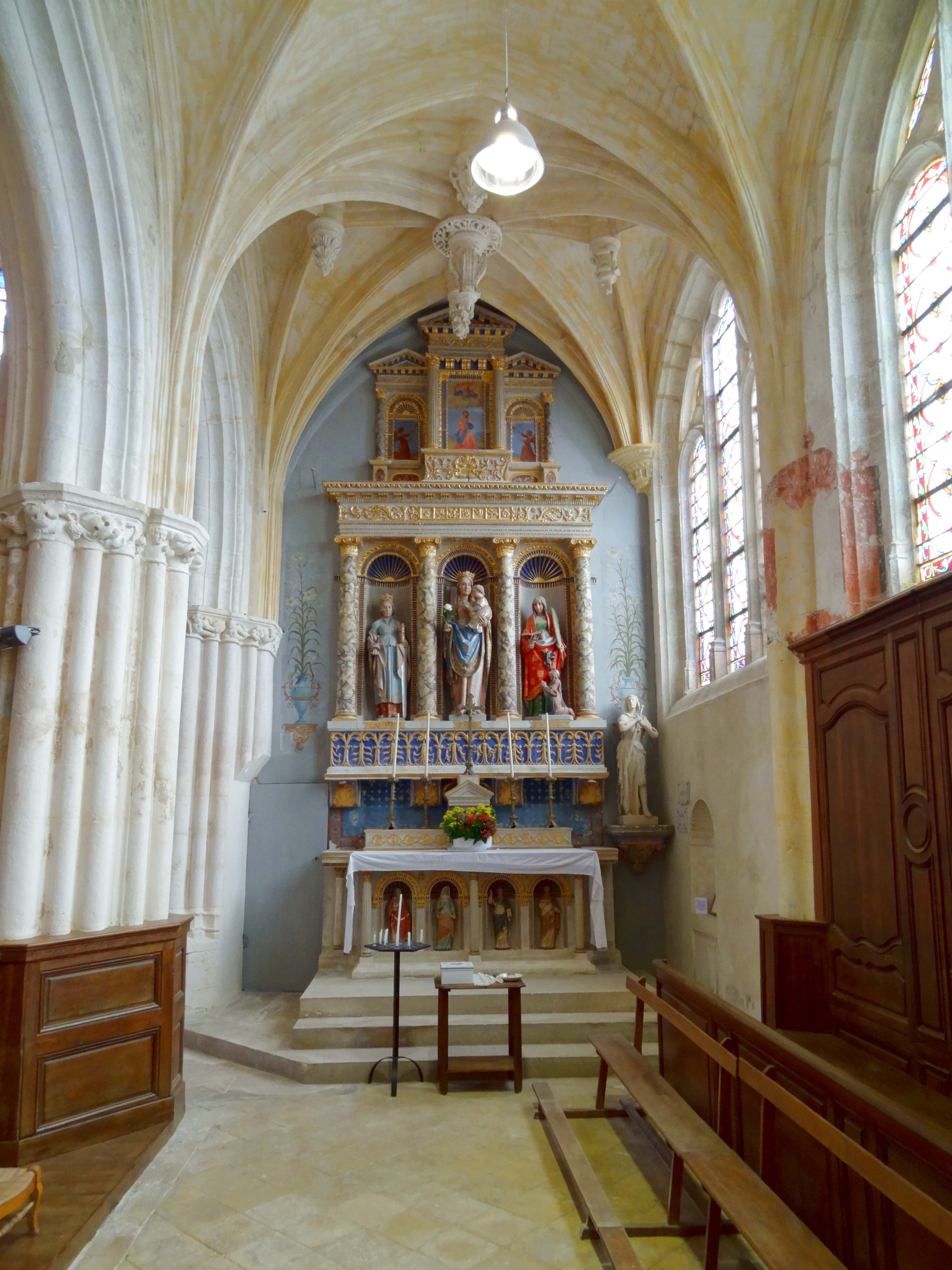
Vue vers l'est.
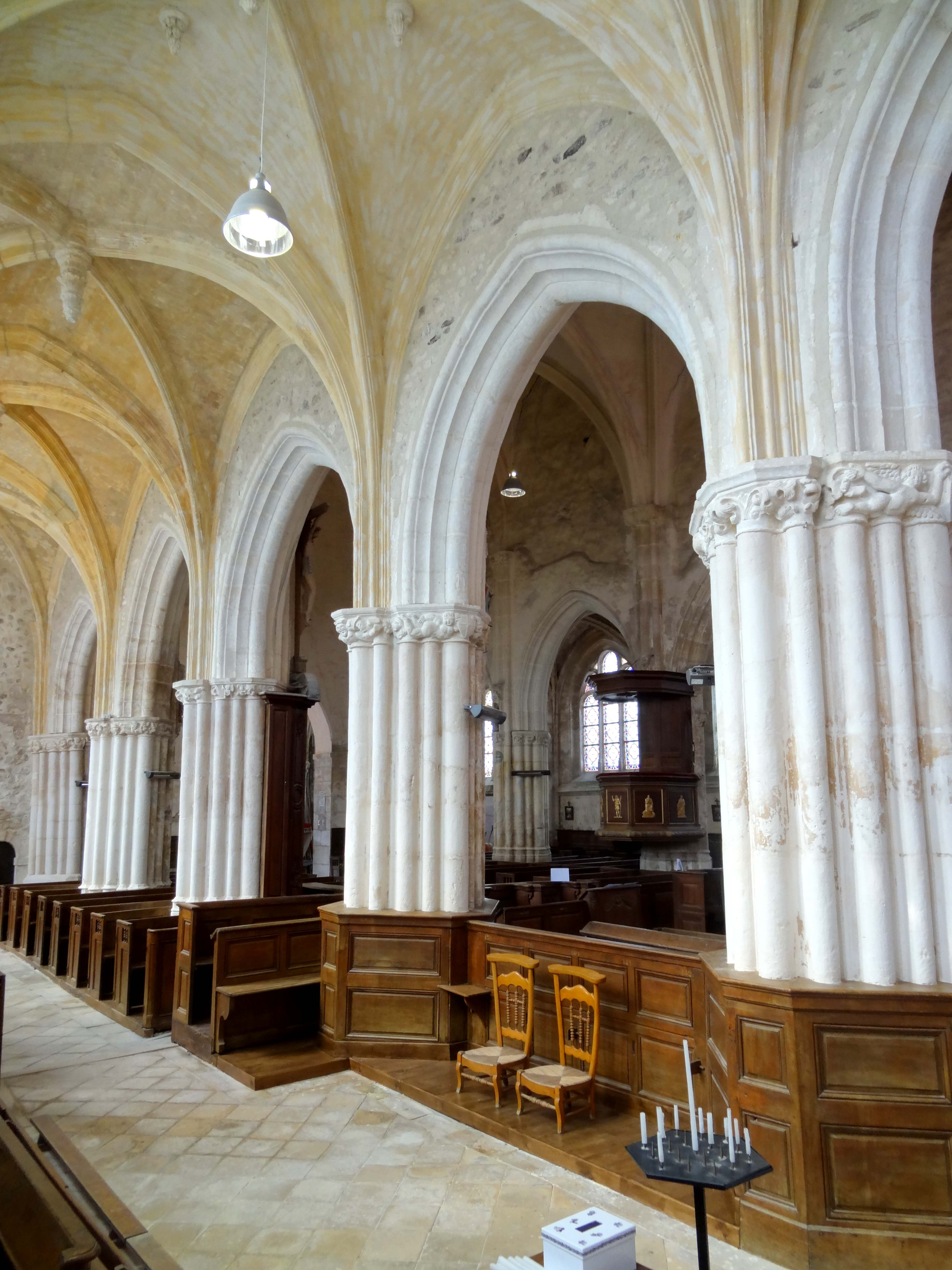
Grandes arcades.
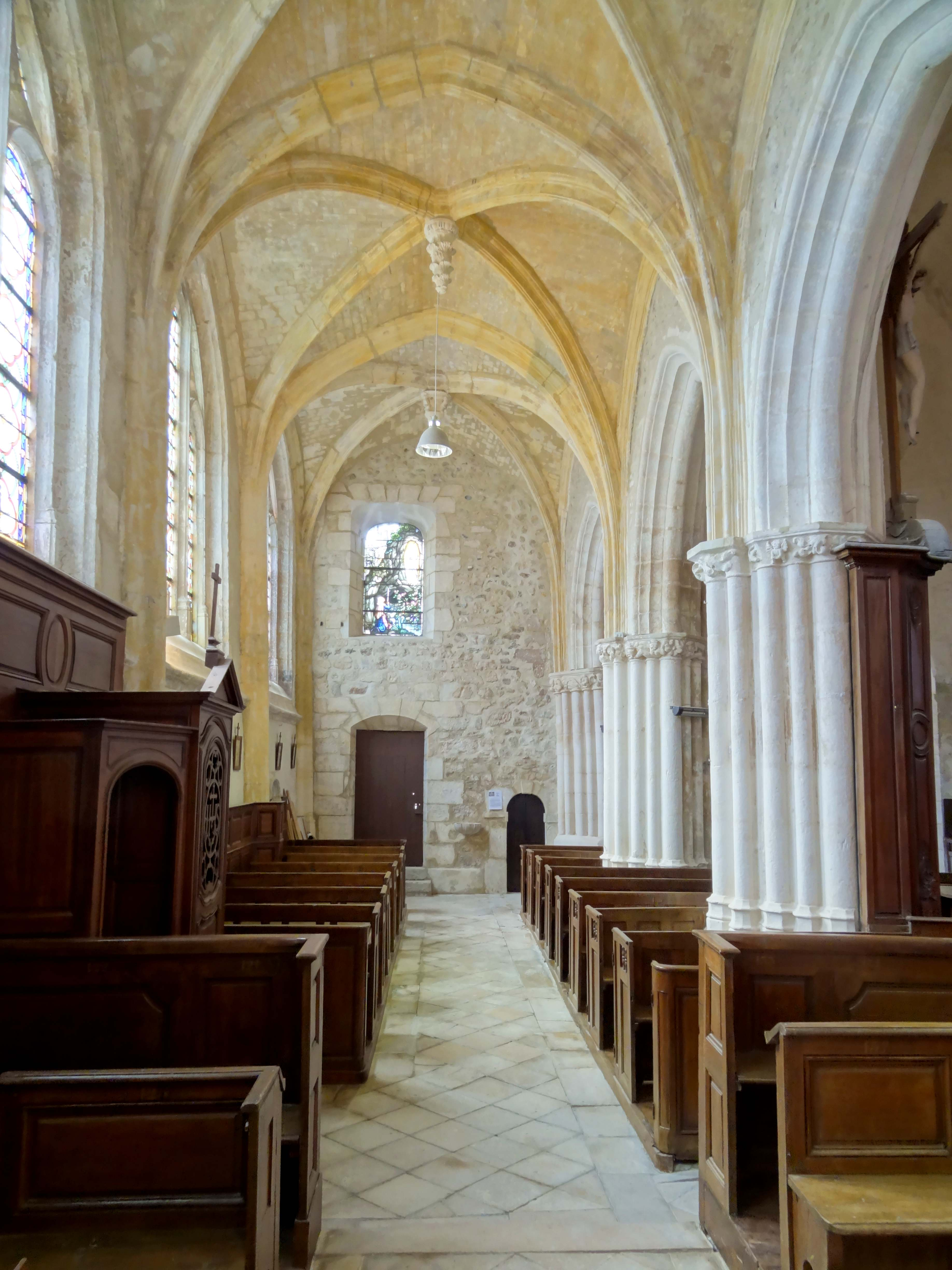
Vue vers l'ouest.
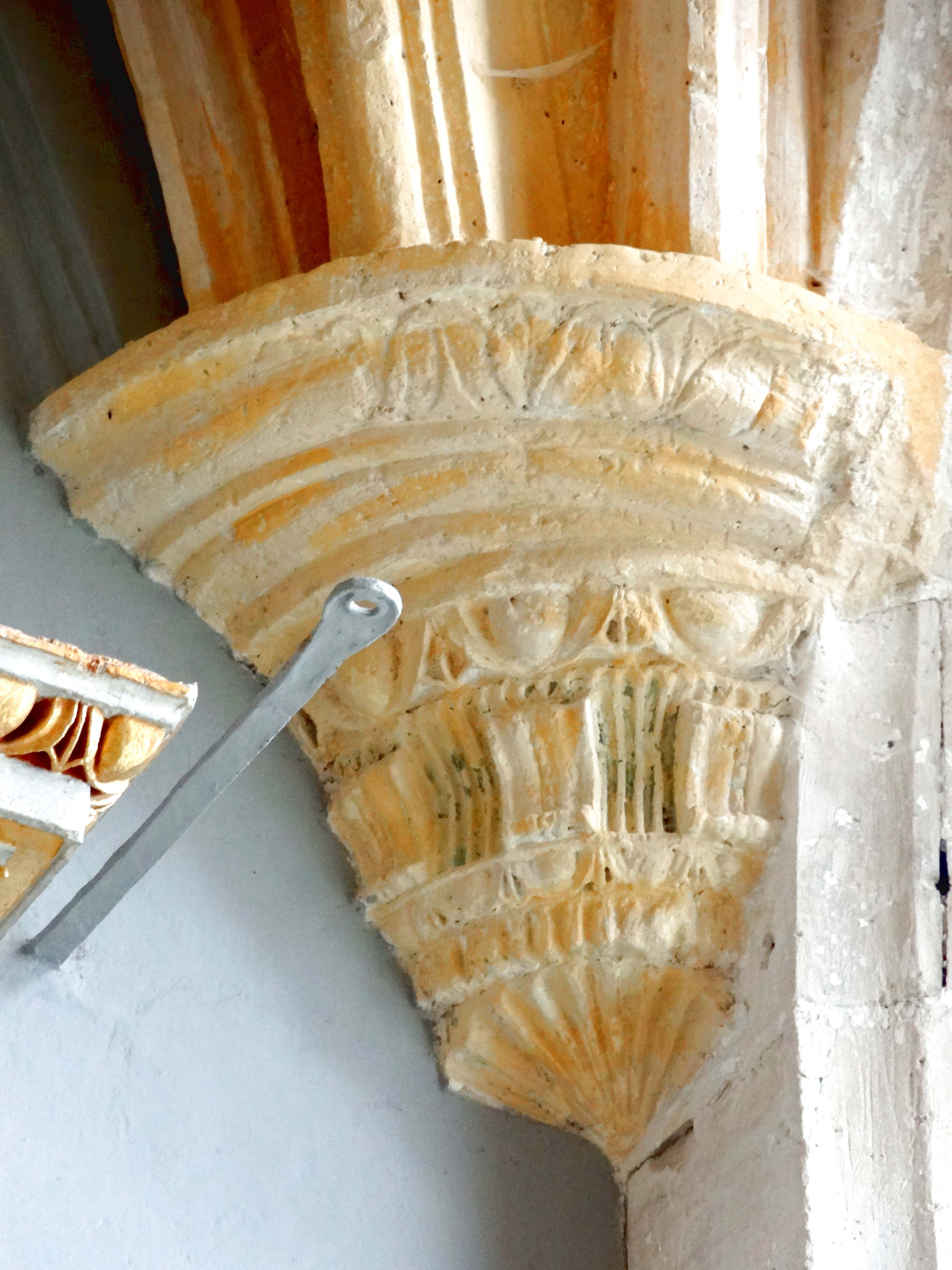
Cul-de-lampe sud-est.
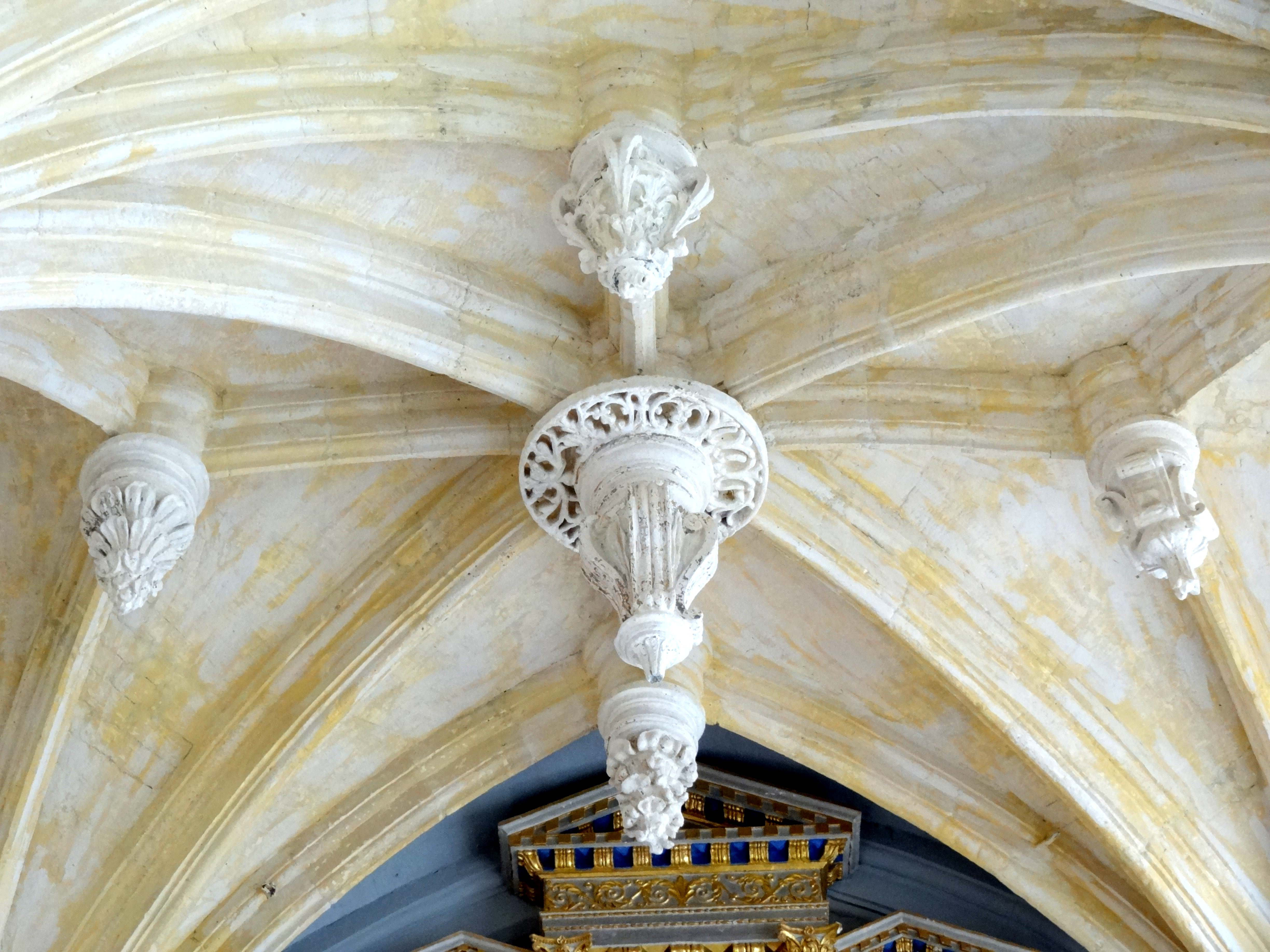
Voûte de la 5e travée.

### Extérieur

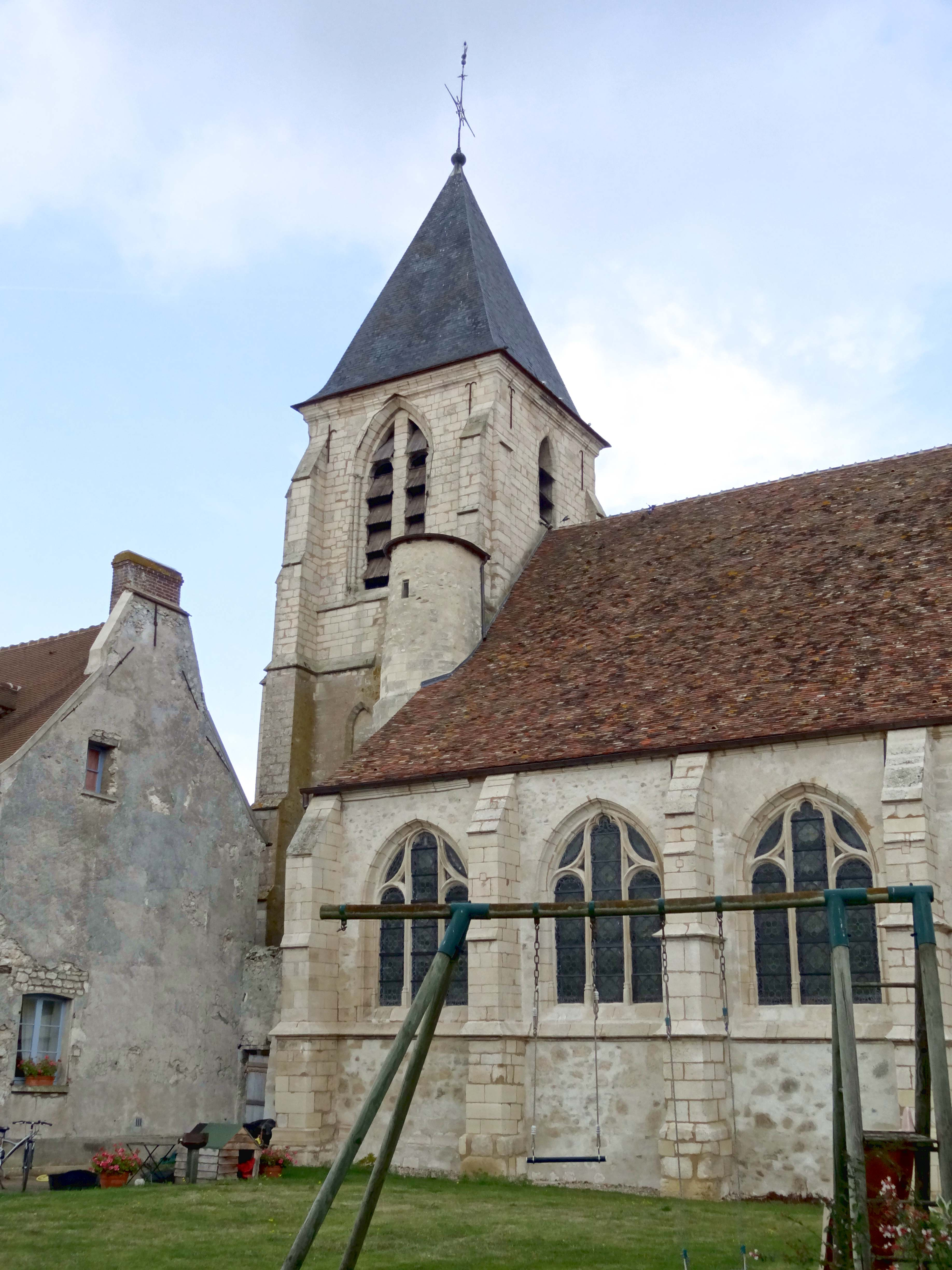
Clocher et bas-côté sud.

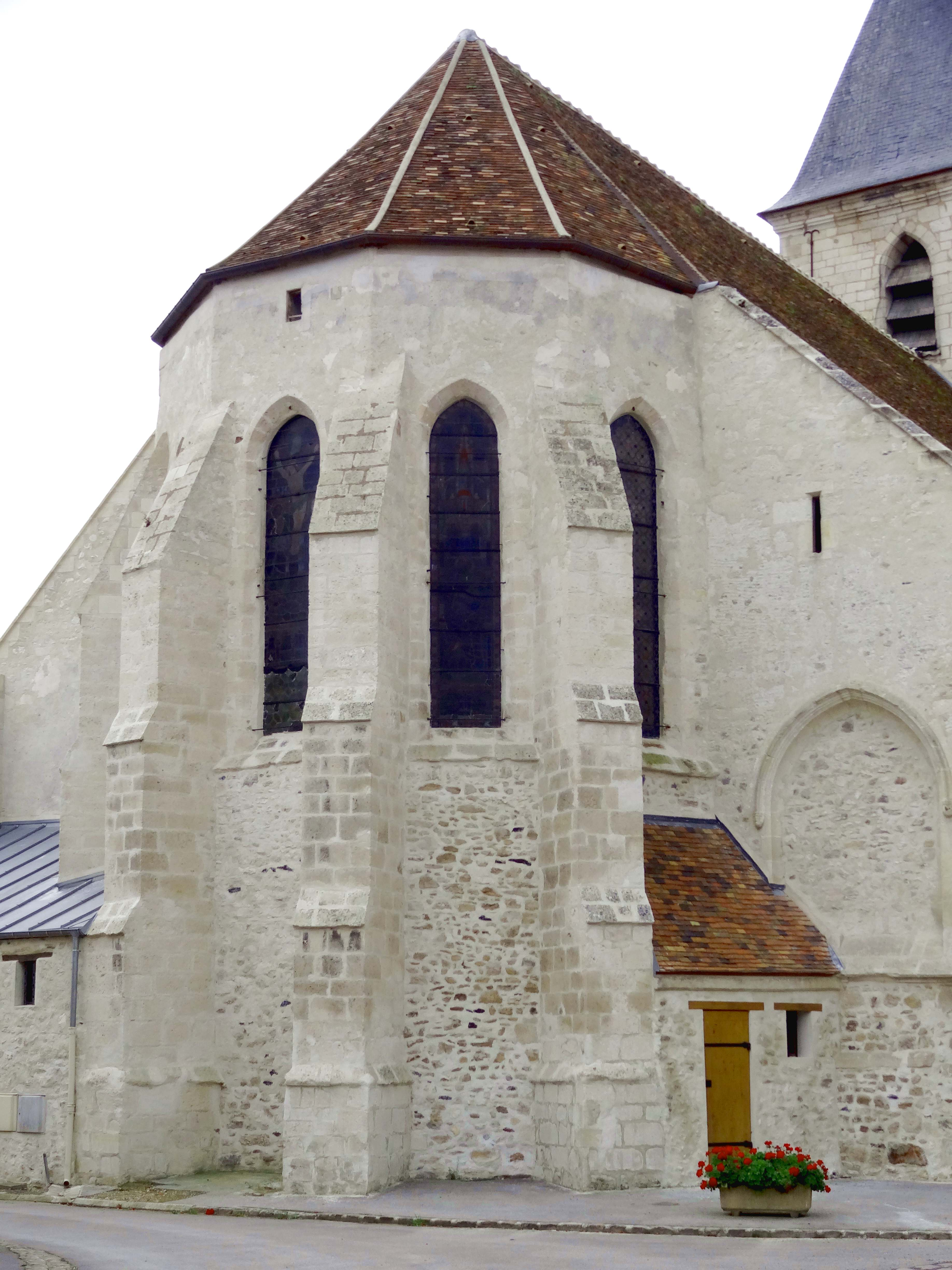
Abside, vue depuis le nord-est.

La « silhouette assez banale » de l'église est « trompeuse », et en décalage avec la « qualité rare » des grandes arcades (Dominique Vermand). La restauration de l'église a néanmoins permis de mieux mettre en valeur les élévations extérieures des bas-côtés et le clocher, qui étaient longtemps caractérisés par un appareil tantôt dissimulé sous un enduit qui s'effrite et tombe par endroits, tantôt disjoint et rongé par les intempéries. Le clocher-porche du second quart du XIIIe siècle est en grande partie bâtie en pierres de moyen appareil assez régulières. Il comporte trois niveaux délimité par des larmiers. Il est flanqué de contreforts orthogonaux aux angles, qui se retraitent par un larmier présent sur les trois faces après les premières assises et à la limite des étages, et par un larmier simple au milieu des étages supérieurs. Au niveau du rez-de-chaussée, les deux contreforts occidentaux comportent en outre des retraites qui ne concernent, assez curieusement, que les flancs latéraux. Le rez-de-chaussée comporte, à l'ouest, le portail principal, qui a été aménagé dans l'une des arcades initialement ouvertes du narthex. Les colonnettes à chapiteaux ont été refaites dans un goût néo-gothique. Le premier étage est percé de deux baies en arc brisé non décorées au sud. À l'ouest, l'on trouve tout au contraire une baie aussi large que la distance entre les contreforts le permet. Entourée de deux tores continus, sans tailloirs ni chapiteaux, elle est surmontée d'un larmier mouluré. Cette baie pourrait dater de l'époque des grandes arcades. Elle est actuellement bouchée, en ne laissant libre qu'un petit oculus. La baie ne pouvait avoir un sens que dans le contexte d'une tribune occidentale au-dessus du narthex, qui est donc susceptible d'avoir existé au XVe siècle. L'étage de beffroi est ajouré, sur chacune de ses faces, d'une baie en tiers-point unique, entourée d'un seul tore muni de tailloirs et chapiteaux. Elle est également surmontée d'un larmier mouluré. Les murs de la tour se terminent par une double corniche, dont la modénature évoque le pourtour des baies des bas-côtés.
Les bas-côtés et l'abside sont réalisés en moellons noyés dans un mortier, hormis la façade occidentale du bas-côté nord, les contreforts, les pourtours des fenêtres et la corniche, qui a disparu au sud, à partir de la deuxième travée. Le mur occidental du bas-côté nord et les deux contreforts d'angle nord-ouest sont les éléments les plus soignés. Le rampant du demi-pignon est peuplé de trois chimères, dont l'érosion a rendu la sculpture illisible. Les deux contreforts sont coiffés d'un chaperon en bâtière. Leurs gâbles sont décorés d'une arcature trilobée en bas-relief, et leurs rampants sont garnis de deux feuilles de chou frisées de chaque côté. Les mêmes contreforts sont également agrémentés d'une niche à statue amortie par une coquille Saint-Jacques, et surmontée d'un petit dais sous la forme d'une accolade garni de feuillages. Une arcature trilobée en bas-relief s'inscrit entre ses deux flancs. Des festons sous la forme d'arcatures trilobées sont suspendus en dessous. Tous les autres contreforts sont d'un type gothique tout à fait courant. Ils sont scandés par un larmier à la limite des allèges, et un larmier simple à mi-hauteur des fenêtres, puis s'achèvent par un glacis formant larmier. Les murs sont structurés horizontalement par le larmier à l'appui des fenêtres, et se terminent par une corniche très simple profilé d'une gorge et d'un listel. Le principal ornement des murs sont les fenêtres et les bandeaux moulurés qui les surmontent, qui retombent chacun sur deux culs-de-lampe sculptés de chimères d'une grande variété, ou de feuilles de vigne et grappes de raisin. Ces bandeaux et culs-de-lampe n'existent pas au sud, sans doute parce que cette élévation est nettement moins exposée à la vue. Sinon, le bas-côté sud est largement analogue à son homologue au nord, mais le mur occidental est fruste, et les contreforts délimitant la quatrième travée sont d'un type différent : le deuxième larmier est présent sur les trois faces, et il y a une retraite supplémentaire par un larmier simple deux assises en dessous du glacis sommital. Quant à l'abside, elle ne donne lieu qu'à peu de remarques. Les murs se retraitent par un glacis à l'appui des fenêtres, et les contreforts à ressauts, fortement saillants, sont caractéristiques de la première période gothique. Ils se retraitent par un larmier présent sur les trois faces après la cinquième assise, et sont scandés de deux courts glacis, avant de s'amortir par un long glacis pentu. Il n'y a aucune mouluration, et encore moins de décor sculpté.

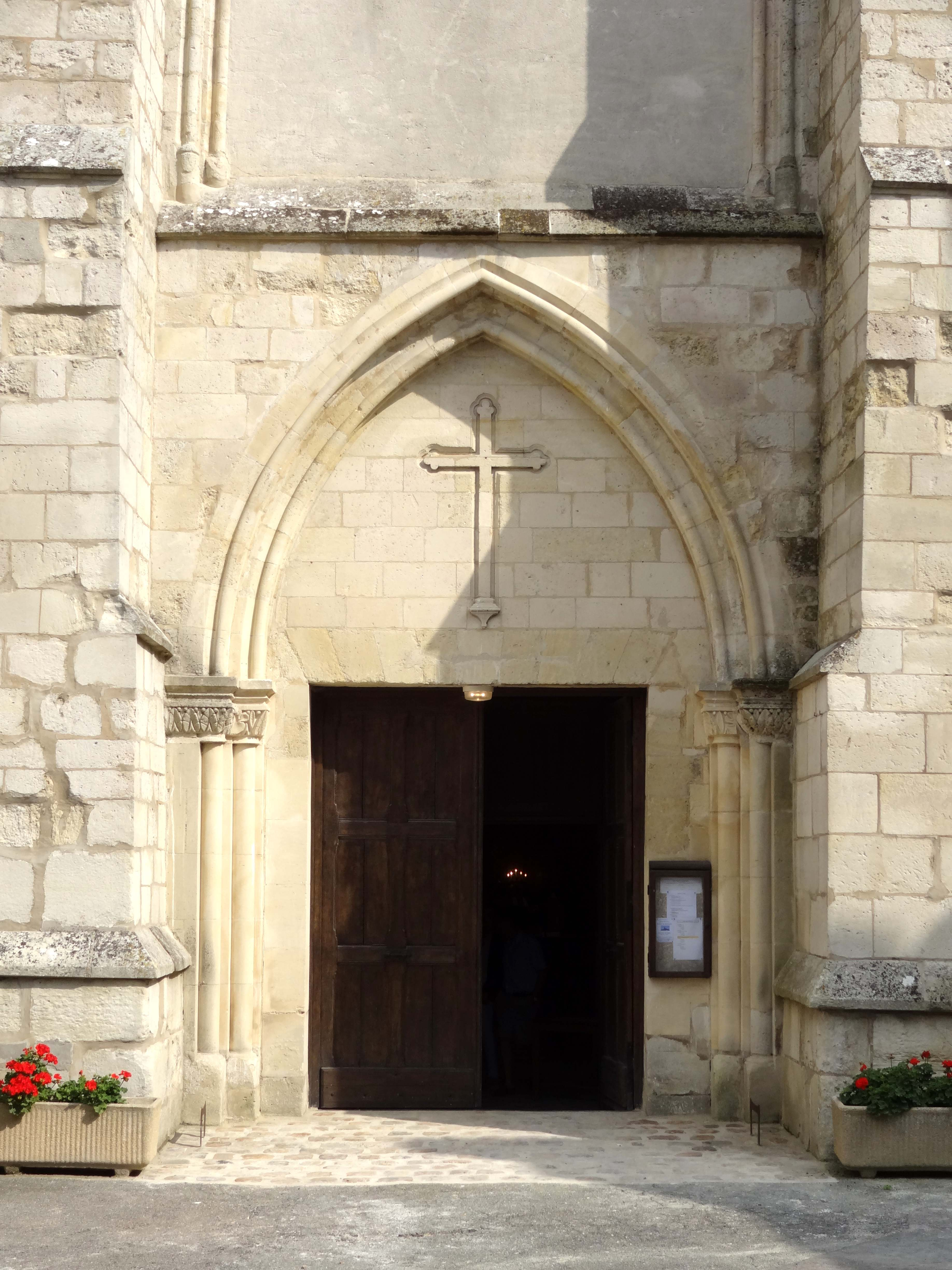
Portail occidental dans la base du clocher.
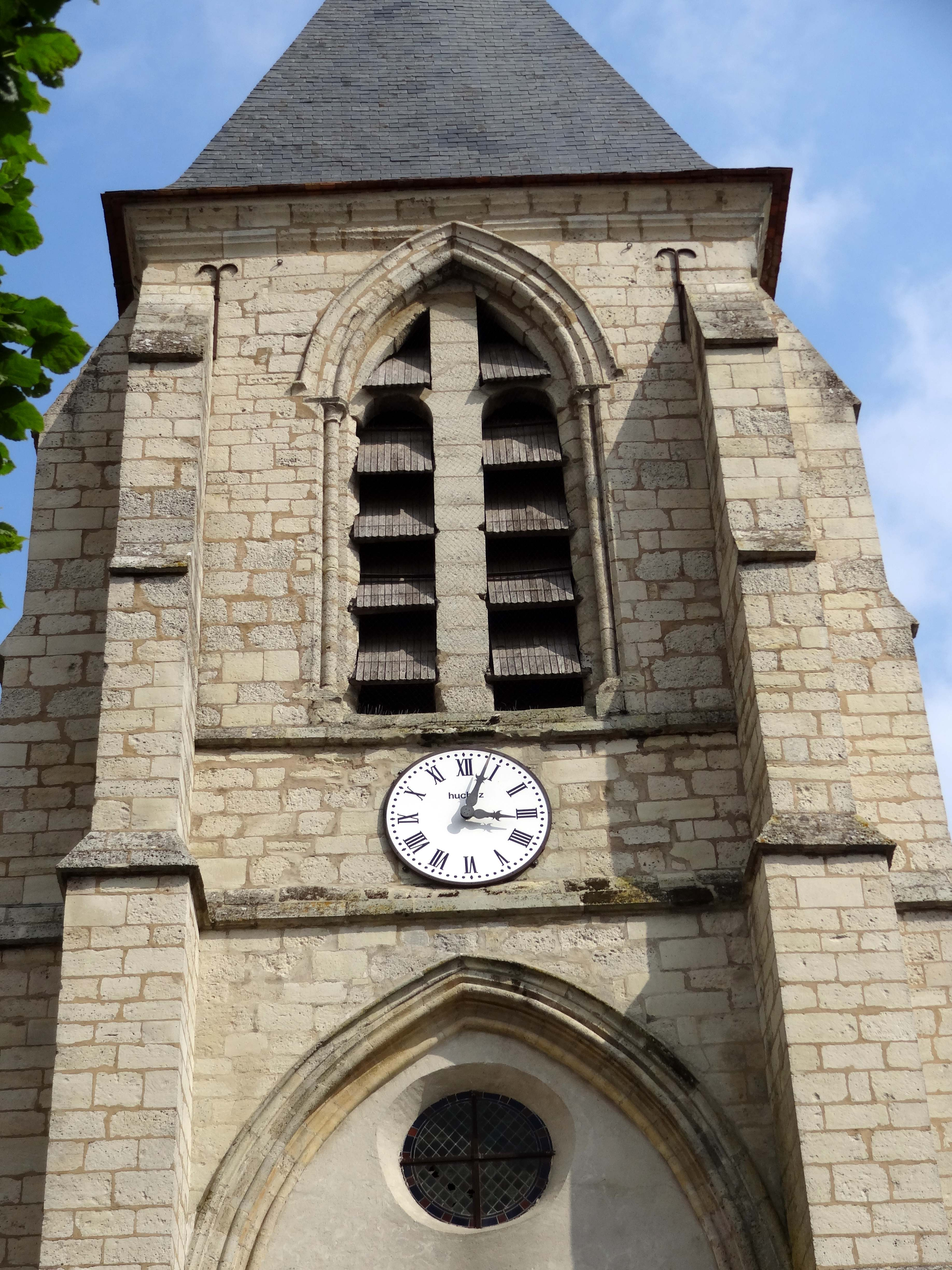
Clocher, étage de beffroi, côté ouest.
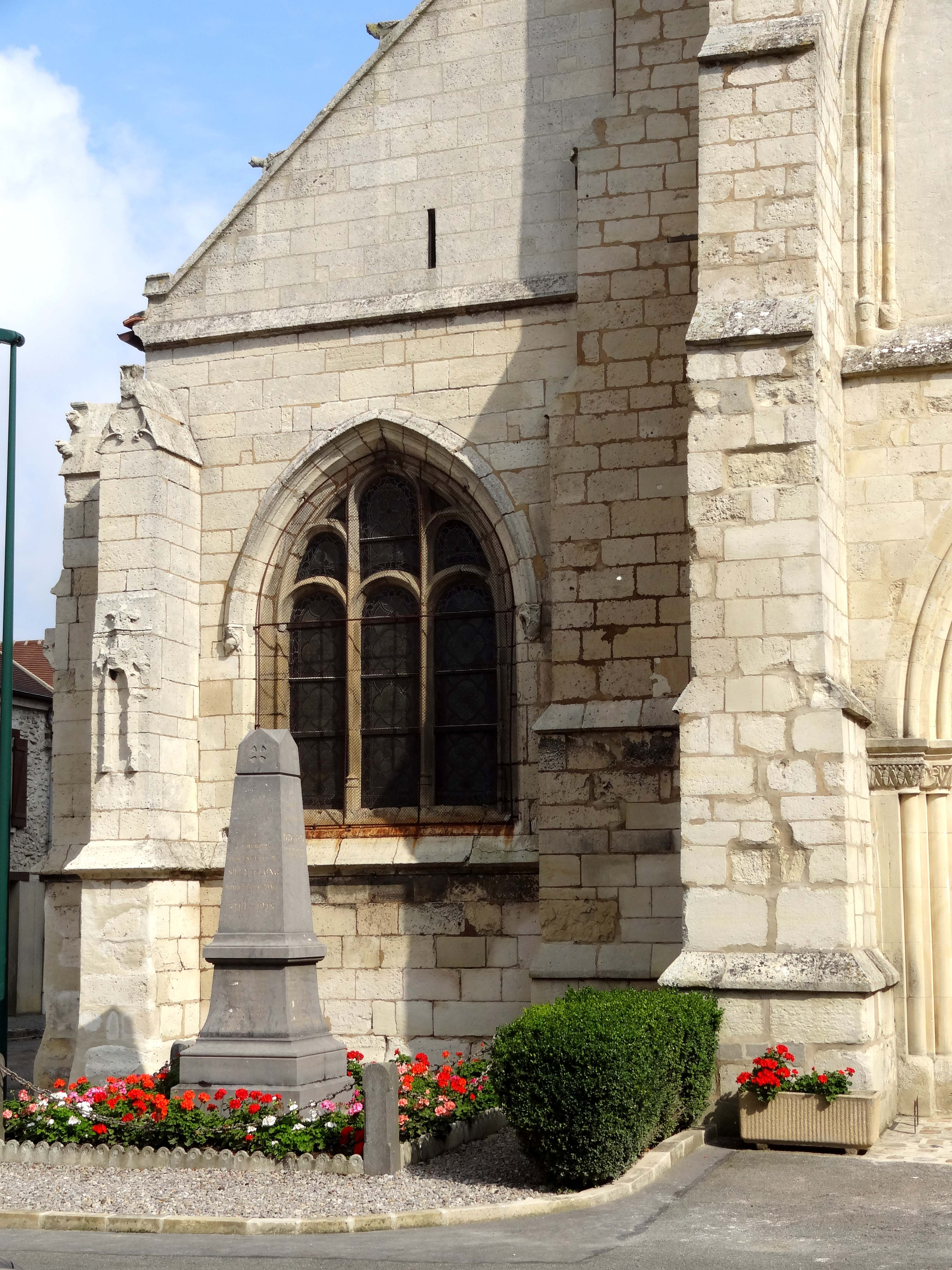
Mur occidental du bas-côté nord.
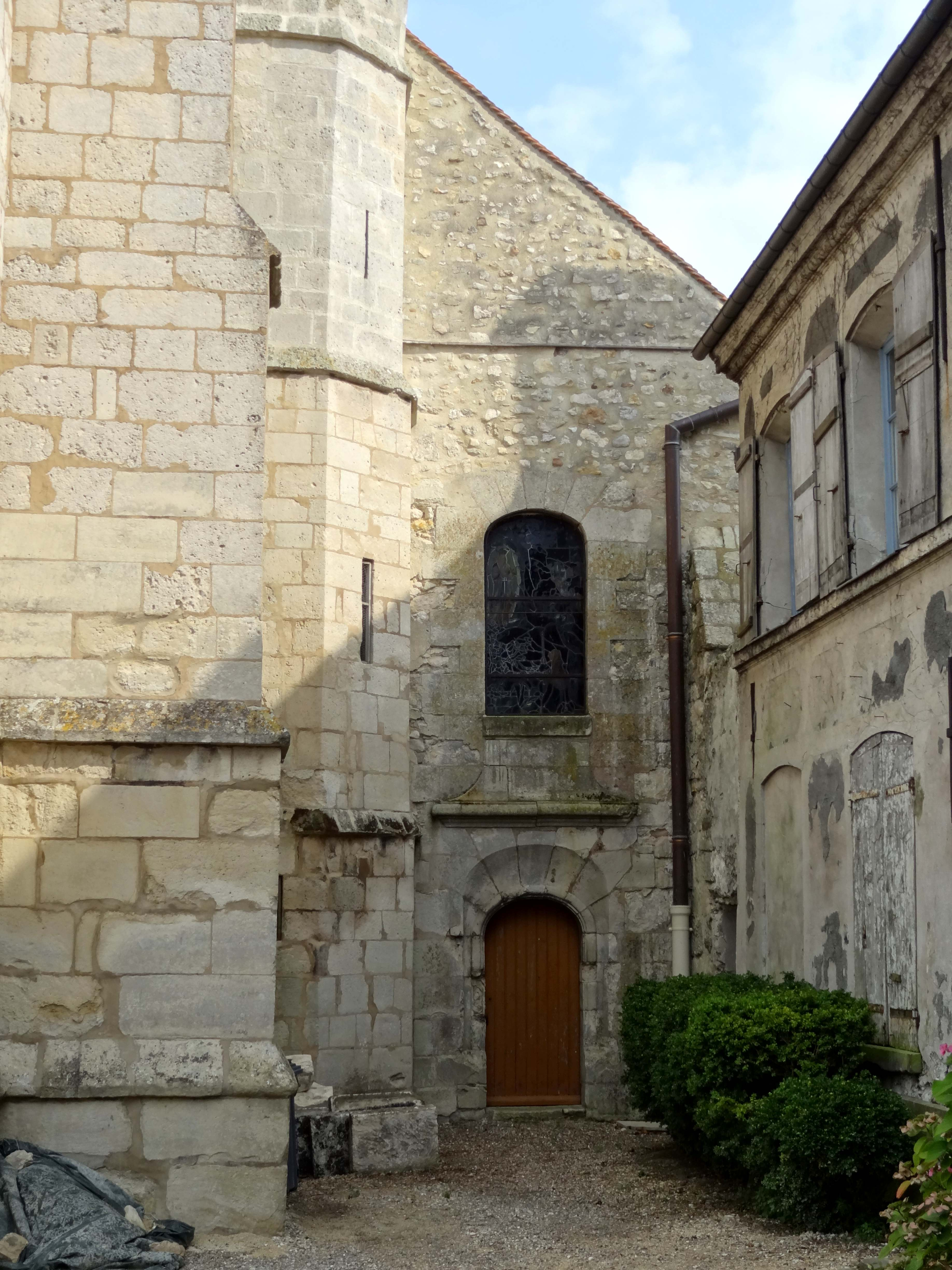
Façade occidentale du bas-côté sud.
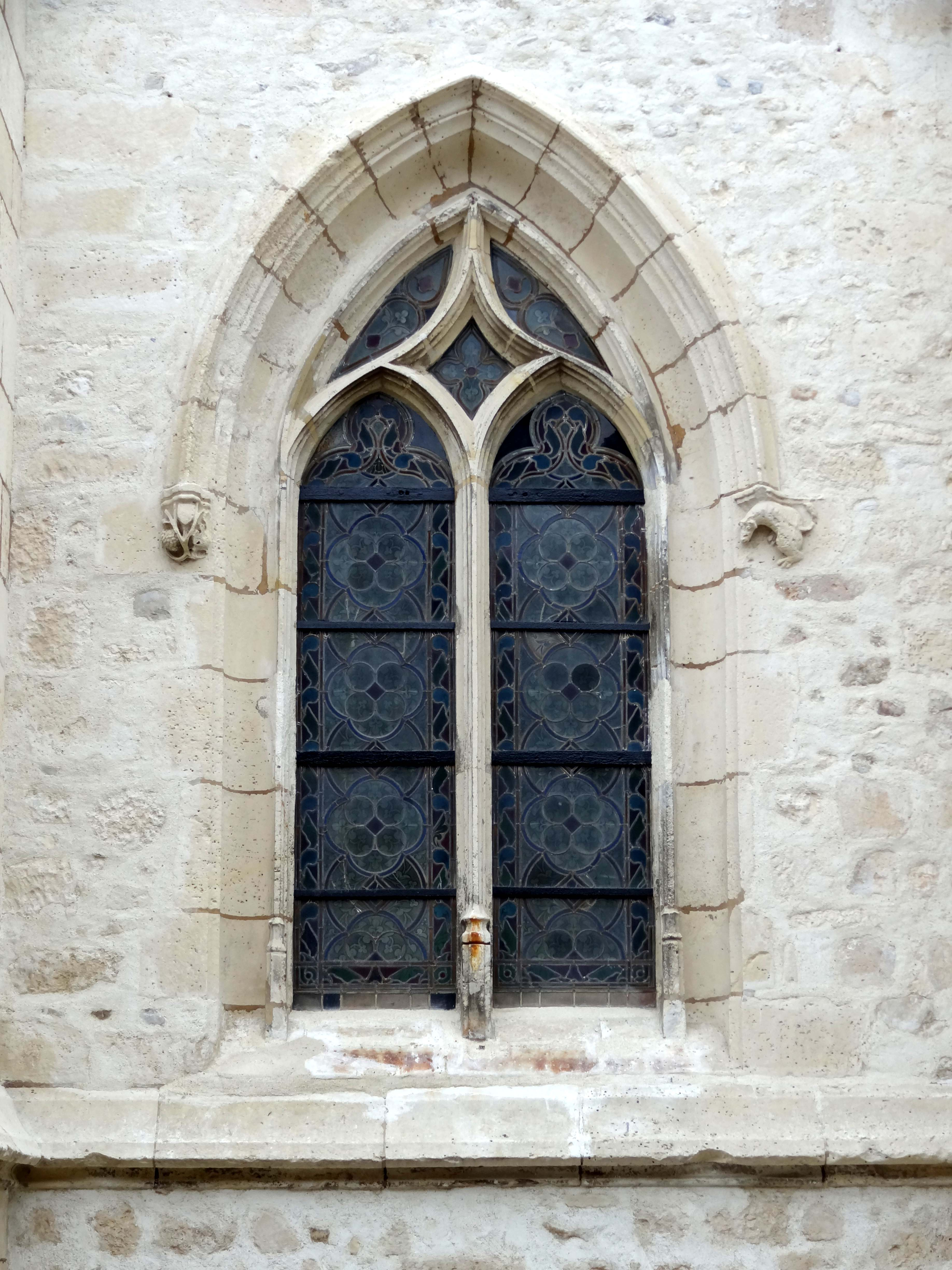
Bas-côté nord, fenêtre de la 4e travée.
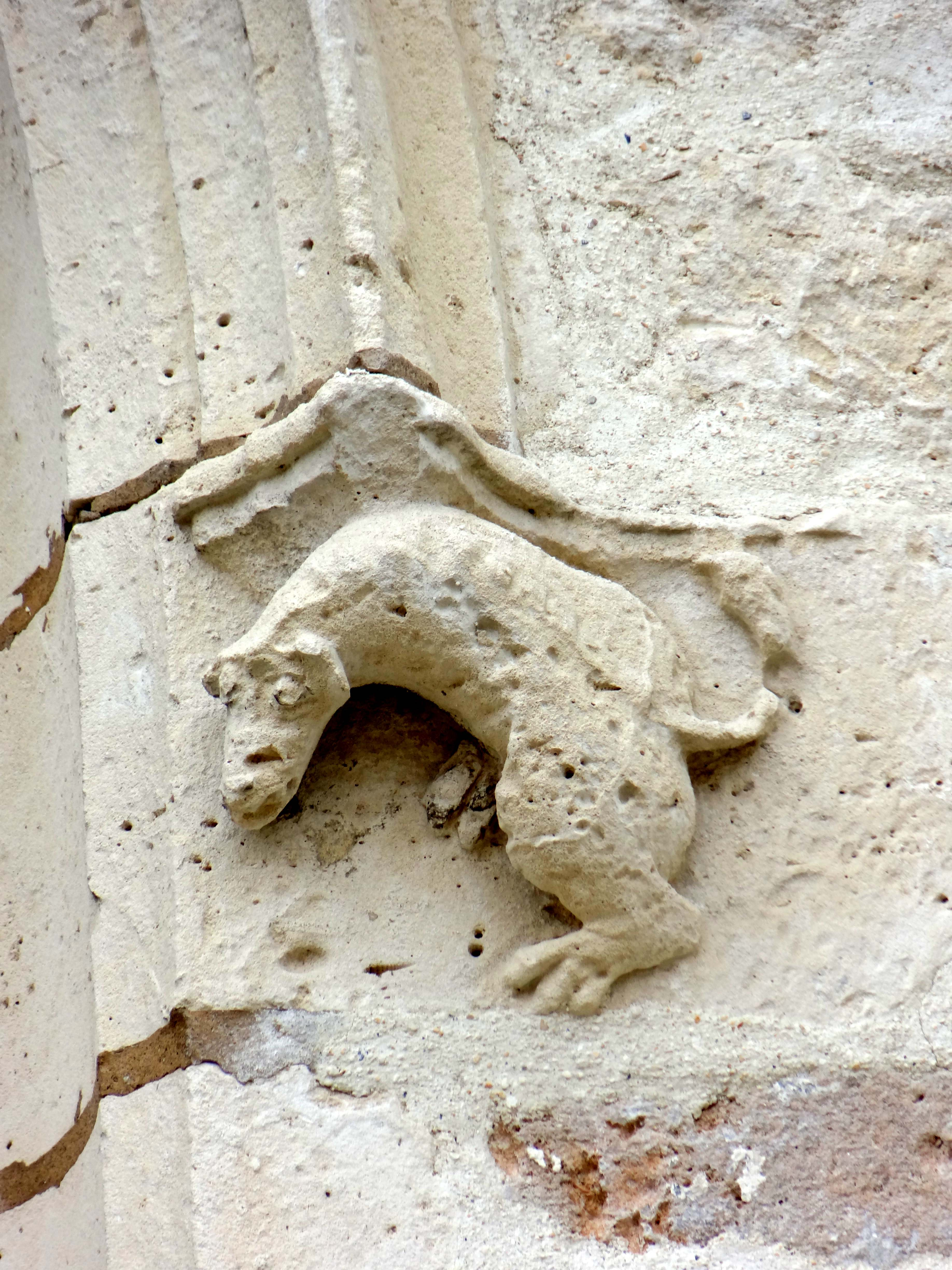
Chimère du bas-côté nord.

## Mobilier

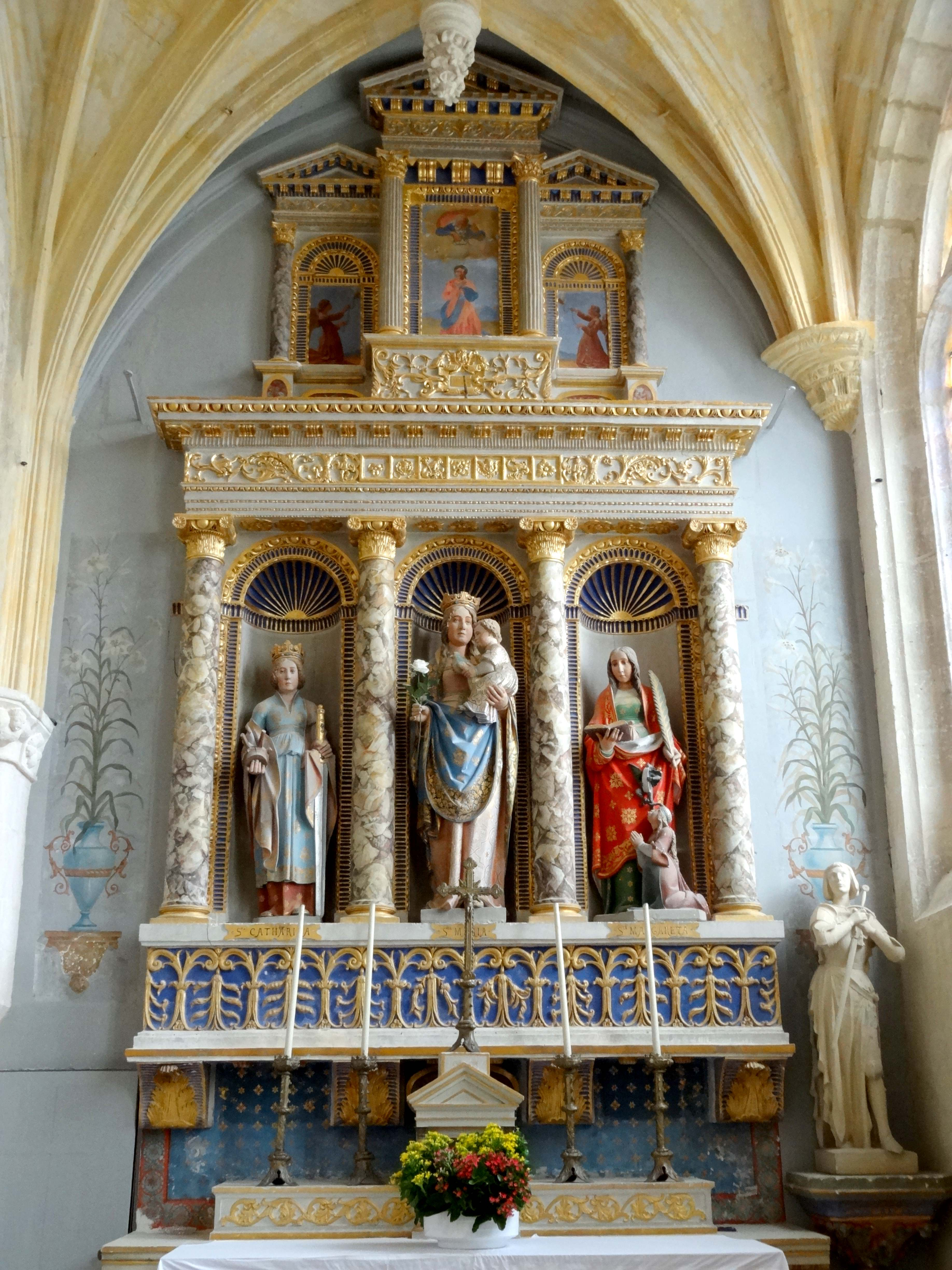
Retable de la Vierge.

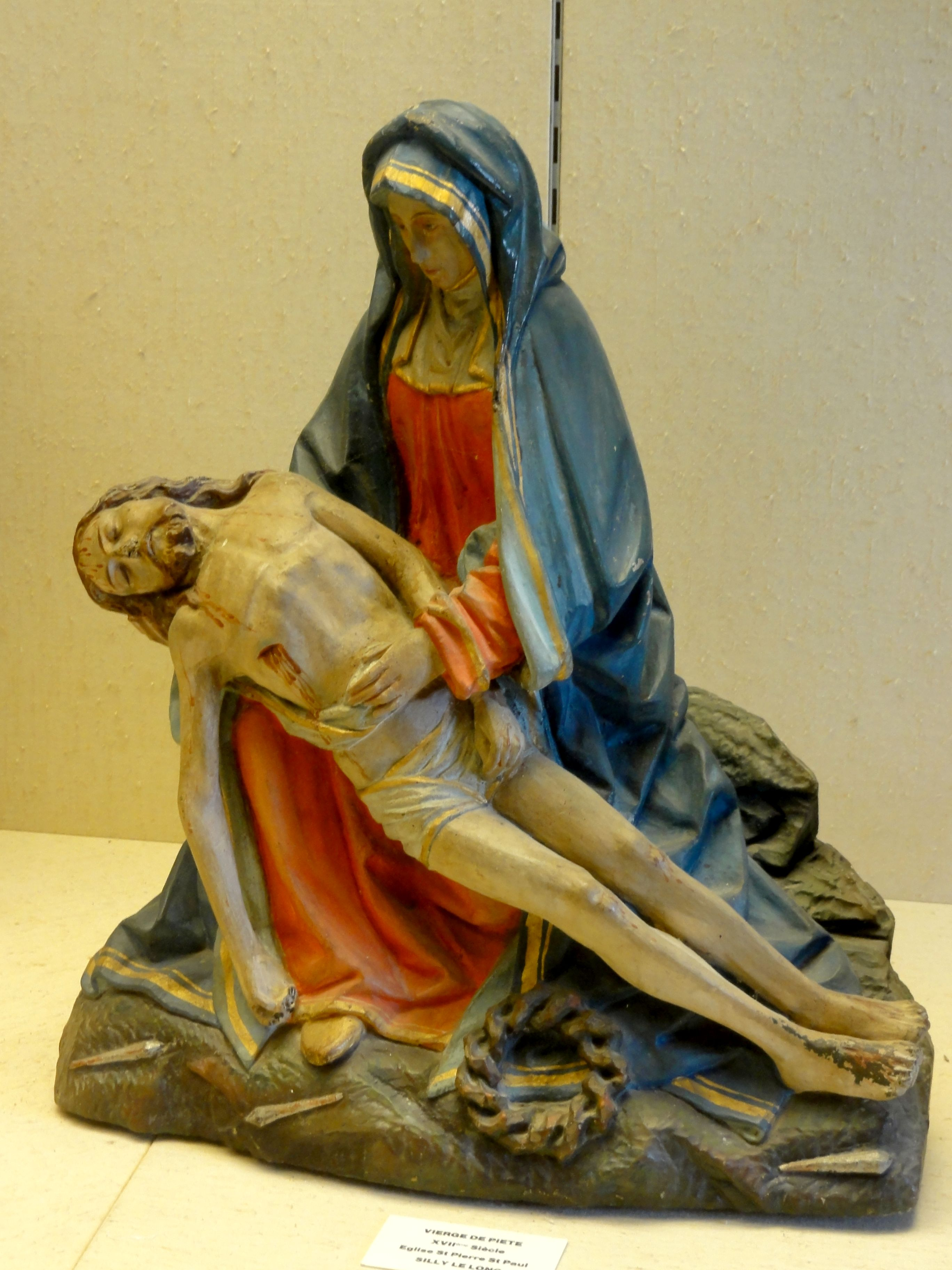
Pietà.

Parmi le mobilier de l'église, sept éléments sont classés ou inscrits monument historique au titre objet, dont notamment le retable de la chapelle de la Vierge au chevet du bas-côté sud avec ses trois statues (chaque élément étant classé indépendamment, dont deux statues par erreur), ainsi qu'une crédence, une Pietà, et la cloche.
Le retable de la chapelle de la Vierge est en pierre taillée, peint et partiellement doré. Il mesure 500 cm de hauteur pour 210 cm de largeur, et date de 1559. Comme particularité, il ne descend pas jusqu'au sol grâce à un soubassement derrière l'autel, mais repose sur quatre consoles revêtus de feuilles d'acanthe, qui supportent une traverse sculpté de rinceaux. Cette dernière sert de soubassement au premier registre, le plus important, auquel s'ajoute un deuxième registre sous la forme d'une attique, nettement plus petit, et touchant au sommet de la voûte. Le premier registre est une sorte de péristyle destiné à mettre en valeur les statues abritées dans trois niches en plein cintre, dont le pourtour est orné d'un rang de petits godrons et d'un rang d'oves et de dards. Les quatre colonnes sont traités en faux-marbre, et munies de chapiteaux ioniques supportant un entablement. Son soffite est sculpté de rosettes, et sa frise de rinceaux intégrant des cornes d'abondance et des génies, ainsi que sept petits panneaux, qui inscrivent des roses, une tête de chérubin flanquée d'ailes déployées, la salamandre de François Ier (bien que déjà mort depuis douze ans), etc. L'architrave et la corniche sont également décorées, avec des rangs de perles et d'oves, et un rang de consoles soutenant la strate inférieure de la corniche. Pour venir à l'attique, elle se compose d'un corps central placé sur un soubassement, et de deux ailes latérales placées directement sur la corniche, surmontées chacune d'un entablement du même type que le précédent, et d'un fronton triangulaire décoré de même. Sur le corps central, l'entablement repose sur deux colonnes corinthiennes, tandis que les ailes latérales se contentent d'une seule colonne, et prennent appui contre le corps central de l'autre côté. Les trois segments ne contiennent pas de niches, mais affichent uniquement des tableaux entourés d'un cadre. Ils représentent des anges adorateurs et le Christ avec Dieu le Père, qui surgit d'une nuée et s'apprête à poser une couronne sur la tête de son Fils. Ce retable est classé depuis janvier 1913, et il a été restauré.
Les trois statues du retable de la Vierge ont été classées en même temps. Elles sont en pierre calcaire et peintes. La Vierge à l'Enfant, au milieu, mesure 166 cm de hauteur ; les deux autres mesurent seulement 135 cm de hauteur. De la Vierge, on sait à présent qu'elle date de 1888. Sainte Catherine d'Alexandrie, à gauche, est aujourd'hui considérée comme moderne. Elle est couronnée, et porte comme attributs une glaive et la roue avec laquelle elle fut martyrisée (réduit à présent au moyeu avec deux rayons). Des doutes pèsent encore sur la statue à droite. L'on n'exclut pas qu'elle soit ancienne, bien qu'apparentée par sa facture aux deux autres statues. La légende portée sur le socle, « Sta Margareta », est en tout cas erronée. Sainte Marguerite d'Antioche n'est généralement pas représentée avec une jeune femme agenouillée à ses côtés, comme on le voit ici. Elle foule généralement des pieds un dragon, qui apparaît ici en miniature au-dessus de la tête de la jeune femme, tenant un phylactère. Apparemment la femme a été exorcisée grâce à l'intercession de la sainte. Il s'agit d'une martyre, comme l'indique la palme qu'elle tient dans sa main gauche. Elle regarde un livre ouvert qu'elle tient dans sa main droite.
La crédence ou table d'applique est en bois de chêne taillé. Elle mesure 87 cm de hauteur, 81 cm de largeur et seulement 41 cm de profondeur (au niveau du tableau). Son style rocaille très prononcé indique la deuxième moitié du XVIIIe siècle. Cependant, le meuble a été repeint en marron au XIXe siècle. Le décor sculpté, intégrant des rinceaux, des guirlandes de feuilles de laurier et des chutes végétales, est d'une grande richesse. Le rinceau de l'entretoise est cassé. Il n'y a apparemment pas encore eu de restauration depuis le classement intervenu en janvier 1913. La cloche en bronze mesure 156 cm de diamètre, et date de 1640. Elle porte l'inscription suivante : « l'an mil six cents Quarante faite pour servir l'église des pierre de Silly en Multien messire Nicolas Becquard / pre curé de silly m'a beniste et consacré du vivant de messire André Potier président du parlement de Paris seigneur de silly / et je suis nommé Marie par Jean Berronet Ganvievre le Hardy, Jaron Fauvergue et Pierre Vigneron marguilliers / M. Nicaise Briot ma faite ». Cette cloche, qui était accompagnée de trois autres jusqu'à la Révolution, est classée depuis janvier 1913. La Pietà est exposée au musée de l'Archerie et du Valois au château de Crépy-en-Valois. Elle est en bois taillé, et mesure seulement 53 cm de hauteur. Cette œuvre du dernier quart du XVIe siècle est inscrite depuis mai 1996.

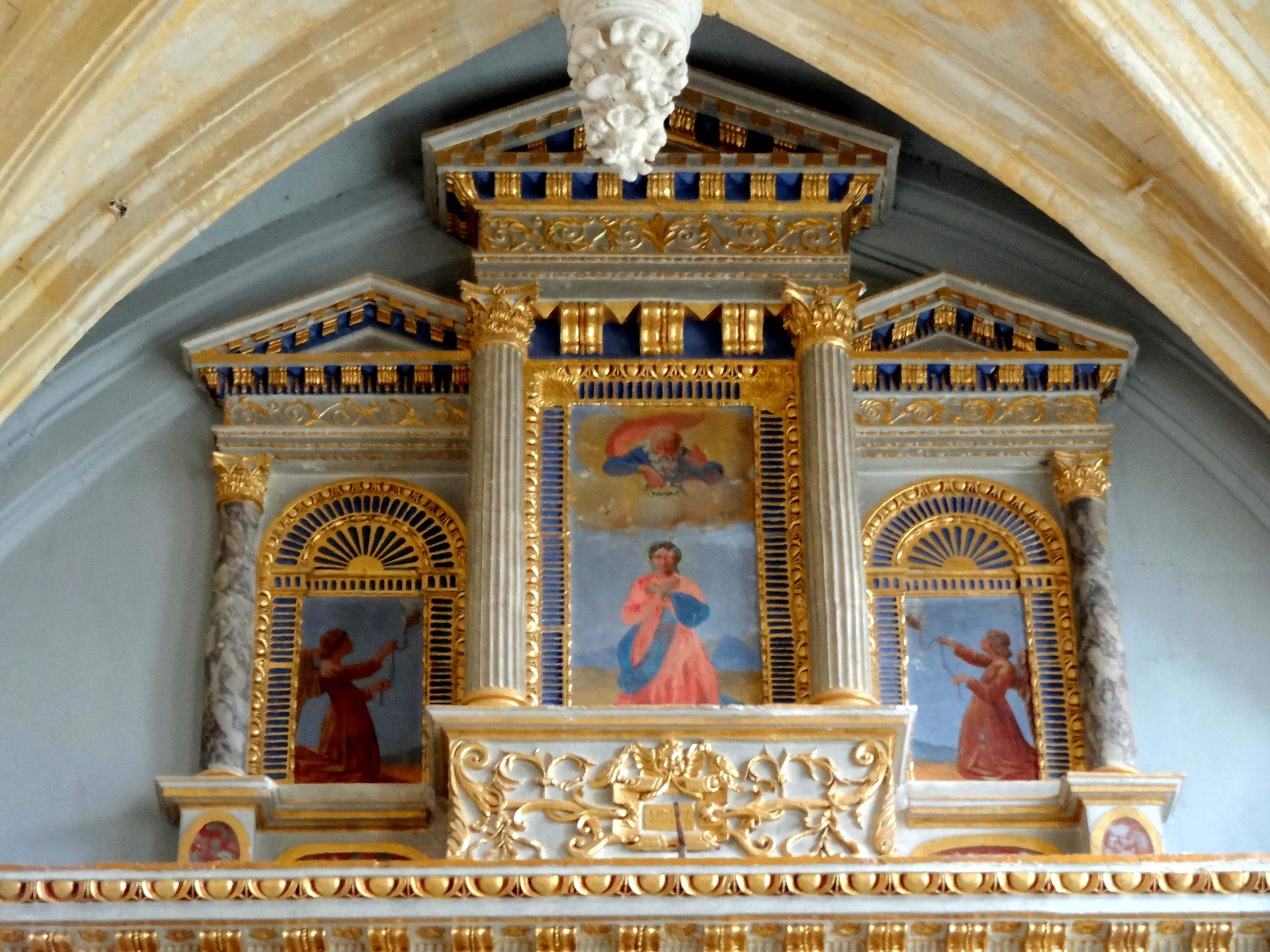
Retable de la Vierge, attique.
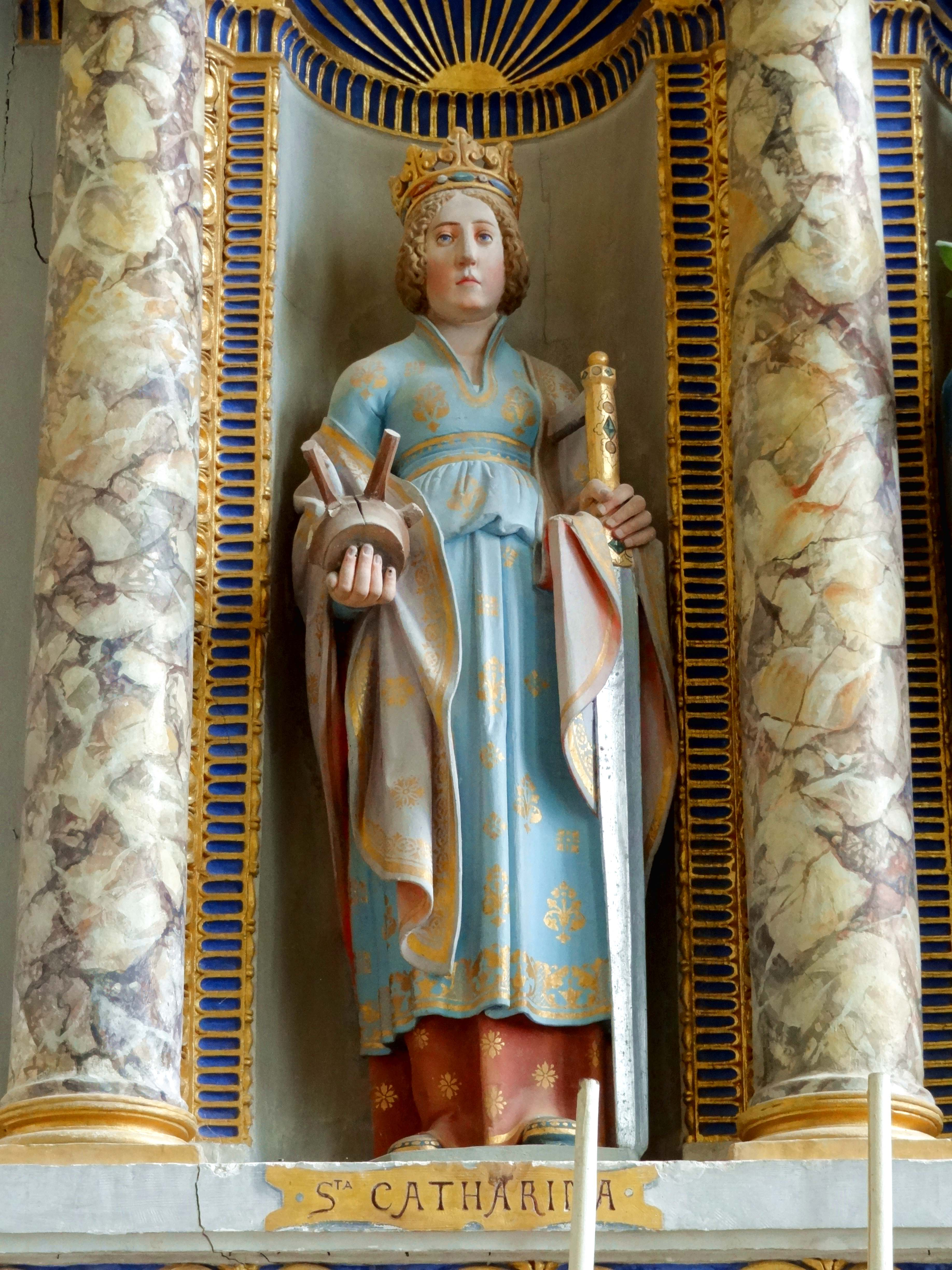
Sainte Catherine.
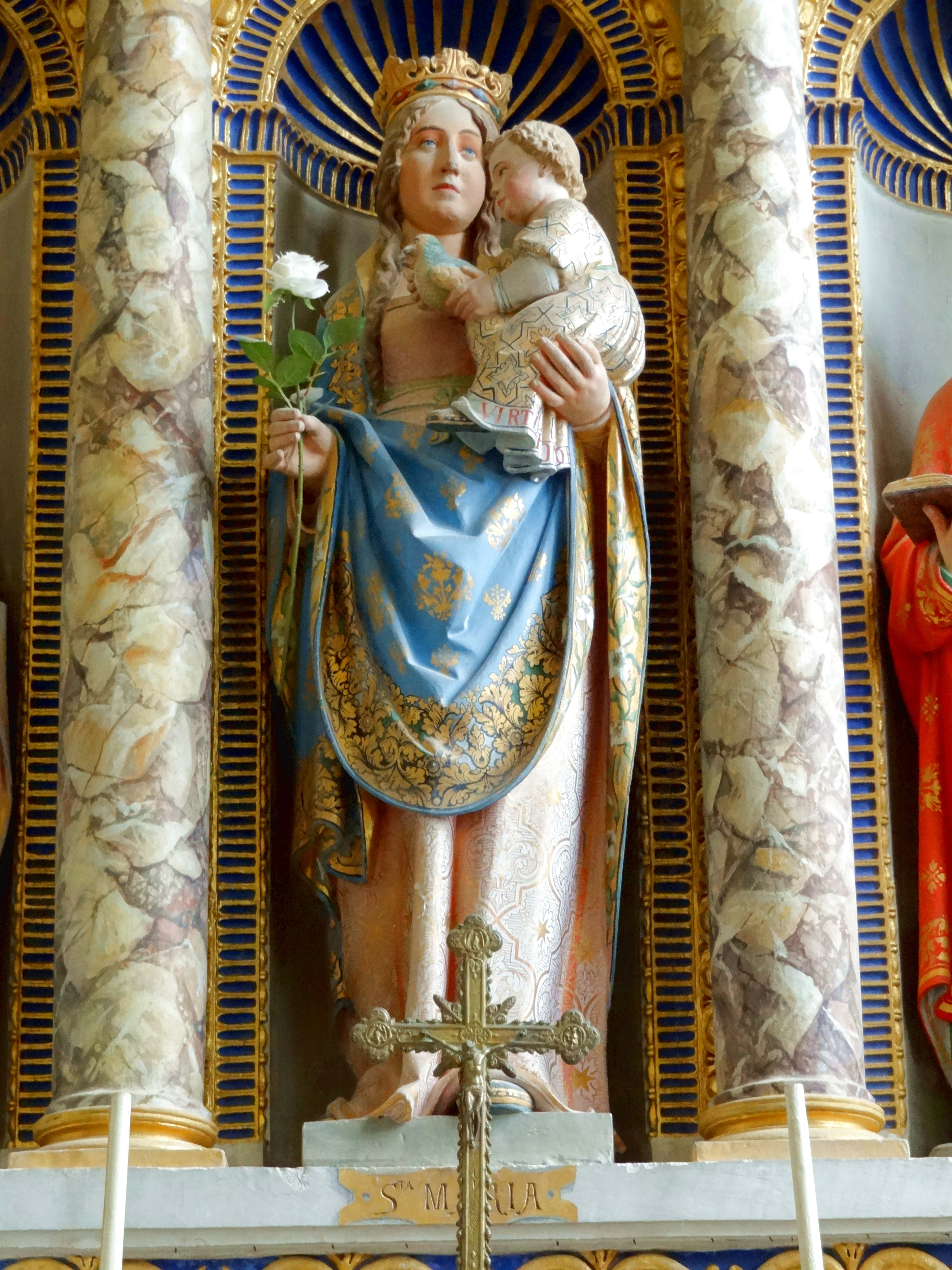
Vierge à l'Enfant.
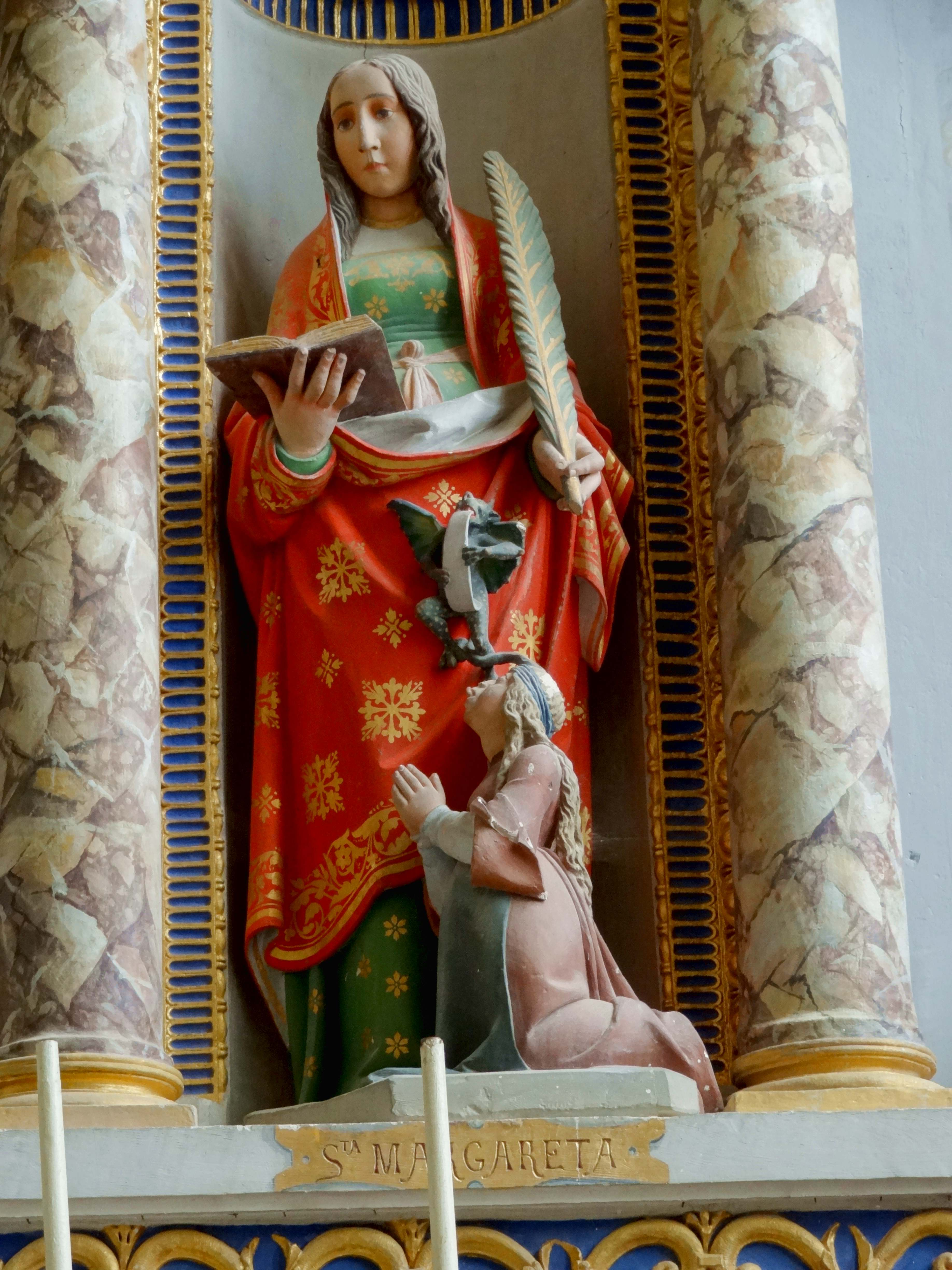
Sainte martyre.
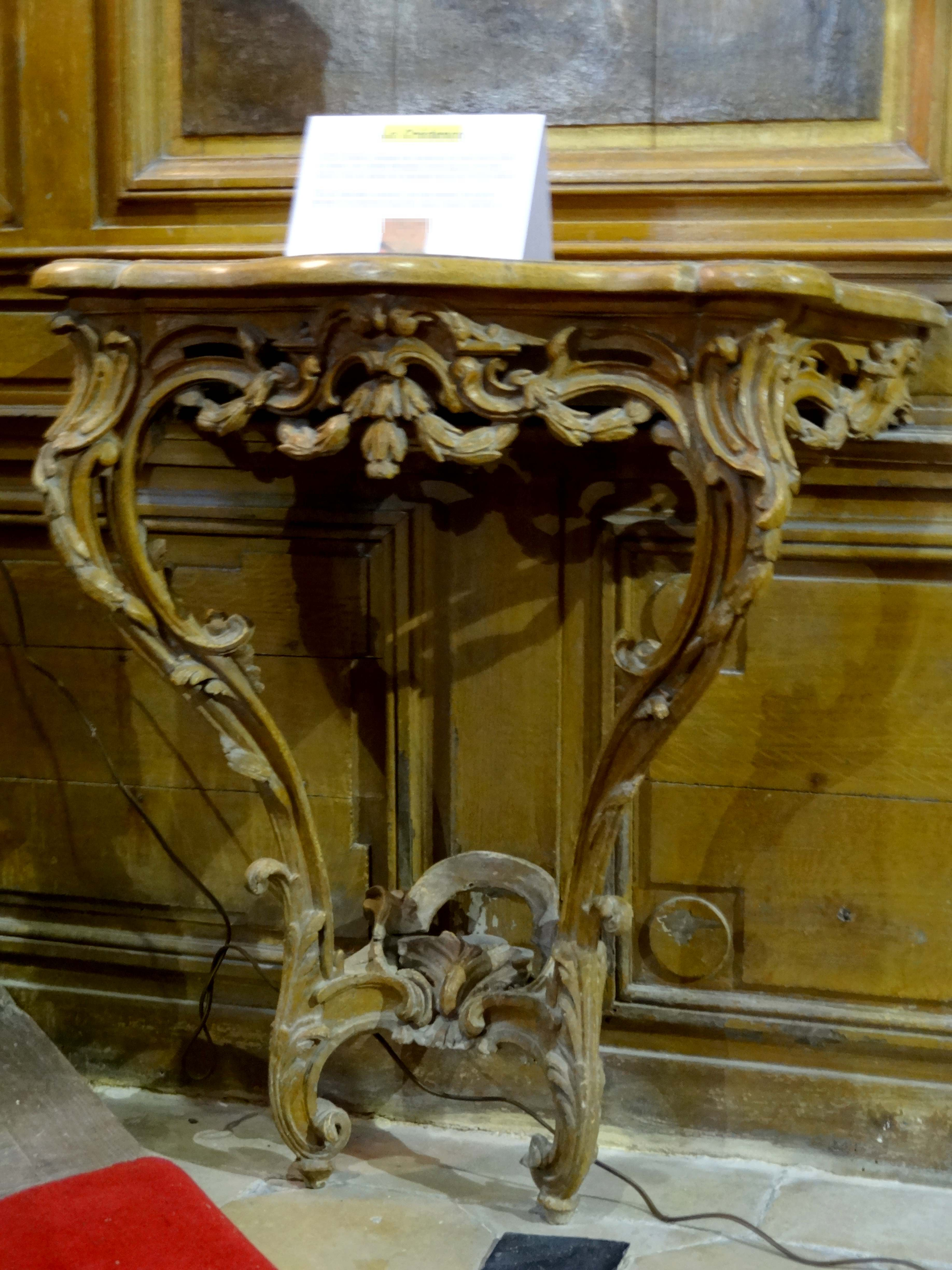
Crédence.
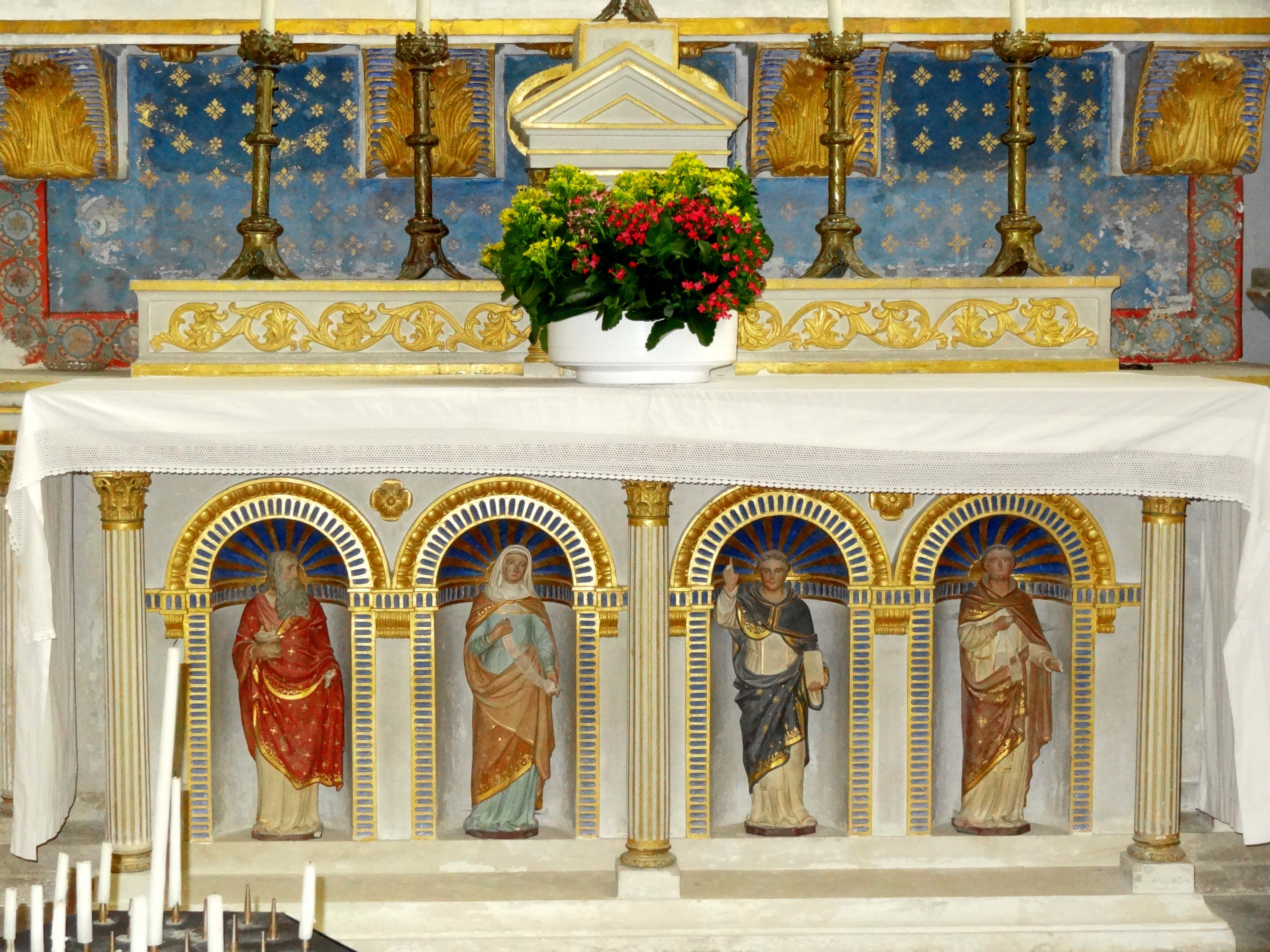
Autel de la Vierge.